# Agávé
Az agávé (agavé, Agave) a spárgafélék (Asparagaceae) családjában az agávéformák (Agavoideae) alcsalád névadó nemzetsége számos, jól ismert sivatagi és száraz égövi fajjal.

## Nevének eredete
A latinosított ógörög „agavusz” szó jelentése jeles, előkelő, illusztris.

## Származása, elterjedése
Amerikában honos Dél-Amerikától Észak-Amerika déli részéig; a legtöbb faj Mexikóban, illetve az USA-ban él. Dísz-, illetve haszonnövénynek valamennyi kontinensre áthozták a trópusi, szubtrópusi és mérsékelt meleg régiókba, ahol aztán több faja is kivadult.
Mexikó őslakói egyes források szerint már 9000 éve termesztették. Ma is használnak olyan recepteket, amelyekről azt állítják, hogy az aztékoktól származnak. A fajok jelenlegi változatossága valószínűleg legalább részben az ősi nemesítők munkájának eredménye.

## Megjelenése, felépítése
Tőlevélrózsás, levél pozsgás évelő. Levelei lándzsásak, az élük szúrós, a hegyük tövisesen szúrós; színük a világoszöldtől a hamvaskékig terjedhet — ez utóbbi árnyalat a párolgást csökkentő viaszos bevonatnak köszönhető.
Zömök szára másodlagosan elfásodik.
Végálló virágzata felálló virágszáron fejlődik ki. A virágok többnyire fehérek, némely fajok virágai sárgás vagy zöldes árnyalatúak.

## Felhasználása
Szapogenin- és szaponinvegyületeik hatnak az állatok hormonális szabályozására, így fogamzásgátló tabletták gyártására használják őket.
Több faja kedvelt dísznövény.
Fontos trópusi rostnövény a szizál (Agave sisalana) és a henekén (Agave fourcroydes).
A közönséges agávé (Agave americana) levelektől megtisztított torzsájának tiszta vagy cukrozott cefréjéből párolják a mezcalt, a tequilát pedig ugyanígy készítik a kék agávéból (Agave tequilana). A kivágott virágszárból kicsorgó nedvből erjesztett ital a pulque, amit már az aztékok is nagyon kedveltek.
Oaxaca államban az indiánok a levelek legkülső rétegét tapadófóliaszerű csomagolóanyagnak használták a munkahelyükre magukkal vitt ételeik védelmére. A leveleket és a bugavirágzatot állati takarmánynak is hasznosították.

### Az agávé mint élelmiszer
A növény szára és a levelek töve a nem zöld rész ehető, meglehetősen sok szénhidrátot tartalmaz; az alkoholos italok erjesztésénél is ezt a sajátosságát használják ki. A tápanyagtartalom és egyúttal a növény élvezeti értéke is a növény korával javul. A pH 5–6 savtartalmú  agávélé tápértéke 100 ml-enként mintegy 300 kalória. A tápanyagok 90-93%-a fruktóz és glükóz, de vannak benne más egyszerű cukrok is és egy kevés vas. A fiatal virágzó tövek és a virágok is ehetők sütve vagy főzve, de akár nyersen is.
Mexikó északi területein és az USA délnyugati részén az agávé elkészítésének leggyakoribb módja az ún. gödörben sütés volt — úgy tűnik, ez az módszert délebbre nem ismerték.
A mai Tehuacán környékén a megfőzött agávéleveleket tojással habarták.

## Termelése
2023-ban az agávét 8 országban termesztették 58 ezer hektár földterületen, és az éves termésmennyisége meghaladta a 40,2 ezer tonnát. 2013 és 2023 között az agávé földterülete 54 ezer hektárról 58 ezer hektárra (7,4%) nőtt, míg a termésmennyisége 41,4 ezer tonnáról 40,2 ezer tonnára (2,9%) csökkent.
A világ legnagyobb agávé termelői közé tartozik Kolumbia (36,8%), Mexikó (15,2%), Nicaragua (13,2%), Ecuador (11,2%) és a Fülöp-szigetek (9,7%). Ezek az országok a 2023-as termelésük alapján az első öt helyen álltak. 2023-ban Kolumbia és Mexikó az éves termés több mint felét (52%) adták a világ agávé termelésének.

## Életmódja, termőhelye
A legtöbb pozsgáshoz hasonlóan jellemzően száraz éghajlaton él. Lassan növekszik, de a legtöbb faj meglehetősen nagyra: több méter átmérőt érhetnek el.
A hőséget, a tűző napot jól viseli; a legtöbb faj néhány fok mínuszt is kibír.
Néhány faj évente virágzik, a legtöbb azonban életében csak egyszer: több éves korában a tőlevélrózsa közepén hatalmas virágzatot fejleszt, majd a magok beérése után a vegetatív test elpusztul. Ha a magérés előtt a virágzatot kivágják, a virágszárból jelentős folyadékmennyiség csapolható, és a növény e veszteség ellenére továbbél. Egyes fajok már 8–10 évesen virágoznak, ám némelyik példány csak 30–40 év után.
Vegetatívan, sarjairól könnyen szaporodik, illetve szaporítható.

## Rendszertani felosztása

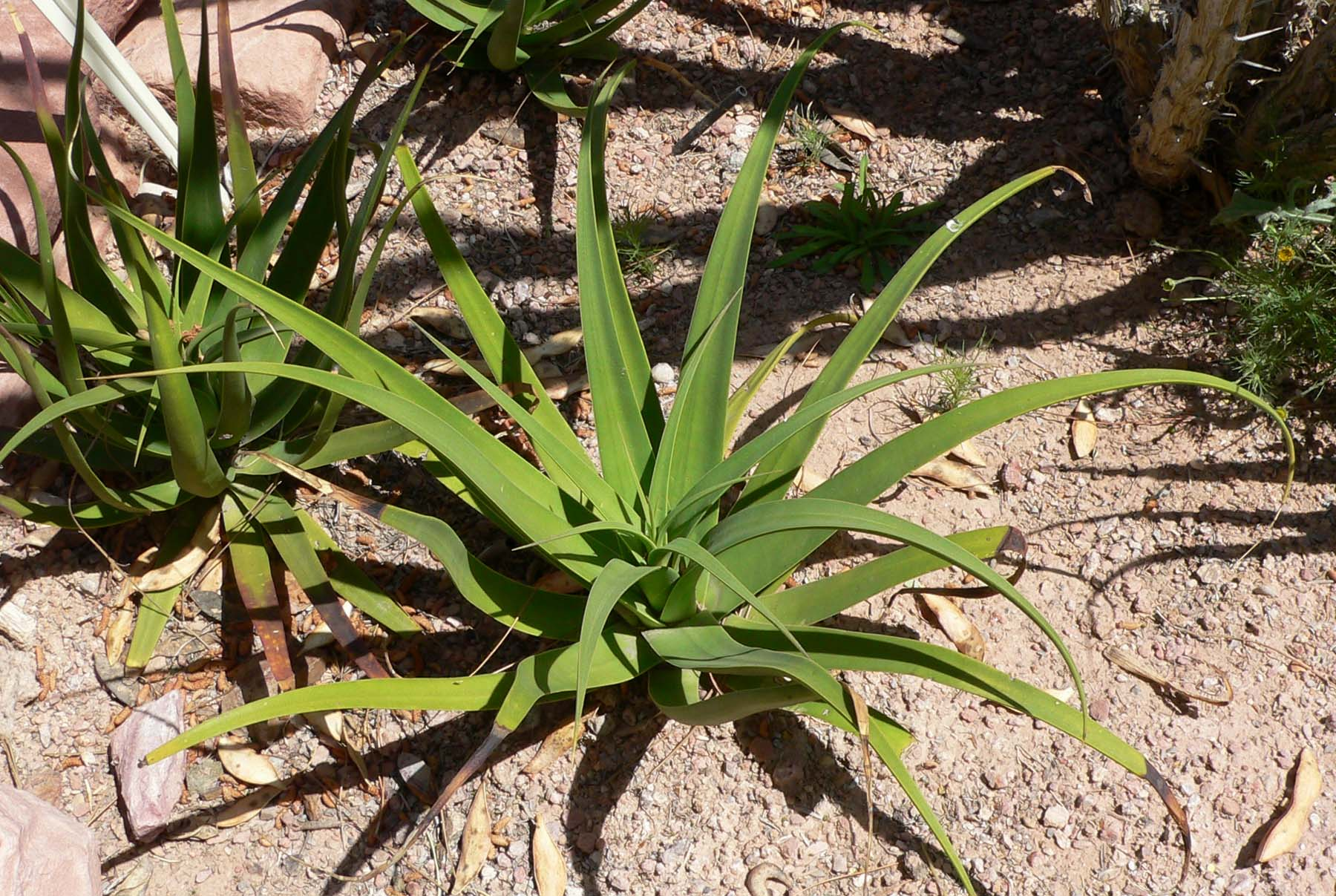
Agave bracteosa

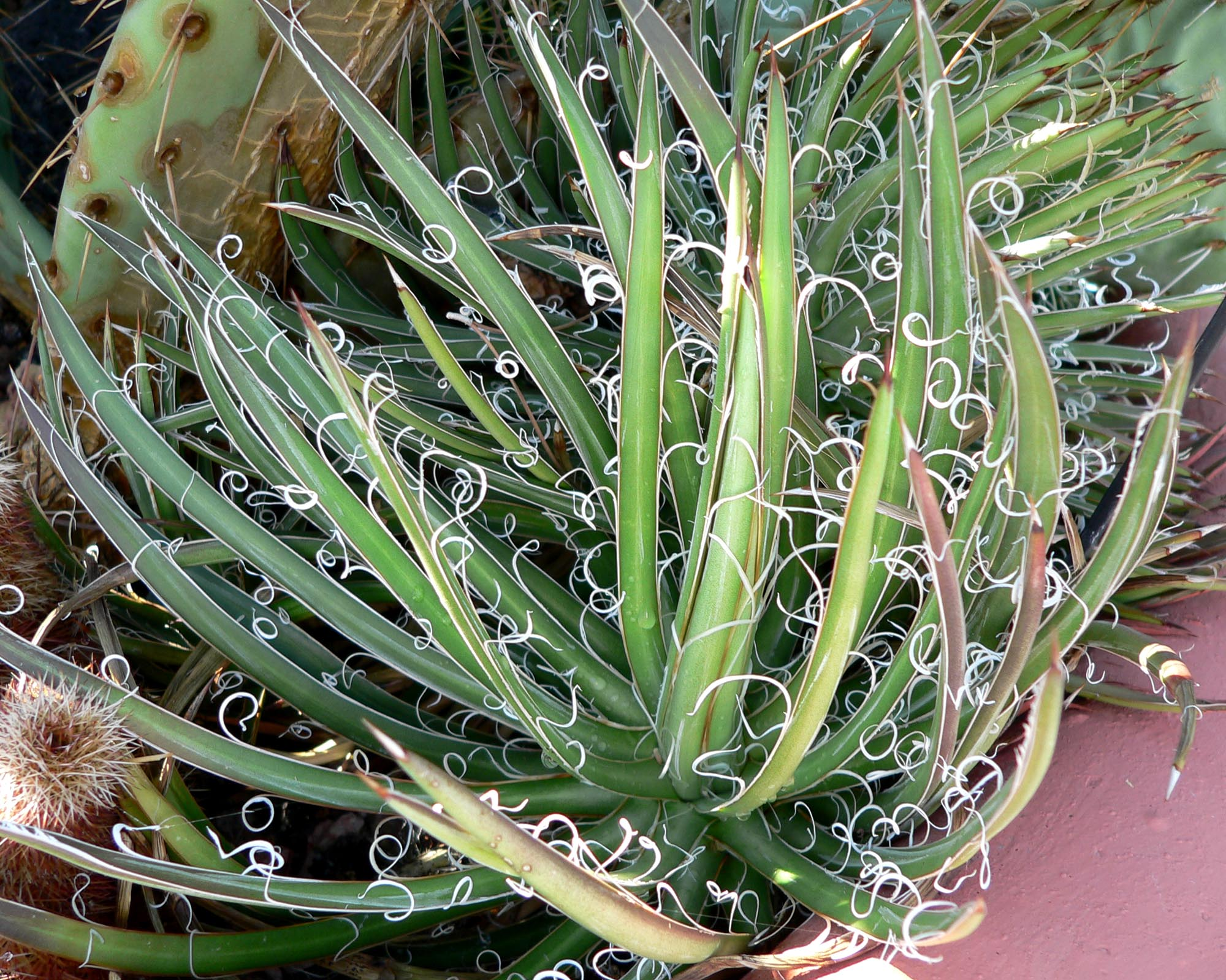
Agave filifera

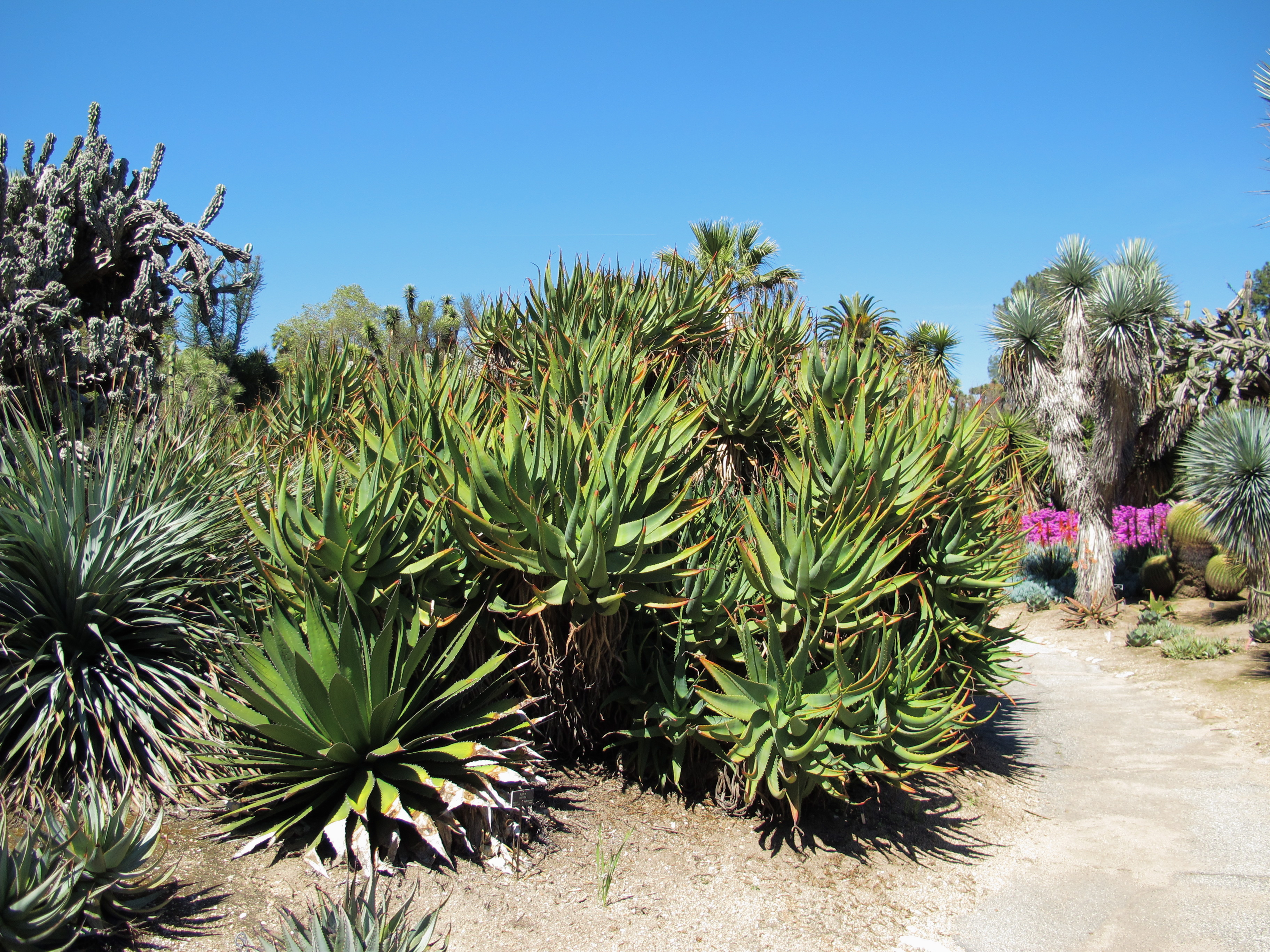
Agave horrida

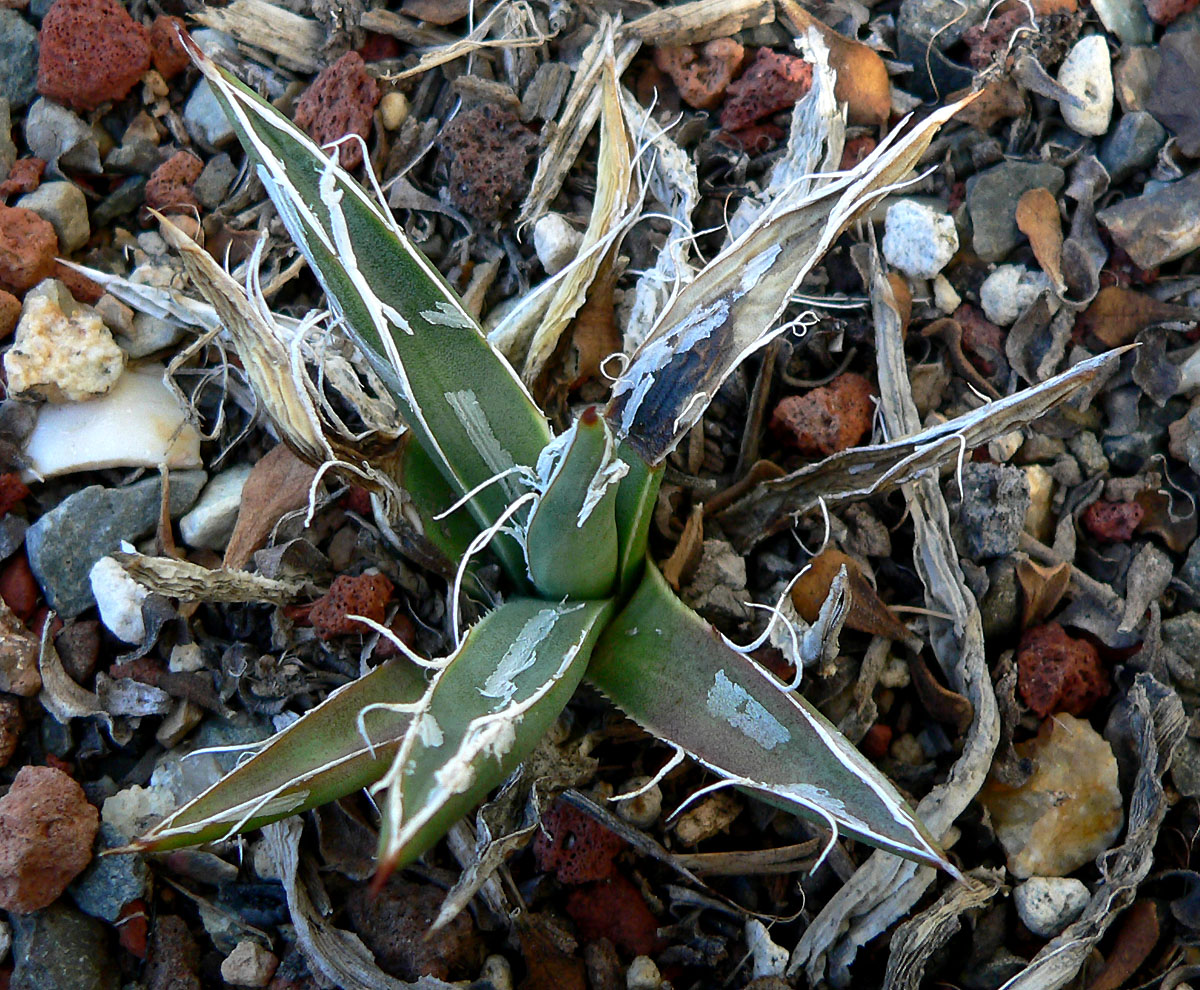
Agave parviflora

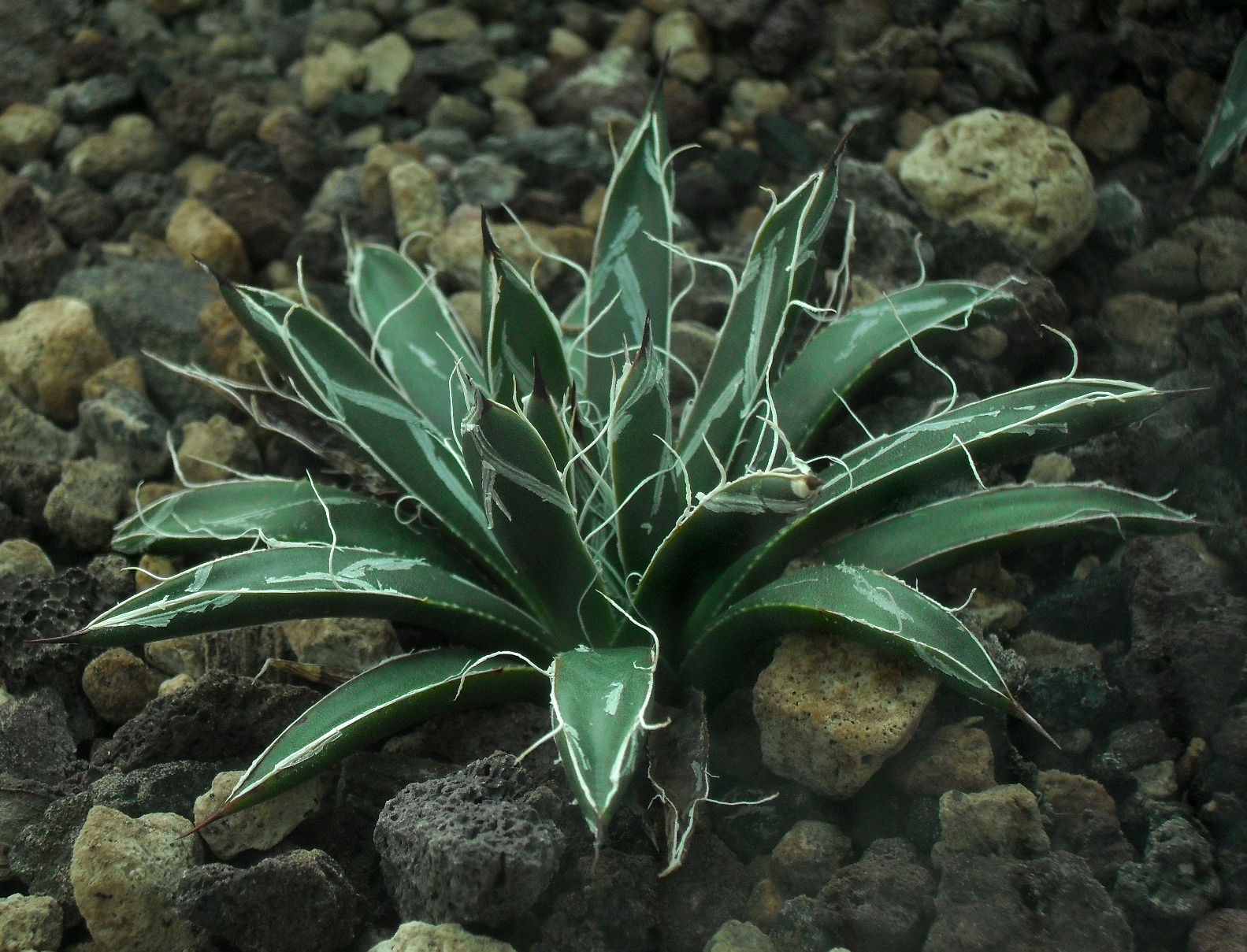
Agave toumeyana ssp. bella

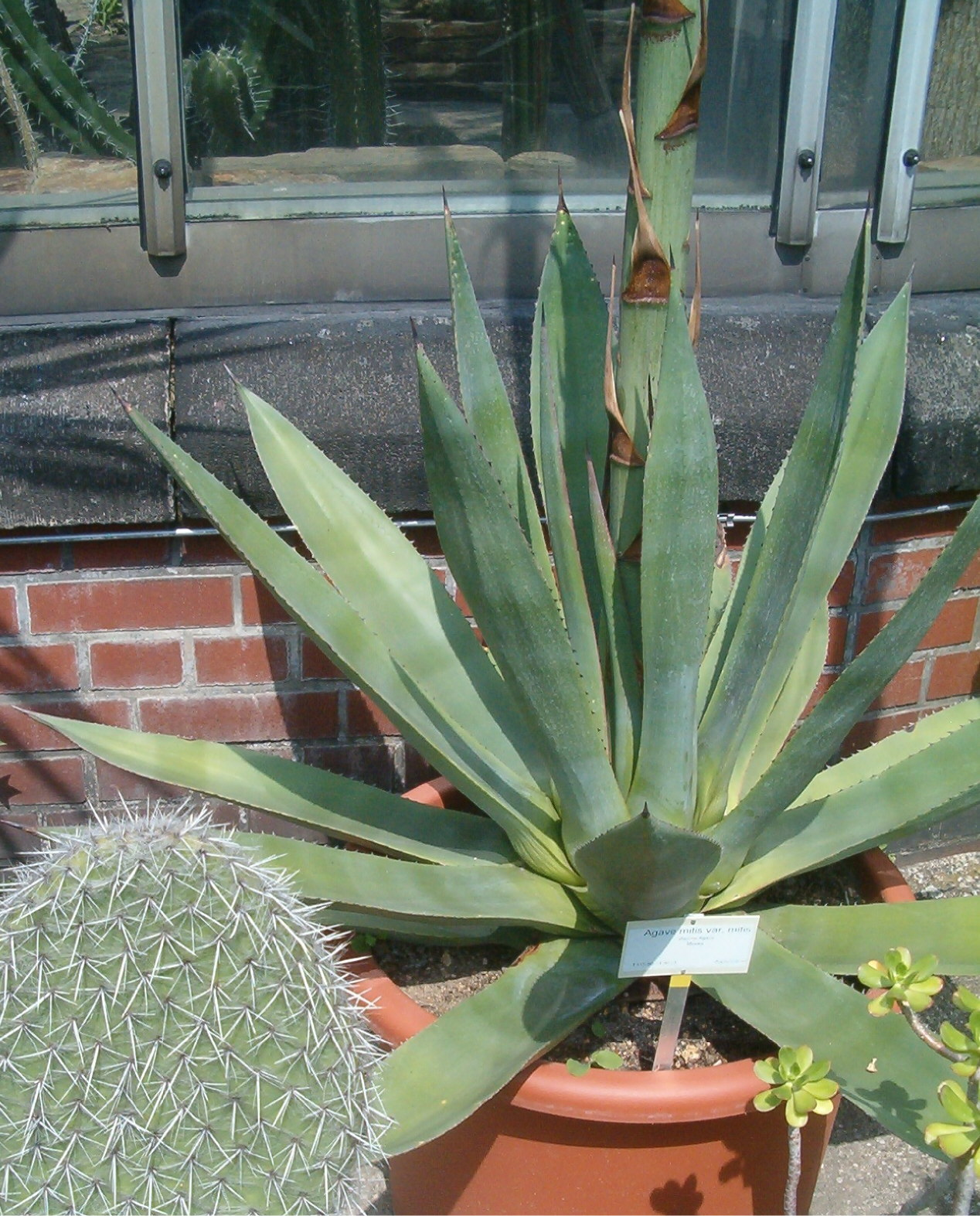
Agave mitis var. mitis

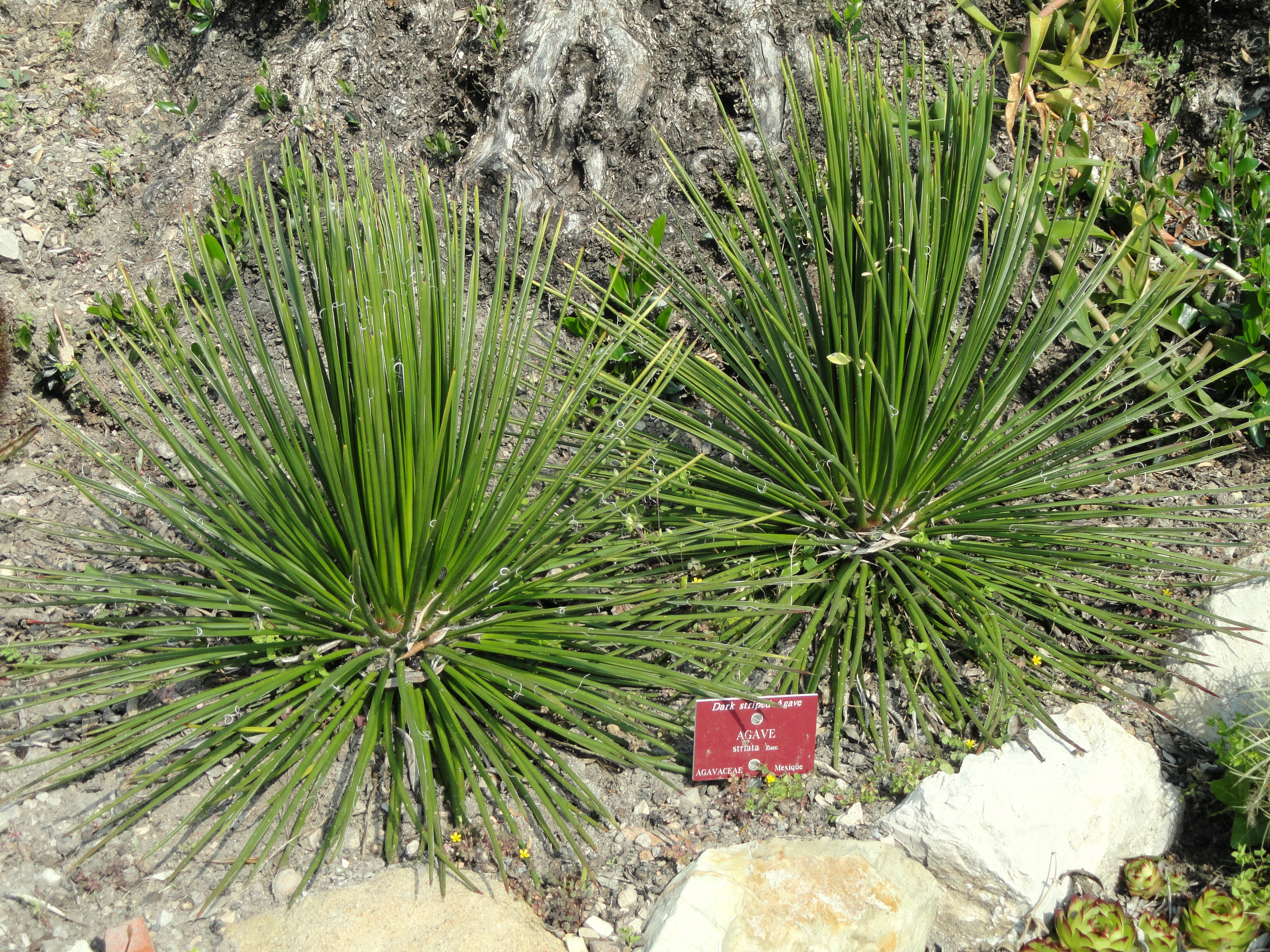
Agave striata

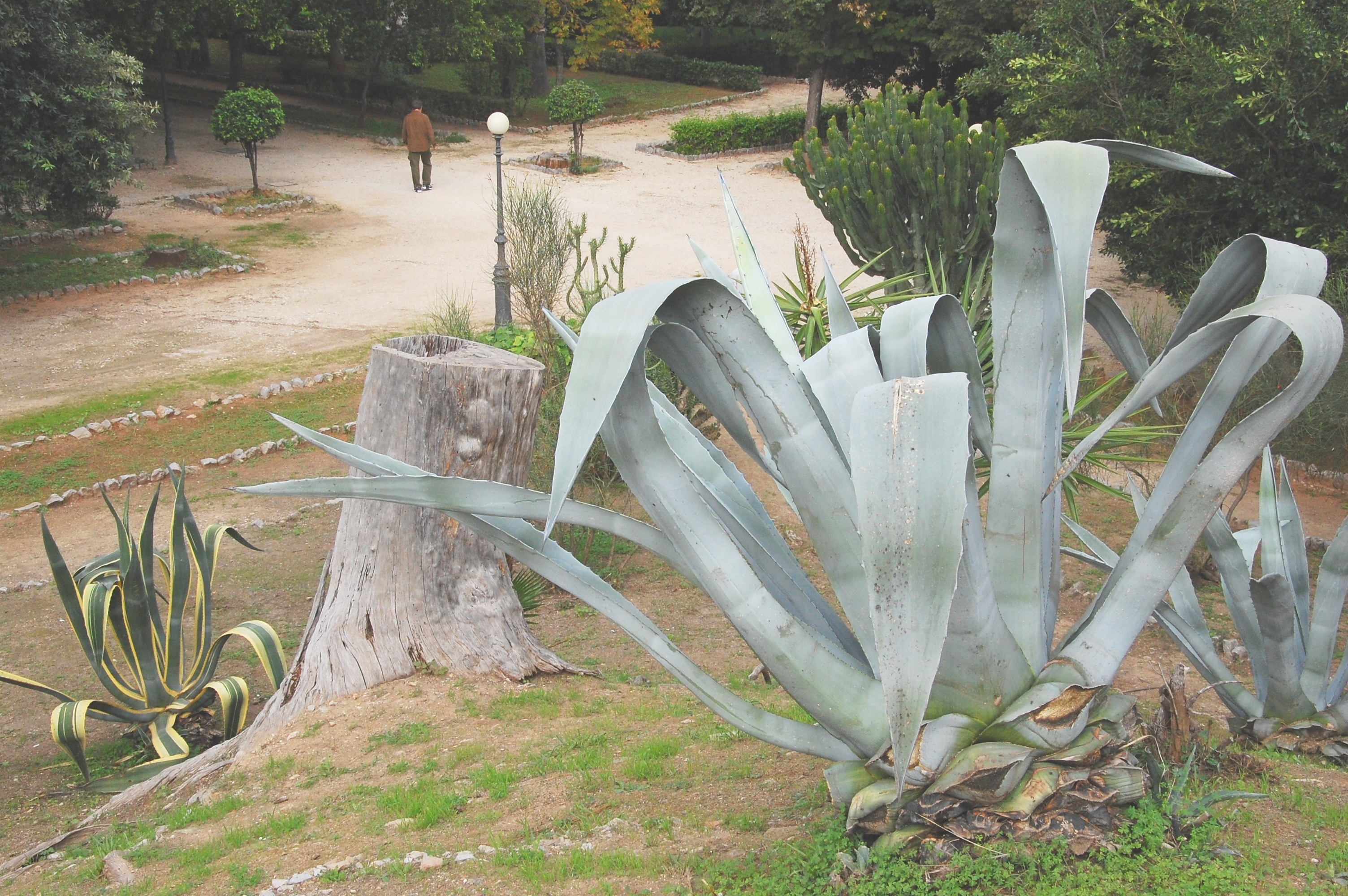
Közönséges agávé (Agave americana)

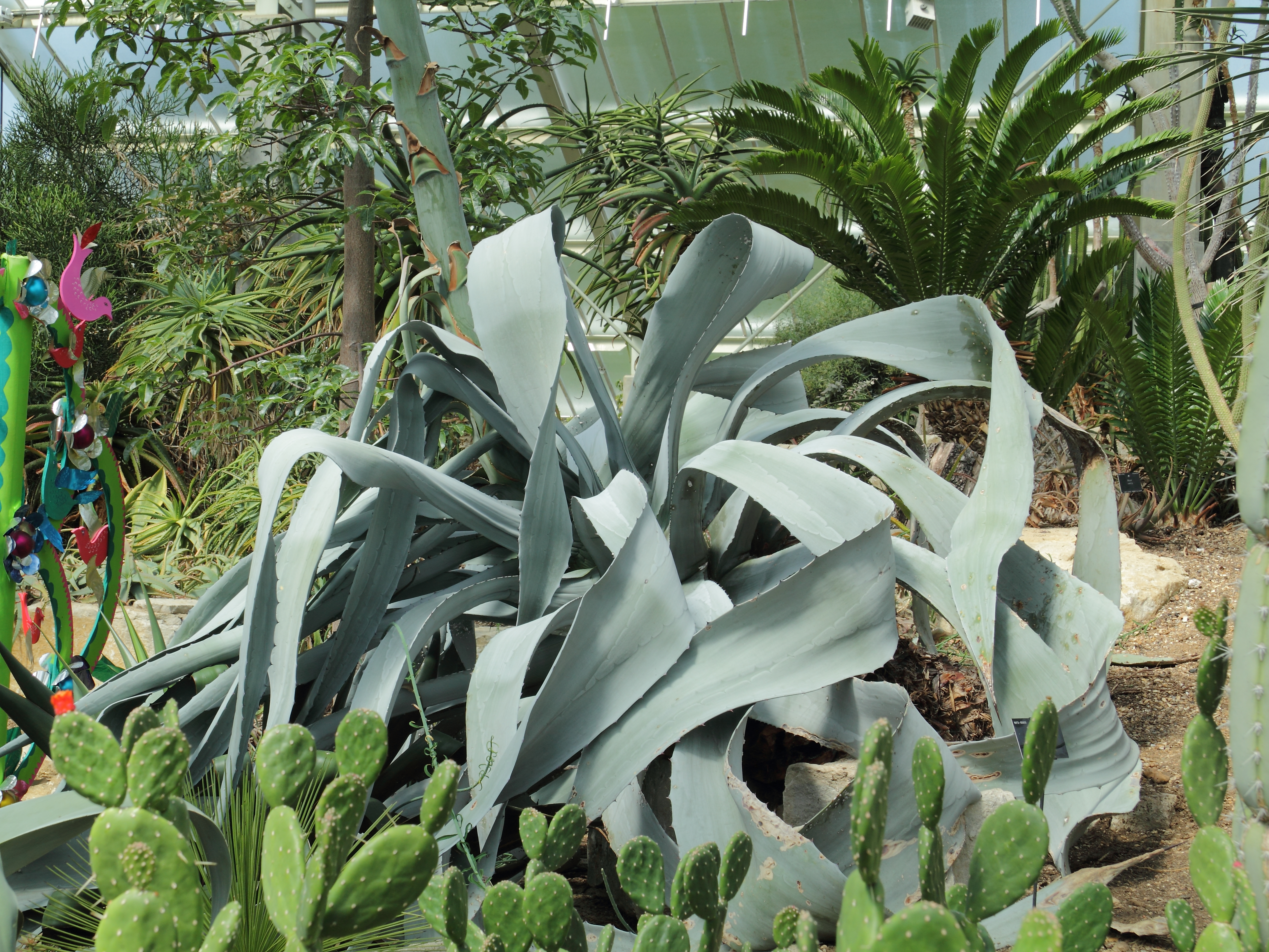
Agave franzosinii

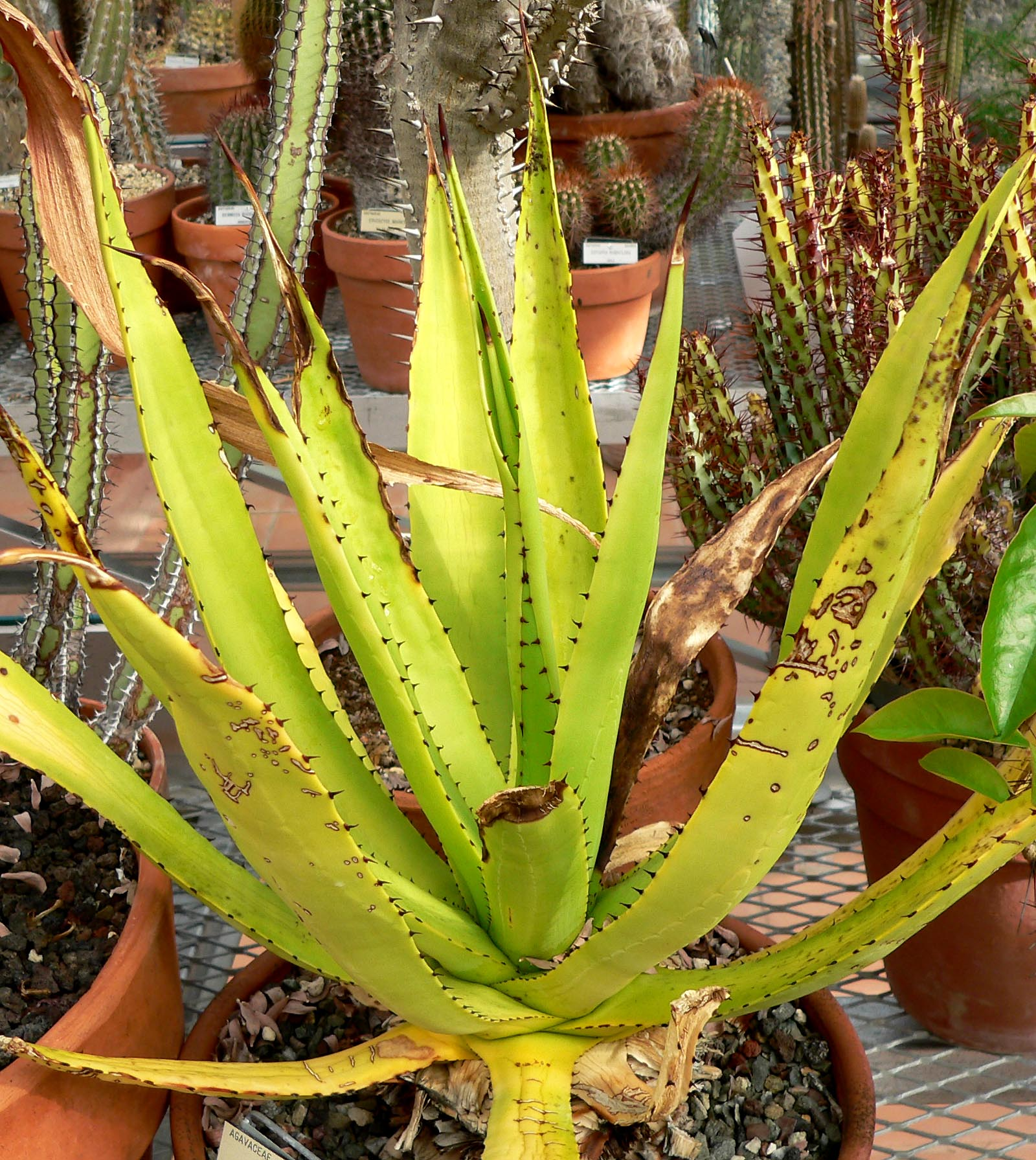
Agave missionum

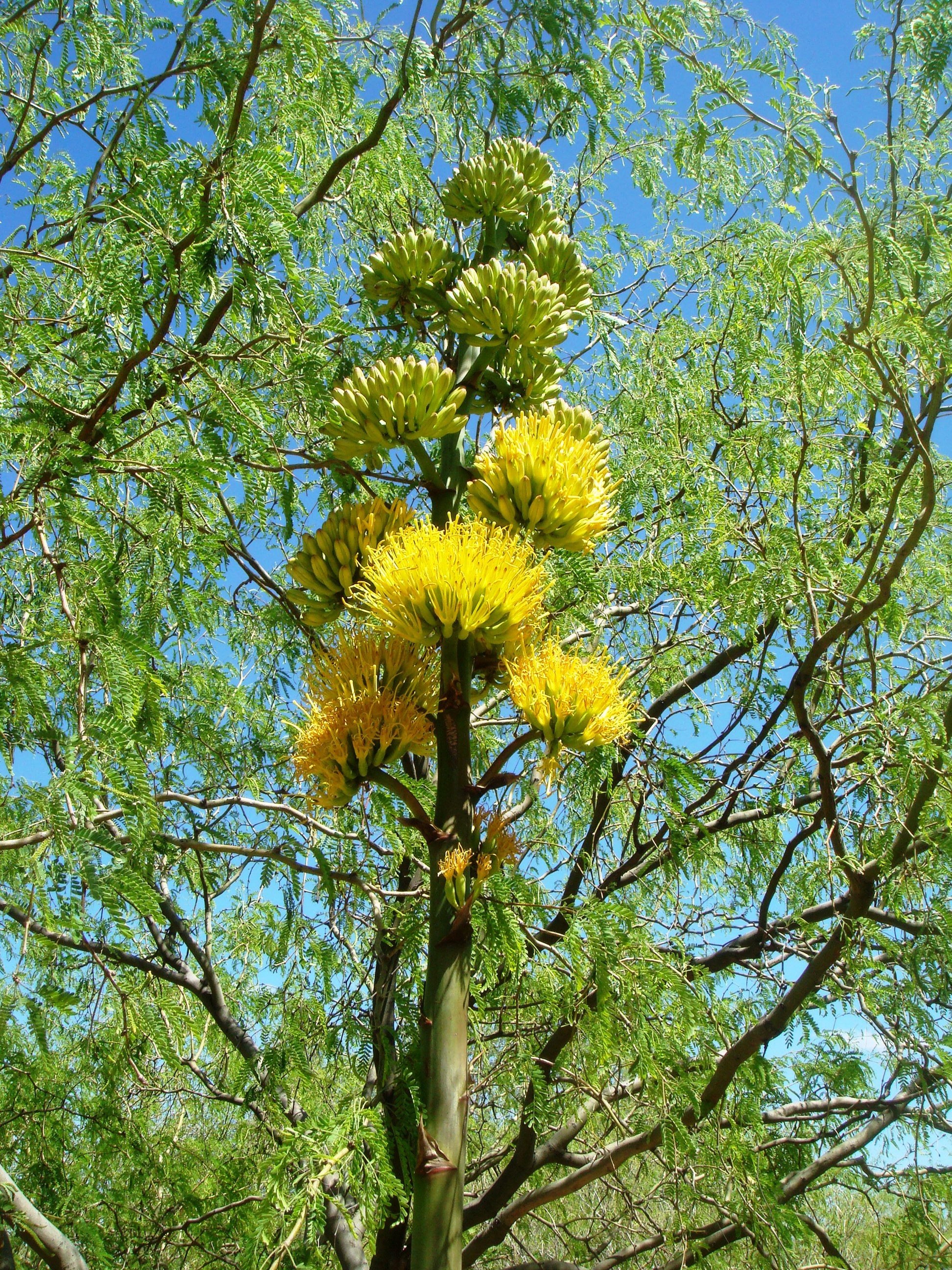
Agave chrysantha

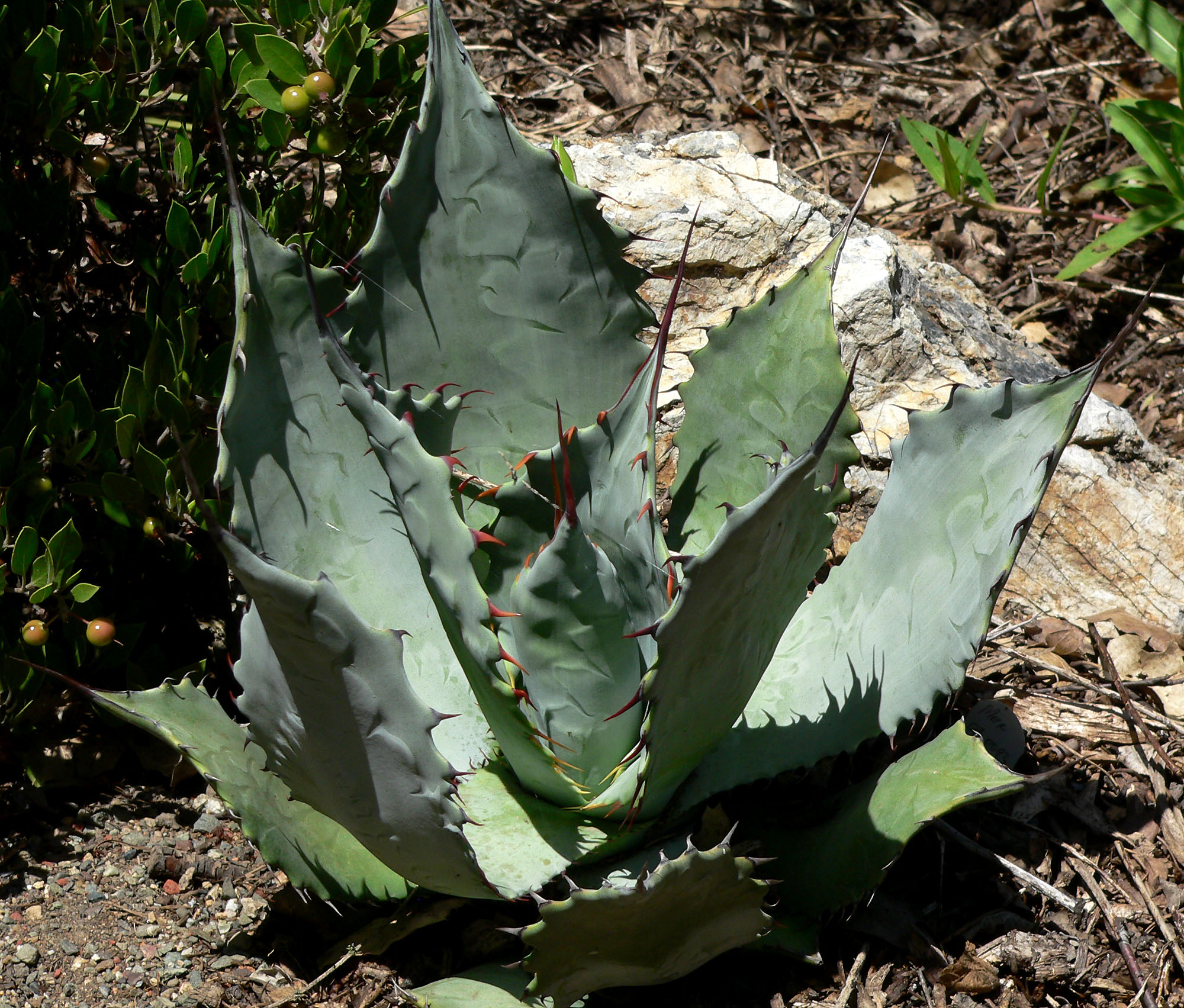
Agave shrevei ssp. shrevei

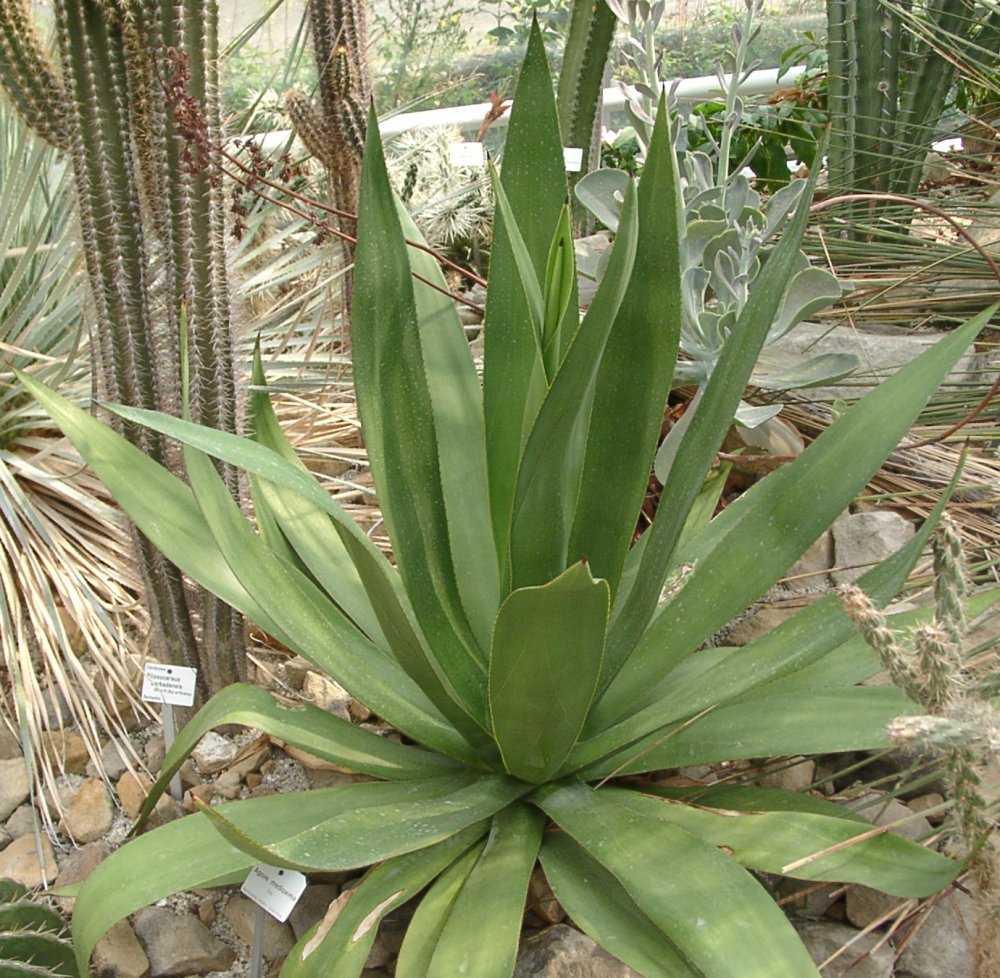
Agave caribaeicola

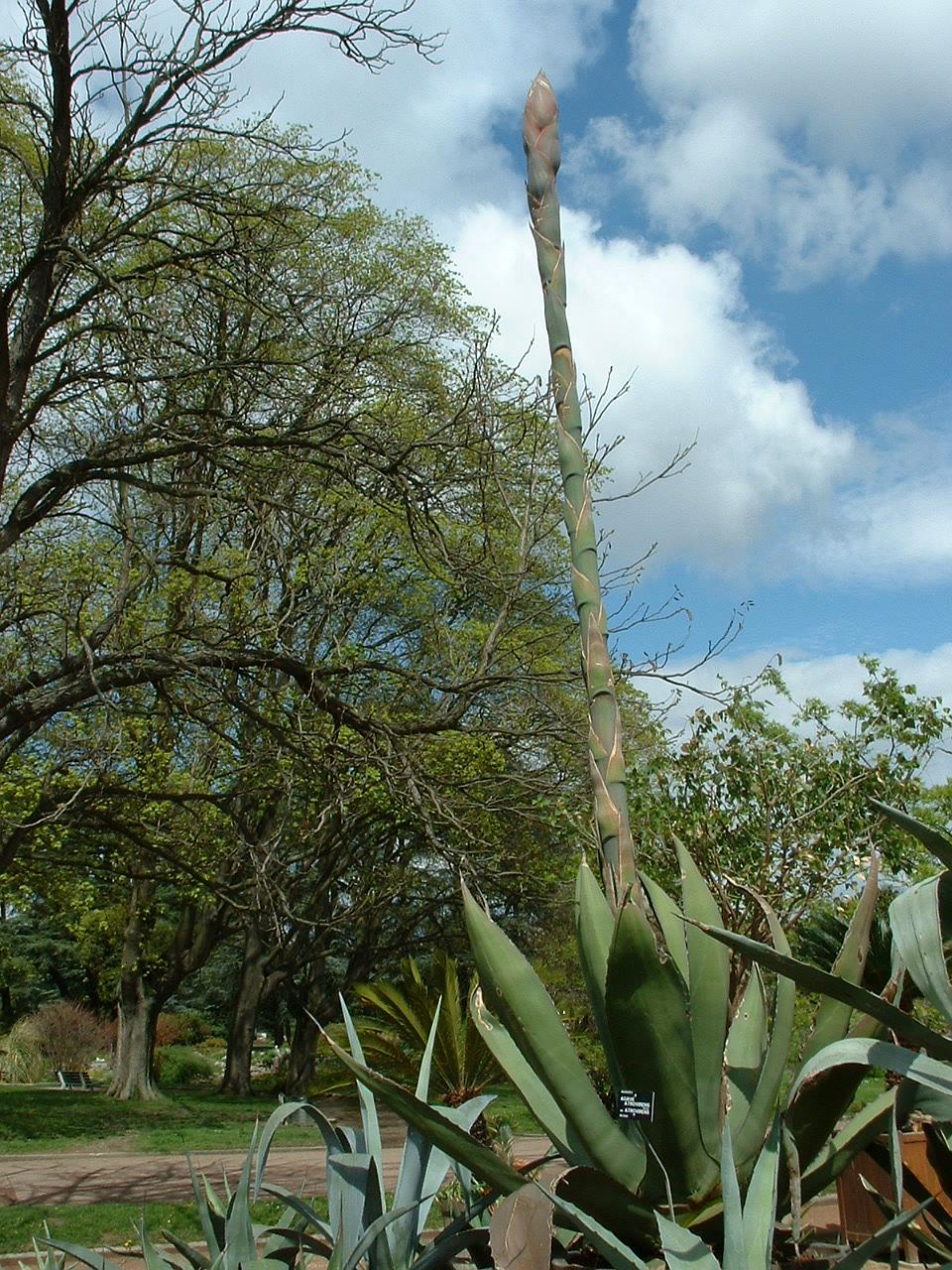
Agave atrovirens

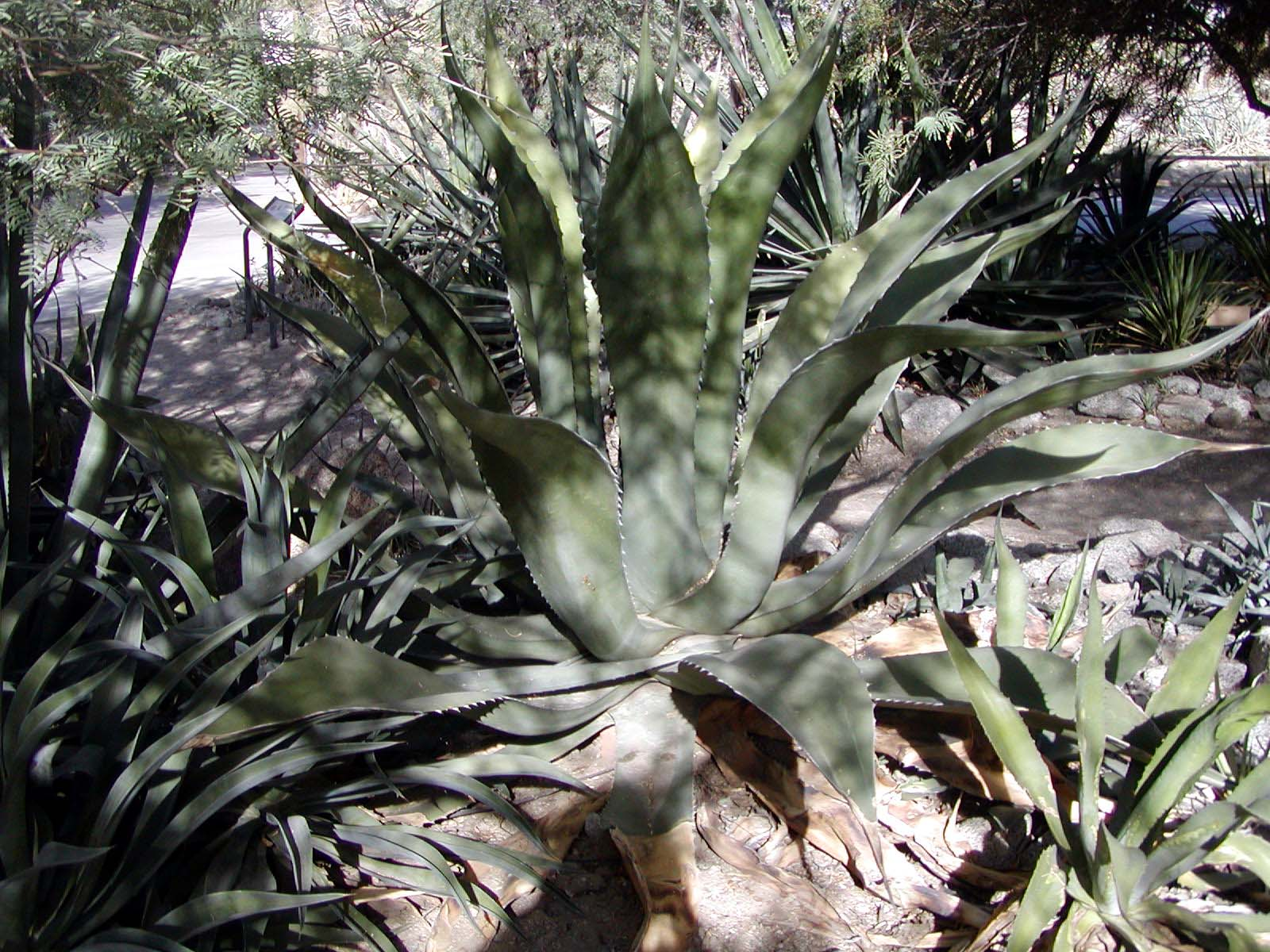
Agave inaequidens ssp. barrancensis

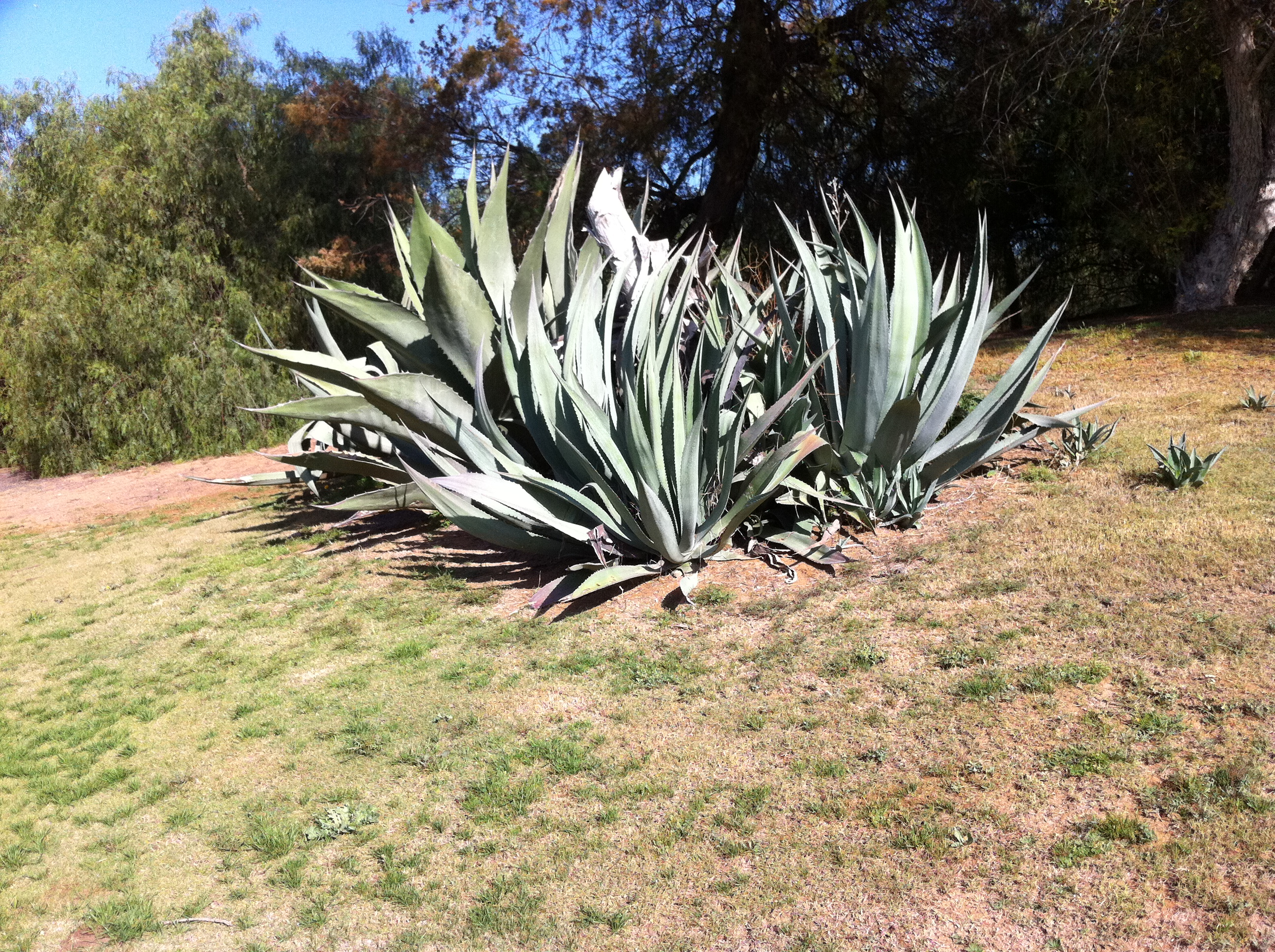
Agave deserti

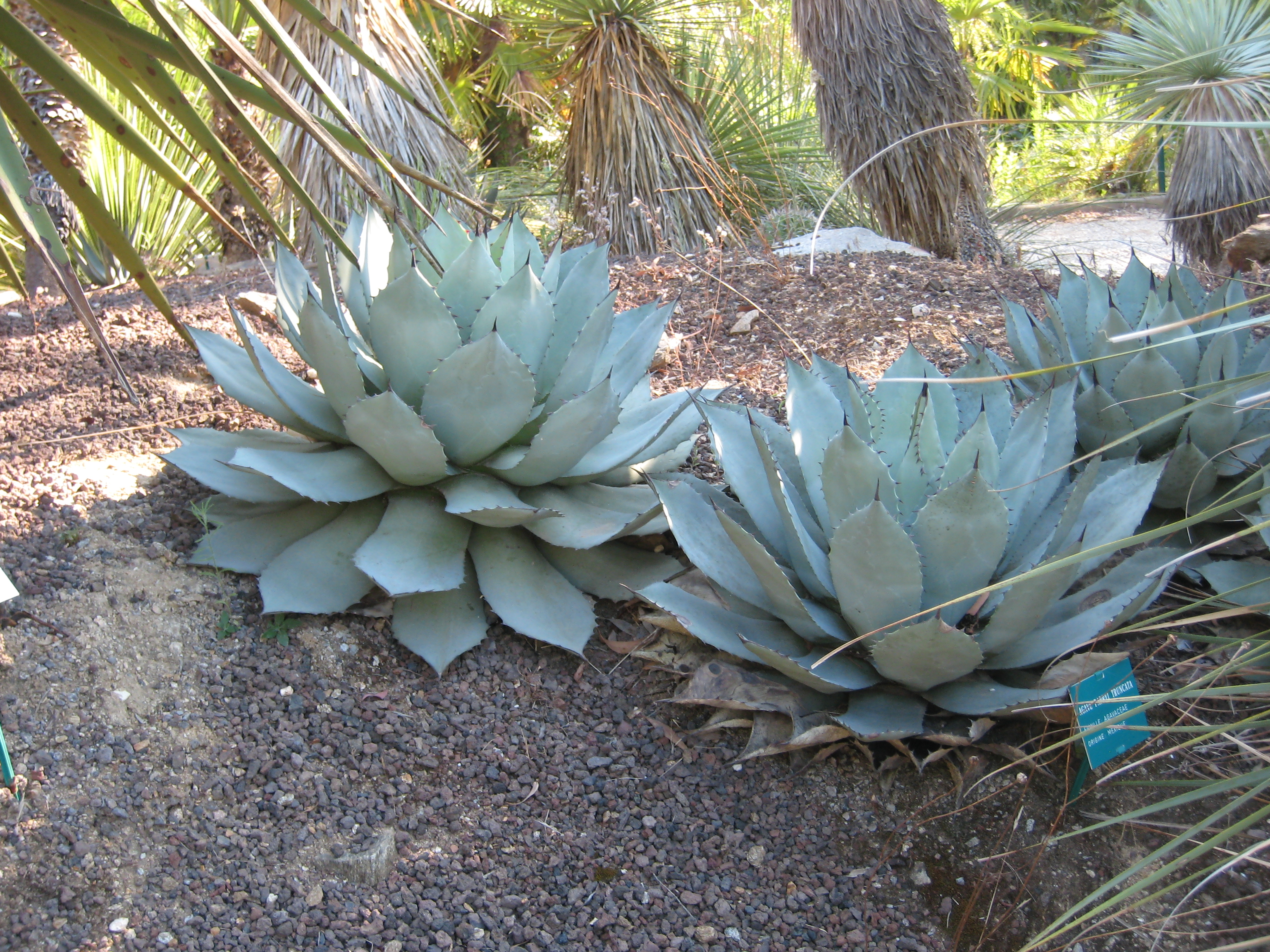
Agave parryi var. truncata

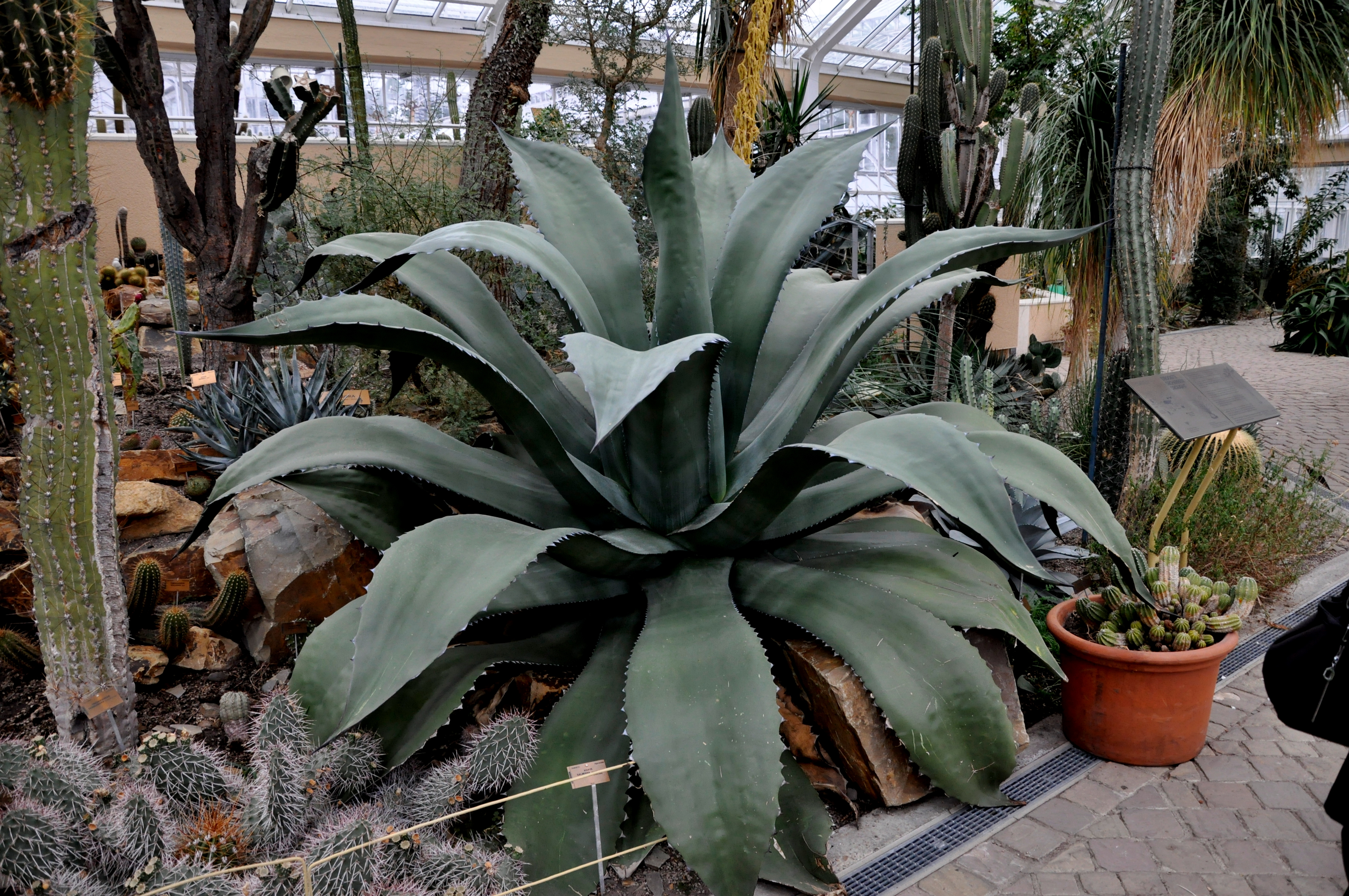
Agave salmiana var. ferox

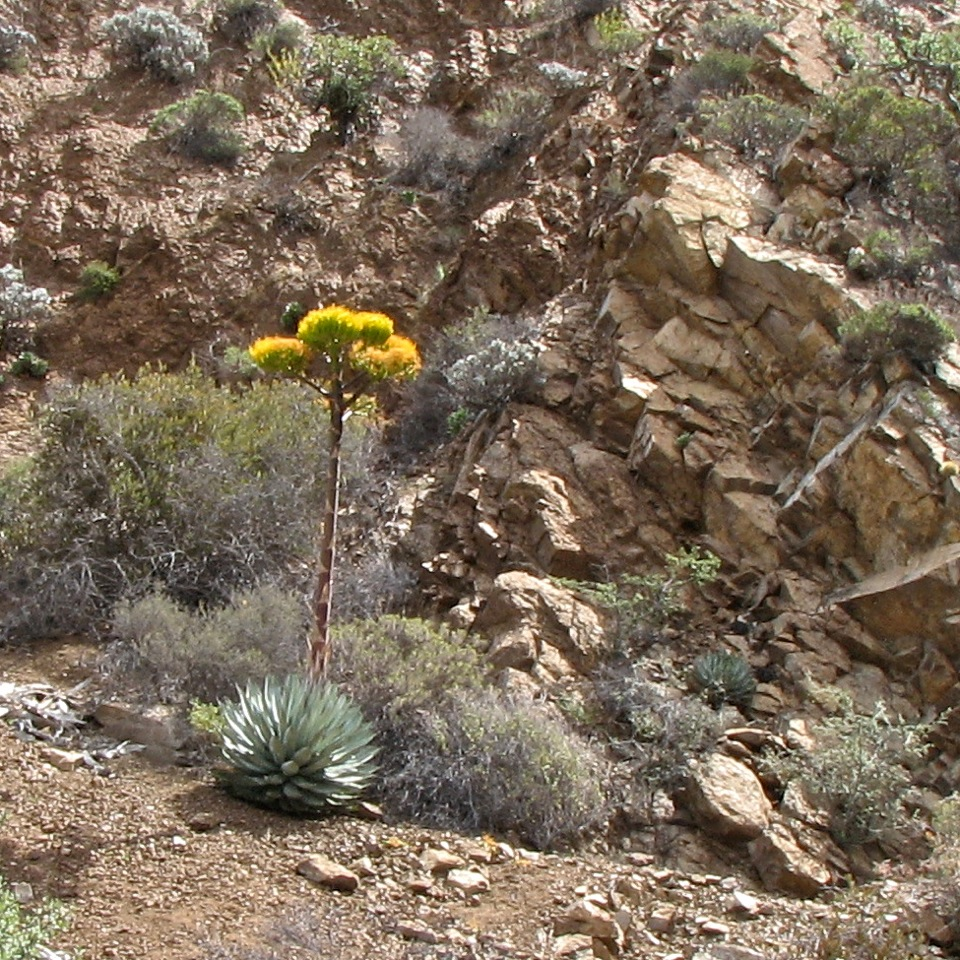
Agave sebastiana

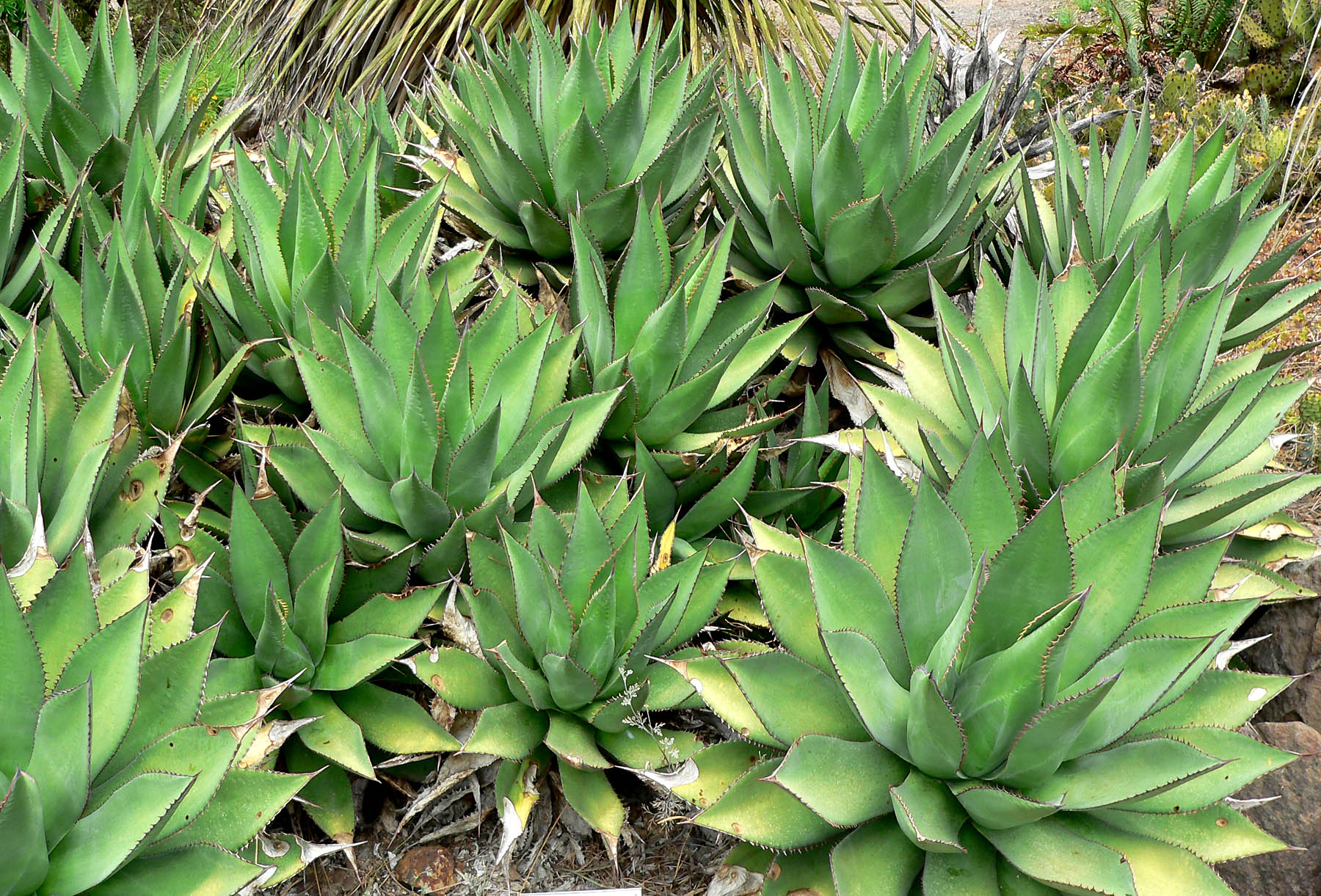
Agave shawii

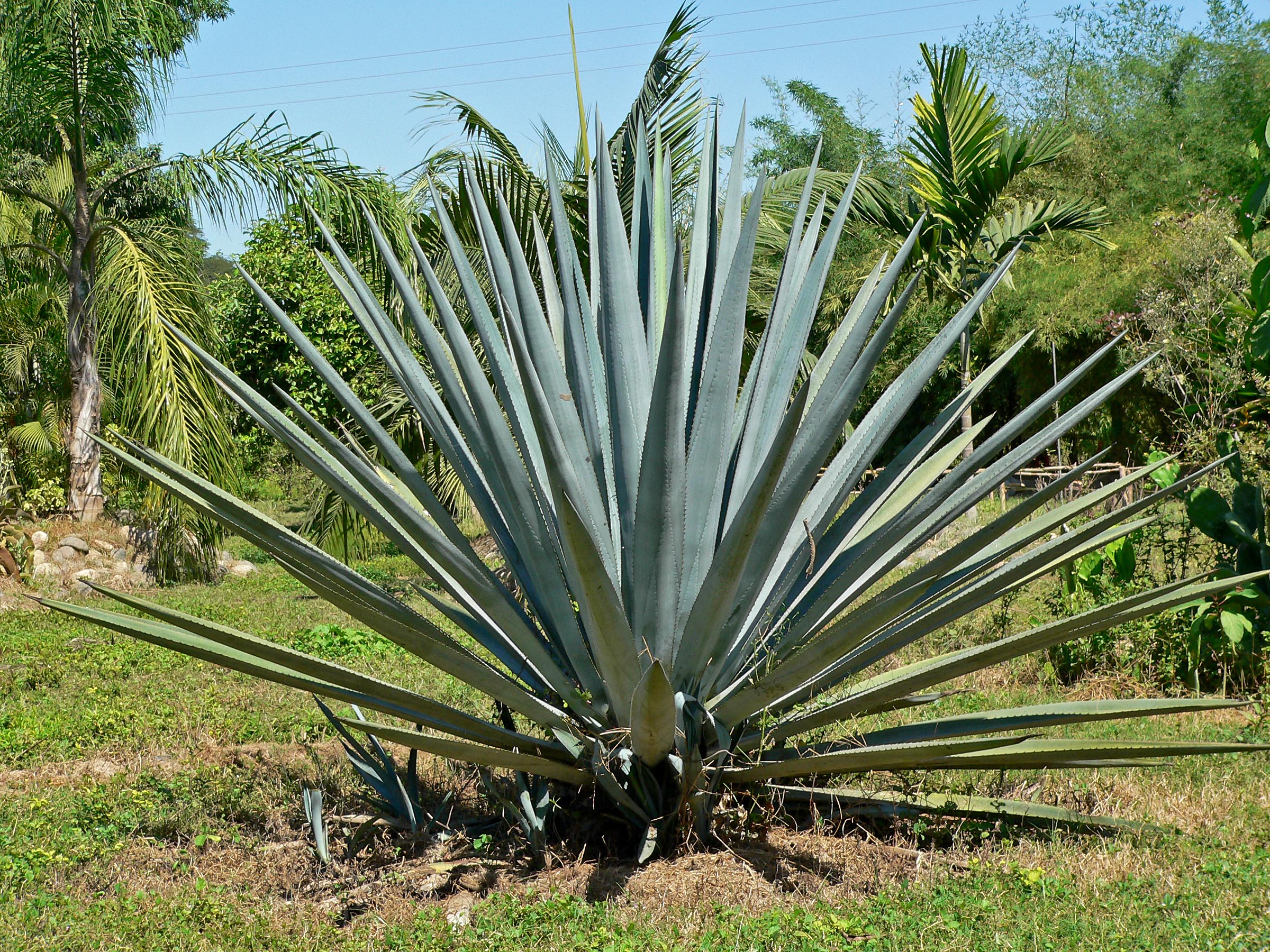
Kék agávé (Agave tequilana)

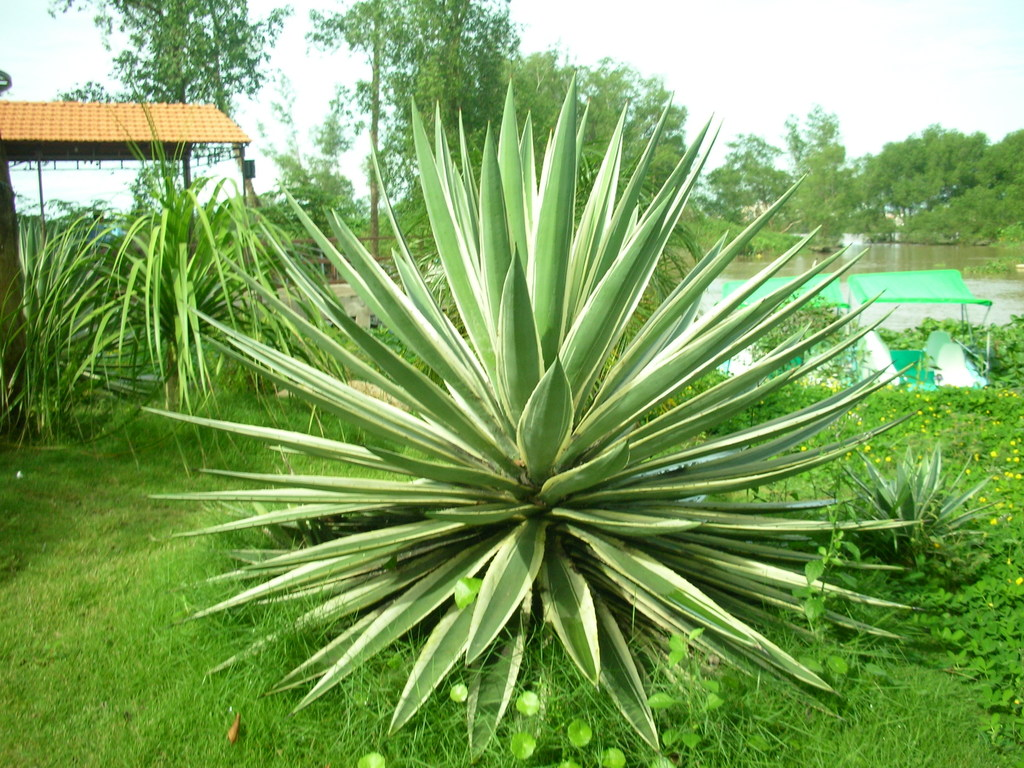
Agave vivipara

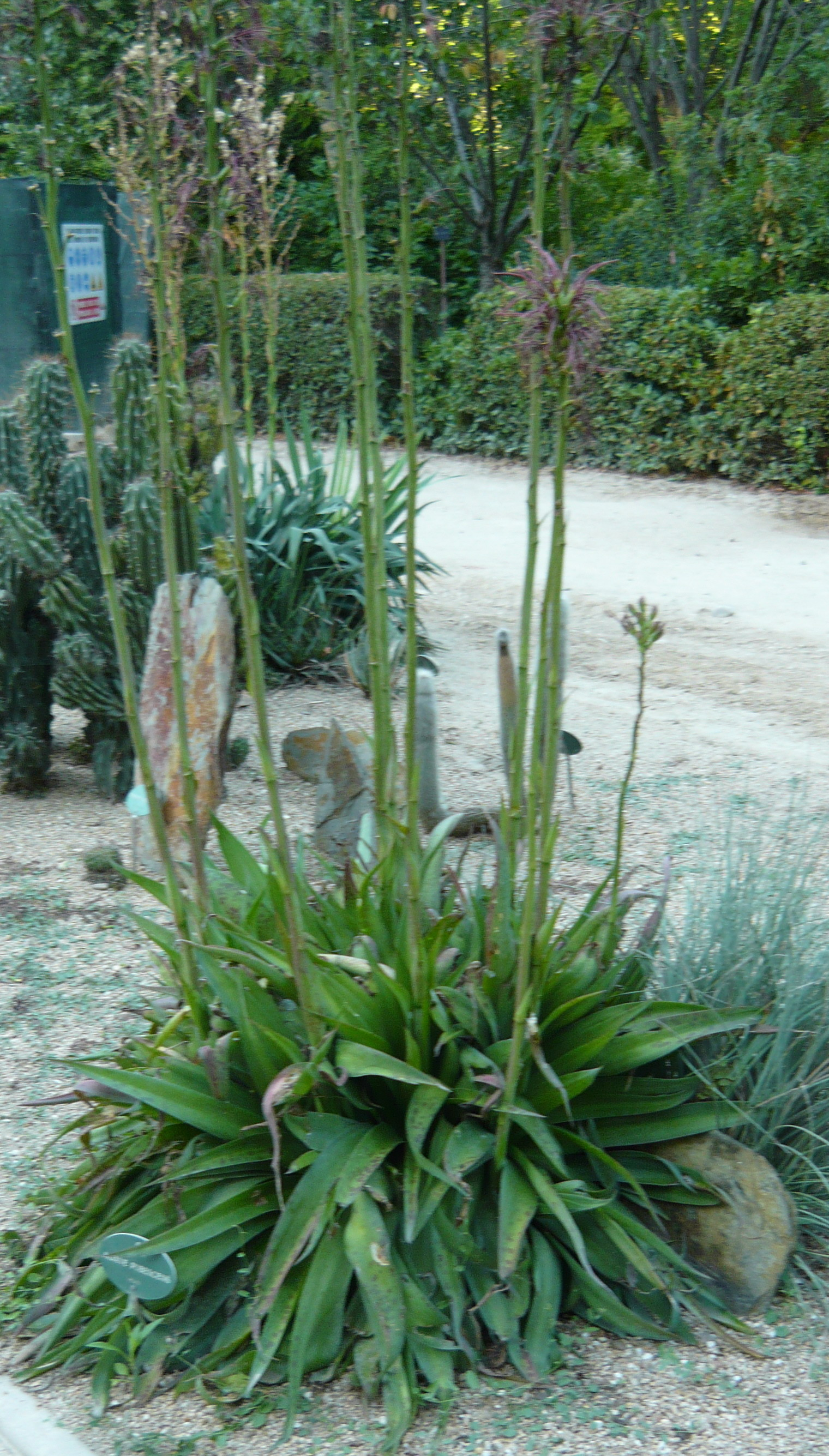
Agave pubescens

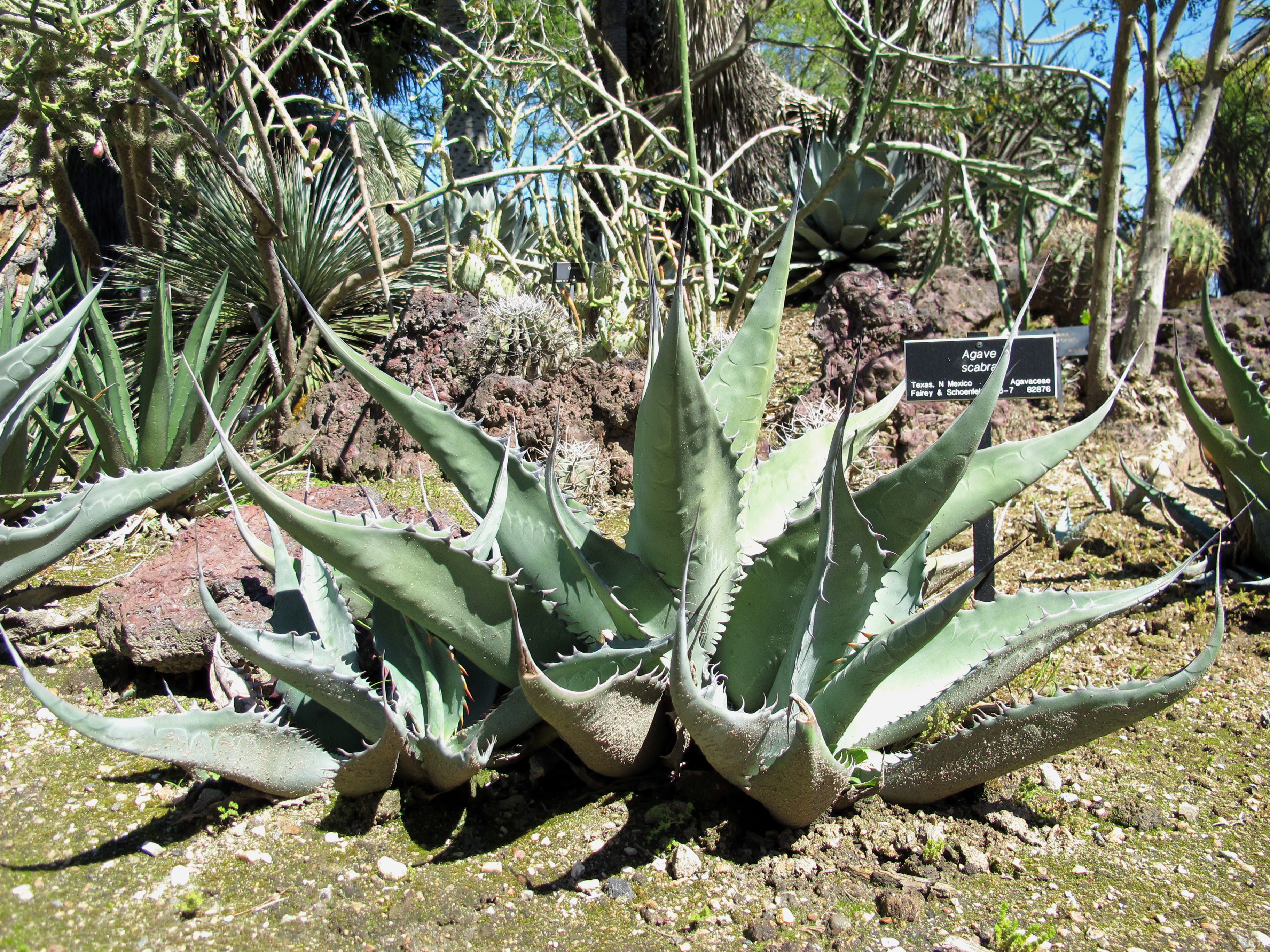
Agave scabra

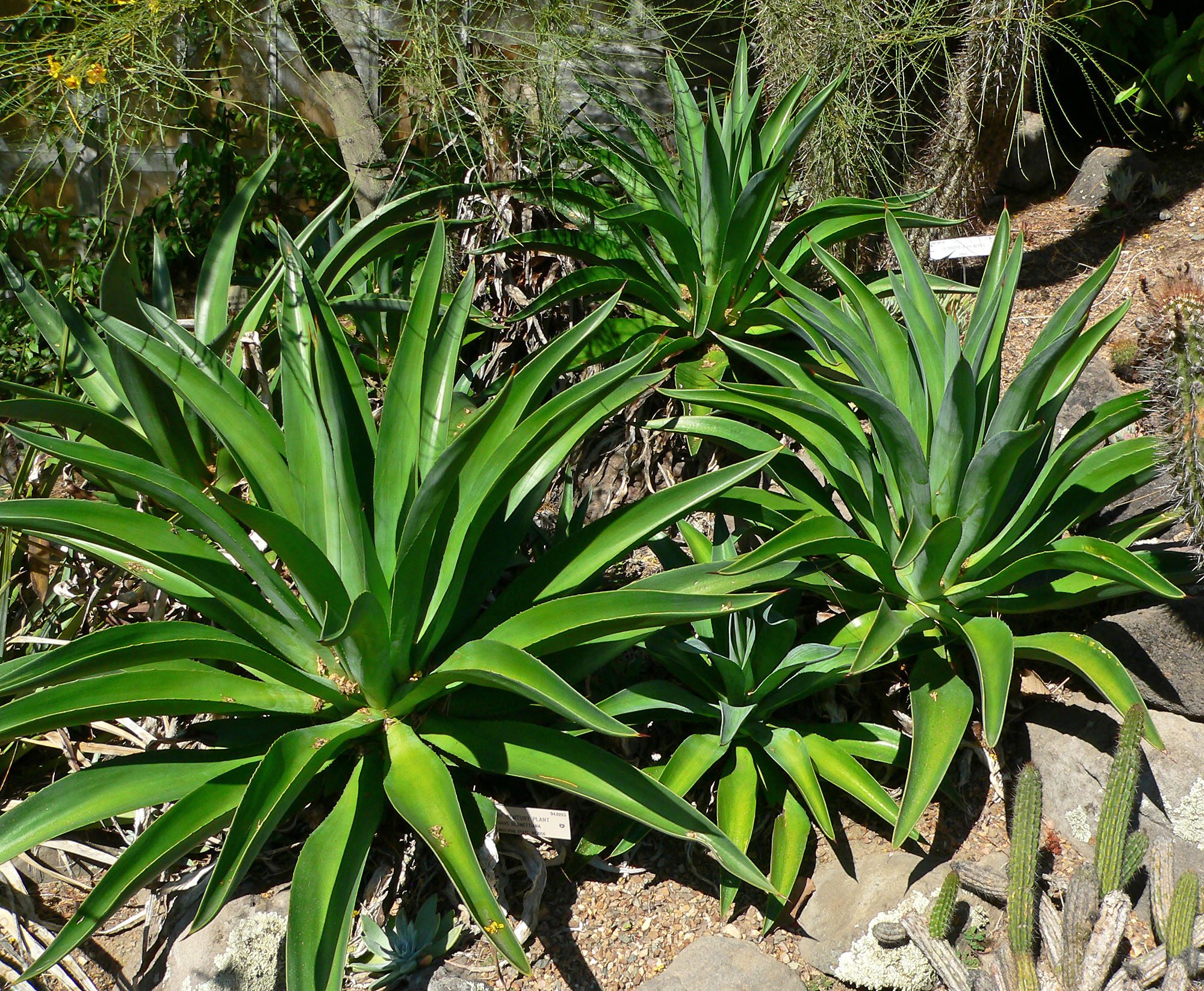
Agave demeesteriana

A nemzetséget a rendszerzők 3 alnemzetségre bontják:
1. Littaea alnemzetség 8 fajsorral:
Choritepalae fajsor 3 fajjal:
- Agave bracteosa
- Agave ellemeetiana
- Agave guiengola

Filiferae fajsor 5 fajjal:
- Agave colimana
- Agave felgeri
- Agave filifera
  - Agave filifera ssp. filifera
  - Agave filifera ssp. microceps
  - Agave filifera ssp. multifilifera
  - Agave filifera ssp. schidigera
- Agave geminiflora
- Agave ornithobroma

Marginatae fajsor 22 fajjal:
- Agave albomarginata
- Agave angustiarum
- Agave chazaroi
- Agave difformis
- Agave ensifera
- Agave funkiana
- Agave garciae-mendozae
- Agave ghiesberghtii
- Agave hidalgensis
- Agave horrida
  - Agave horrida ssp. horrida
  - Agave horrida ssp. perotensis
- Agave impressa
- Agave kerchovei
- Agave lechuguilla
- Agave lophantha
- Agave montium-sancticaroli
- Agave pelona
- Agave potrerana
- Agave pumila
- Agave titanota
- Agave triangularis
- Agave victoriae-reginae
- Agave xylonacantha

Parviflorae fajsor 4 fajjal:
- Agave parviflora
  - Agave parviflora ssp. flexiflora
  - Agave parviflora ssp. parviflora
- Agave polianthiflora
- Agave schottii
  - Agave schottii v. schottii
  - Agave schottii v. treleasei
- Agave toumeyana
  - Agave toumeyana ssp. bella
  - Agave toumeyana ssp. toumeyana

Polycephalae fajsor 6 fajjal:
- Agave chiapensis
- Agave mitis
  - Agave mitis v. albidior
  - Agave mitis v. mitis
- Agave obscura
- Agave pendula
- Agave warelliana
- Agave wendtii

Serrulatae (Amolae) fajsor 9 fajjal:
- Agave attenuata
- Agave chrysoglossa
- Agave gilbertii
- Agave nizandensis
- Agave ocahui
  - Agave ocahui v. longifolia
  - Agave ocahui v. ocahui
- Agave pedunculifera
- Agave spicata
- Agave vazquez-garciae
- Agave vilmoriniana

Striatae fajsor 7 fajjal:
- Agave albopilosa
- Agave dasylirioides
- Agave petrophila
- Agave rzedowskiana
- Agave striata
  - Agave striata ssp. falcata
  - Agave striata ssp. striata
- Agave stricta
- Agave tenuifolia

Urceolatae fajsor 1 fajjal:
- Agave utahensis
  - Agave utahensis ssp. kaibabensis
  - Agave utahensis ssp. utahensis

2. Euagave alnemzetség 18 fajsorral:
Americanae (Agave) fajsor 8 fajjal:
- közönséges agávé (Agave americana)
  - Agave americana ssp. americana
  - Agave americana ssp. protamericana
  - Agave americana v. expansa
  - Agave americana v. oaxacensis
- Agave asperrima
  - Agave asperrima ssp. asperrima
  - Agave asperrima ssp. madarensis
  - Agave asperrima ssp. potosiensis
  - Agave asperrima ssp. zarcensis
- Agave franzosinii
- Agave lurida
- Agave neglecta
- Agave oroensis
- Agave scaposa
- Agave weberi

Antillanae fajsor 14 fajjal:
- Agave acicularis
- Agave anomala
- Agave antillarum
  - Agave antillarum v. antillarum
  - Agave antillarum v. grammontensis
- Agave cajalbanensis
- Agave grisea
- Agave harrisii
- Agave intermixta
- Agave legrelliana
- Agave longipes
- Agave missionum
- Agave portoricensis
- Agave shaferi
- Agave sobolifera
- Agave underwoodii

Antillares fajsor 6 fajjal:
- Agave albescens
- Agave brittoniana
  - Agave brittoniana ssp. brahypus
  - Agave brittoniana ssp. brittoniana
  - Agave brittoniana ssp. sancti-spirituensis
- Agave jarucoensis
- Agave papyrocarpa
  - Agave papyrocarpa ssp. macrocarpa
  - Agave papyrocarpa ssp. papyrocarpa
- Agave tubulata
- Agave willdingii

Applanatae (Ditepalae) fajsor 12 fajjal:
- Agave applanata
- Agave chrysantha
- Agave colorata
- Agave delamateri
- Agave durangensis
- Agave flexispina
- Agave fortiflora
- Agave grijalvensis
- Agave murpheyi
- Agave palmeri
- Agave shrevei
  - Agave shrevei ssp. magna
  - Agave shrevei ssp. matapensis
  - Agave shrevei ssp. shrevei
- Agave wocomahi

Bahamanae fajsor 6 fajjal:
- Agave acklinicola
- Agave bahamana
- Agave braceana
- Agave cacozela
- Agave indagatorum
- Agave millspaughii

Campaniflorae fajsor 4 fajjal:
- Agave aurea
- Agave capensis
- Agave maximiliana
- Agave promontorii

Caribaeae (Columbianae) fajsor 6 fajjal:
- Agave barbadensis
- Agave caribaeicola
- Agave cundinamarcensis
- Agave dussiana
- Agave karatto
- Agave wallisii

Costaricenses (Guatemalenses, Scolymoides, Hiemiflorae) fajsor 12 fajjal:
- Agave atrovirens
  - Agave atrovirens v. atrovirens
  - Agave atrovirens v. mirabilis
- Agave congesta
- Agave hiemiflora
- Agave hurteri
- Agave isthmensis
- Agave lagunae
- Agave pachycentra
- Agave parvidentata
- Agave potatorum
- Agave seemanniana
- Agave thomasae
- Agave wercklei

Crenatae fajsor 6 fajjal:
- Agave bovicornuta
- Agave calodonta
- Agave cupreata
- Agave hookeri
- Agave inaequidens
  - Agave inaequidens ssp. barrancensis
  - Agave inaequidens ssp. inaequidens
- Agave jaiboli

Deserticolae fajsor 10 fajjal:
- Agave avellanidens
- Agave cerulata
  - Agave cerulata ssp. cerulata
  - Agave cerulata ssp. dentiens
  - Agave cerulata ssp. nelsonii
  - Agave cerulata ssp. subcerulata
- Agave deserti
  - Agave deserti ssp. deserti
  - Agave deserti ssp. priglei
  - Agave deserti ssp. simplex
- Agave gigantensis
- Agave margaritae
- Agave mckelveyana
- Agave moranii
- Agave sobria
  - Agave sobria ssp. frailensis
  - Agave sobria ssp. roseana
  - Agave sobria ssp. sobria
- Agave subsimplex
- Agave vizcainoensis

Inaguenses fajsor 2 fajjal:
- Agave inaguensis
- Agave nashii

Parryanae fajsor 6 fajjal:
- Agave guadalajarana
- Agave havardiana
- Agave neomexicana
- Agave ovatifolia
- Agave parrasana
- Agave parryi
  - Agave parryi v. couesii
  - Agave parryi v. huachucensis
  - Agave parryi v. truncata
  - Agave parryi v. parryi

Salmianae fajsor 5 fajjal:
- Agave gentryi
- Agave mapisaga
  - Agave mapisaga v. lisa
  - Agave mapisaga v. mapisaga
- Agave montana
- Agave salmiana
  - Agave salmiana ssp. crassispina
  - Agave salmiana ssp. salmiana
  - Agave salmiana v. ferox
- Agave tecta

Umbelliflorae fajsor fajjal:
- Agave sebastiana
- Agave shawii
  - Agave shawii ssp. goldmaniana
  - Agave shawii ssp. shawii

Vicinae fajsor 7 fajjal:
- Agave arubensis
- Agave boldinghiana
- Agave cocui
- Agave evadens
- Agave petiolata
- Agave rutteniae
- Agave vicina

Viviparae (Sisalanae, Rigidae) fajsor 13 fajjal:
- Agave aktites
- Agave arubensis
- Agave cantala
  - Agave cantala v. acuispina
  - Agave cantala v. cantala
- Agave datilio
  - Agave datylio v. datilio
  - Agave datylio v. vexans
- Agave decipiens
- Agave fourcroydes
- Agave karwinskii
- Agave macroacantha
- Agave rhodacantha
- Agave sisalana
- Agave stringens
- kék agávé (Agave tequilana)
- Agave vivipara
  - Agave vivipara 'marginata'
  - Agave vivipara 'variegata'
  - Agave vivipara v. deweyana
  - Agave vivipara v. letonae
  - Agave vivipara v. nivea
  - Agave vivipara v. sargentii
  - Agave vivipara v. vivipara

3. Manfreda alnemzetség 3 fajsorral:
Manfreda fajsor fajjal:
- Agave brunnea
- Agave chamelensis
- Agave debilis
- Agave fusca
- Agave gracillima
- Agave guerrerensis
- Agave guttata
- Agave hauniensis
- Agave involuta
- Agave jaliscana
- Agave longibracteata
- Agave longiflora
- Agave maculosa
- Agave nanchititlensis
- Agave planifolia
- Agave potosina
- Agave pratensis
- Agave pubescens
- Agave revoluta
- Agave scabra
- Agave sileri
- Agave singuliflora
- Agave stictata
- Agave variegata
- Agave virginica
  - Agave virginica ssp. lata
  - Agave virginica ssp. virginica

Polianthes fajsor 14 fajjal:
- Agave apedicellata
- Agave bicolor
- Agave confertiflora
- Agave dolichantha
- Agave duplicata
  - Agave duplicata ssp. clivicola
  - Agave duplicata ssp. duplicata
  - Agave duplicata ssp. graminifolia
- Agave howardii
- Agave michoacana
- Agave neonelsonii
- Agave neopringlei
- Agave palustris
- Agave platyphylla
- Agave polianthes
- Agave producta
- Agave rosei

Prochnyanthes fajsor 1 fajjal:
- Agave bulliana

4. Fajsorba be nem sorolt:
- Agave brevipetala (Agave subgen. ?)
- Agave brevispina (Agave subgen. ?)
- Agave desmettiana (Agave desmetiana — Agave subgen. ?)

5. Hibridek:
- Agave x arizonica (A. toumeyana ssp. bella x A. chrysantha)
- Agave x ajoensis (A.deserti var. simplex és a A.schottii var. schottii)
- Agave x blissii (A. duplicata x A. polianthes)
- Agave x bundrantii ( A. polianthes x A. howardii)
- Agave x glomeruliflora (A. lechuguilla x  A. neomexicana / A. havardiana
- Agave x gracilipes (A. lechuguilla x  A. neomexicana)
- Agave x leopoldii (A. filifera x A. filifera ssp. schidigera)
- Agave x peacockii (A. kerchovei x  A. marmorata)

## Képek

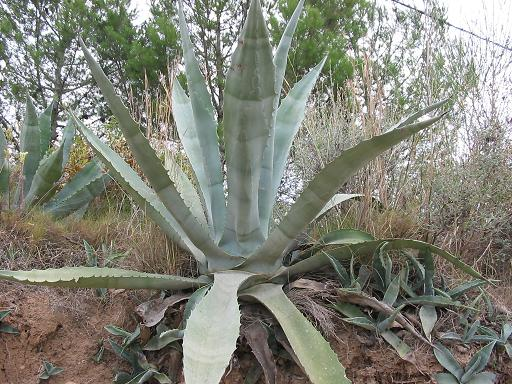
Agave americana
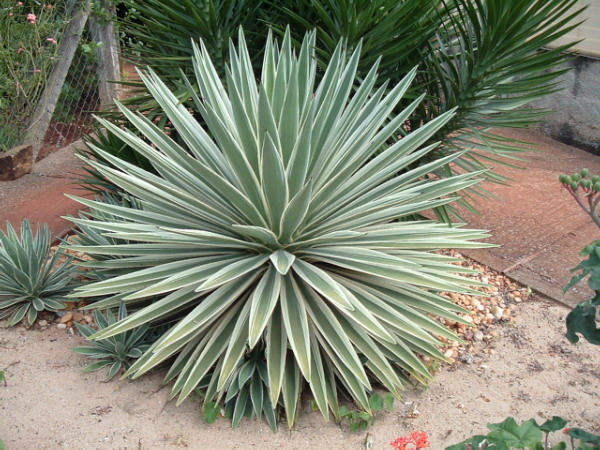
Agave angustifolia
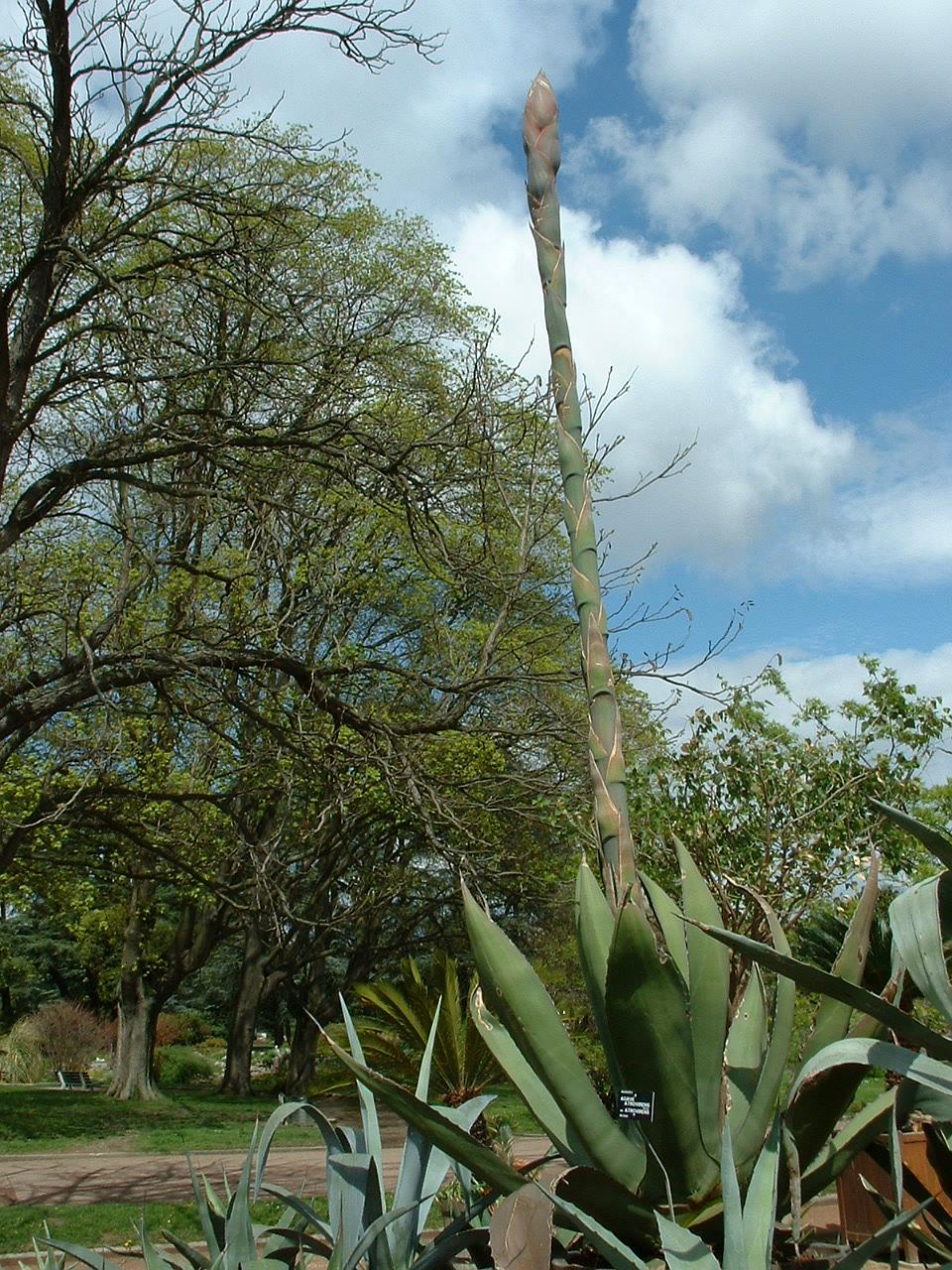
Agave atrovirens
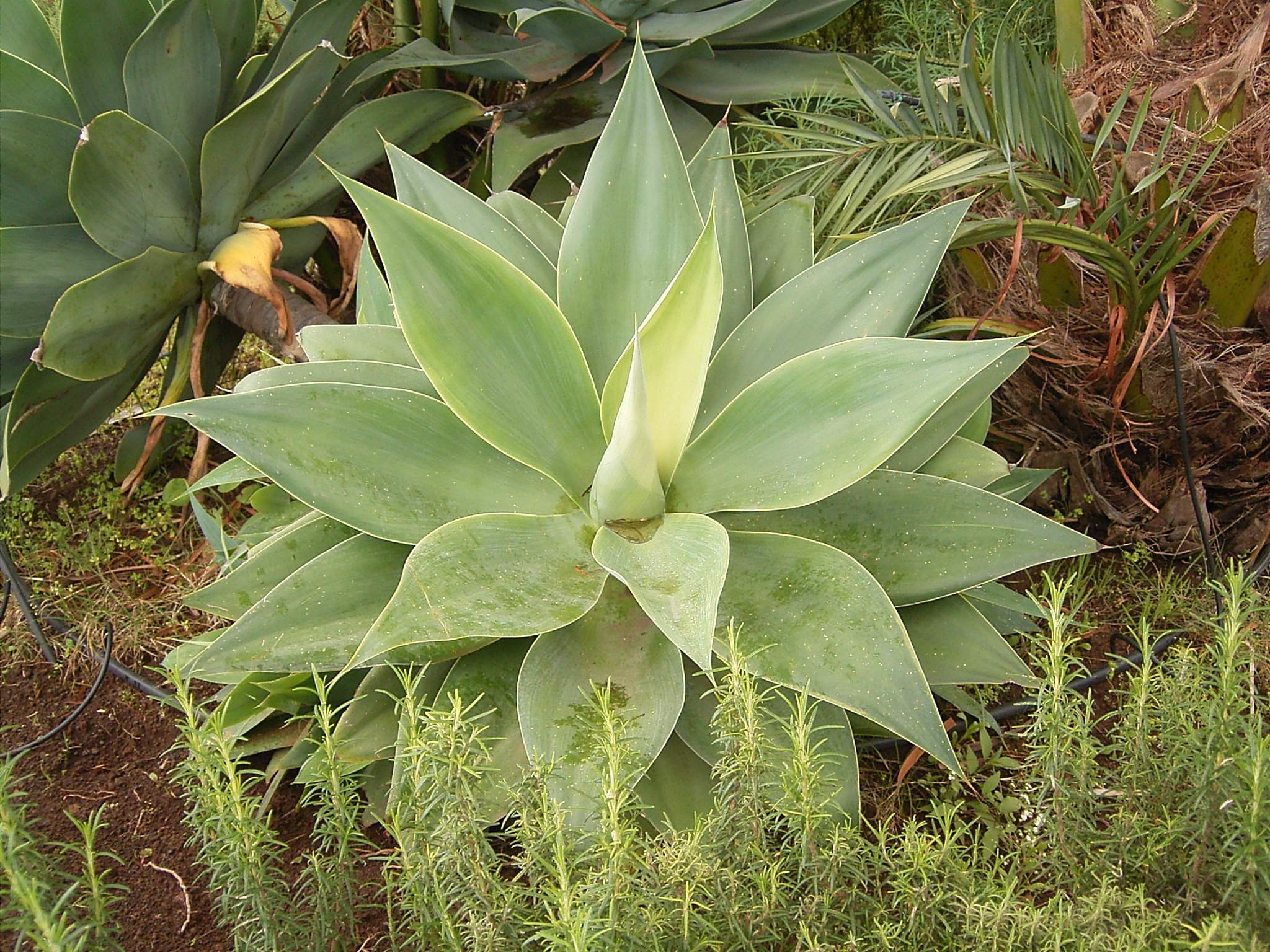
Agave attenuata
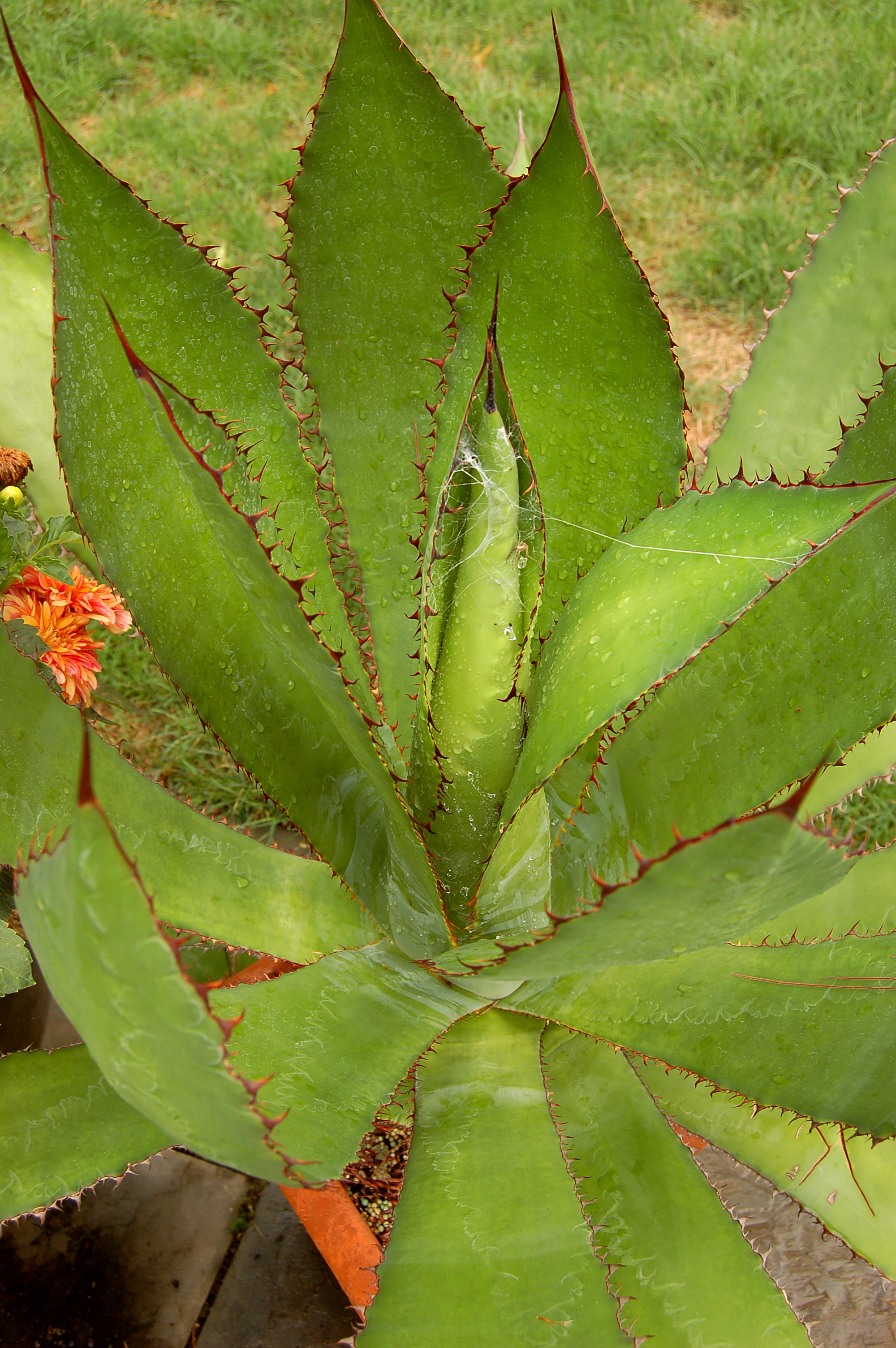
Agave bovicornuta
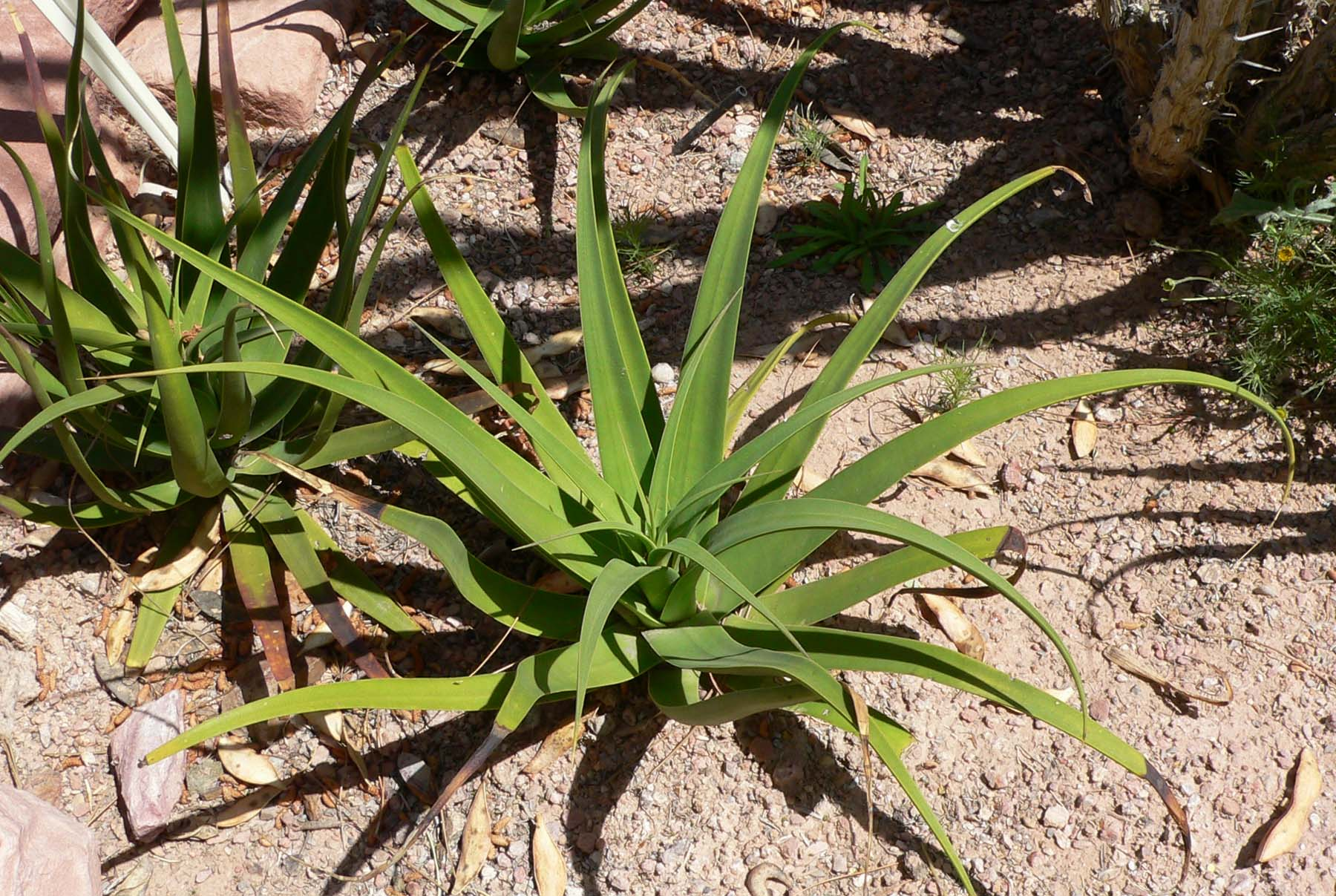
Agave bracteosa
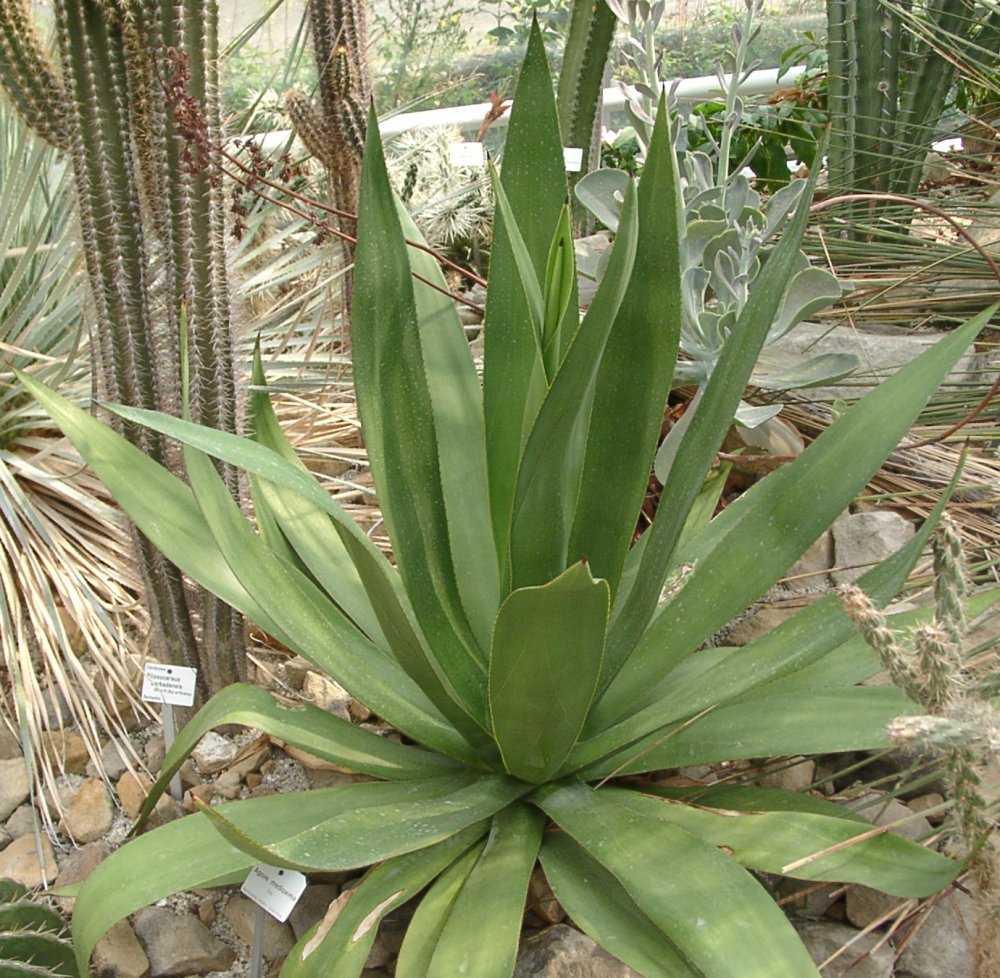
Agave caribaeicola
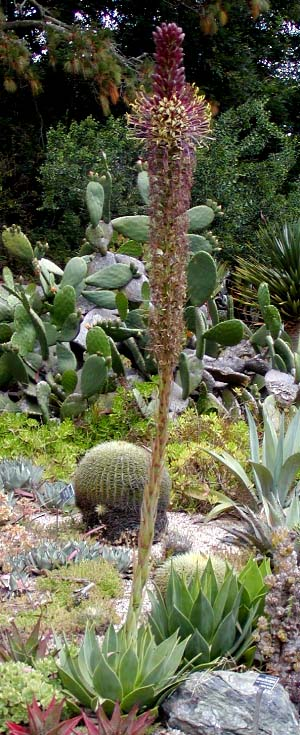
Agave chiapensis
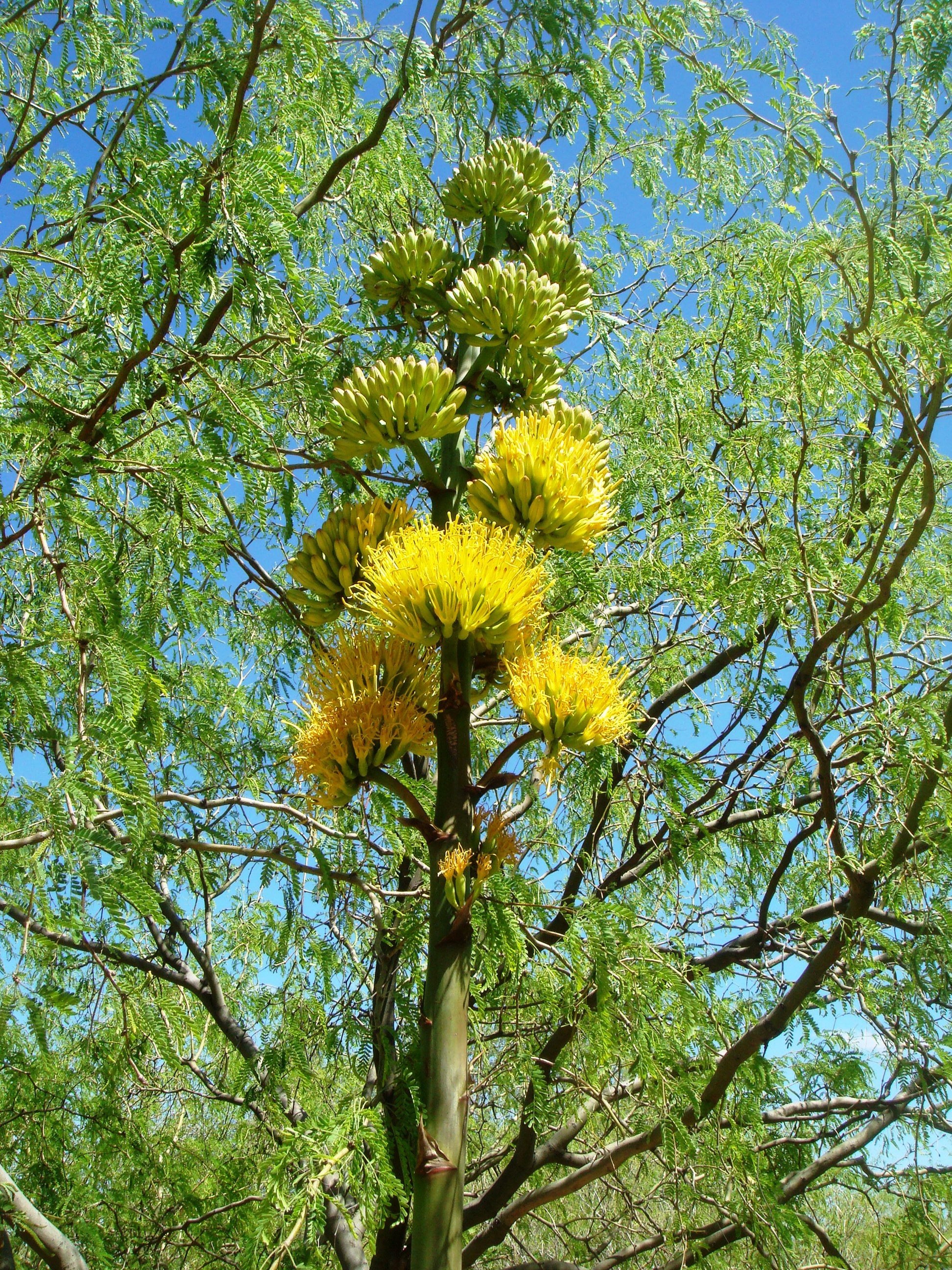
Agave chrysantha
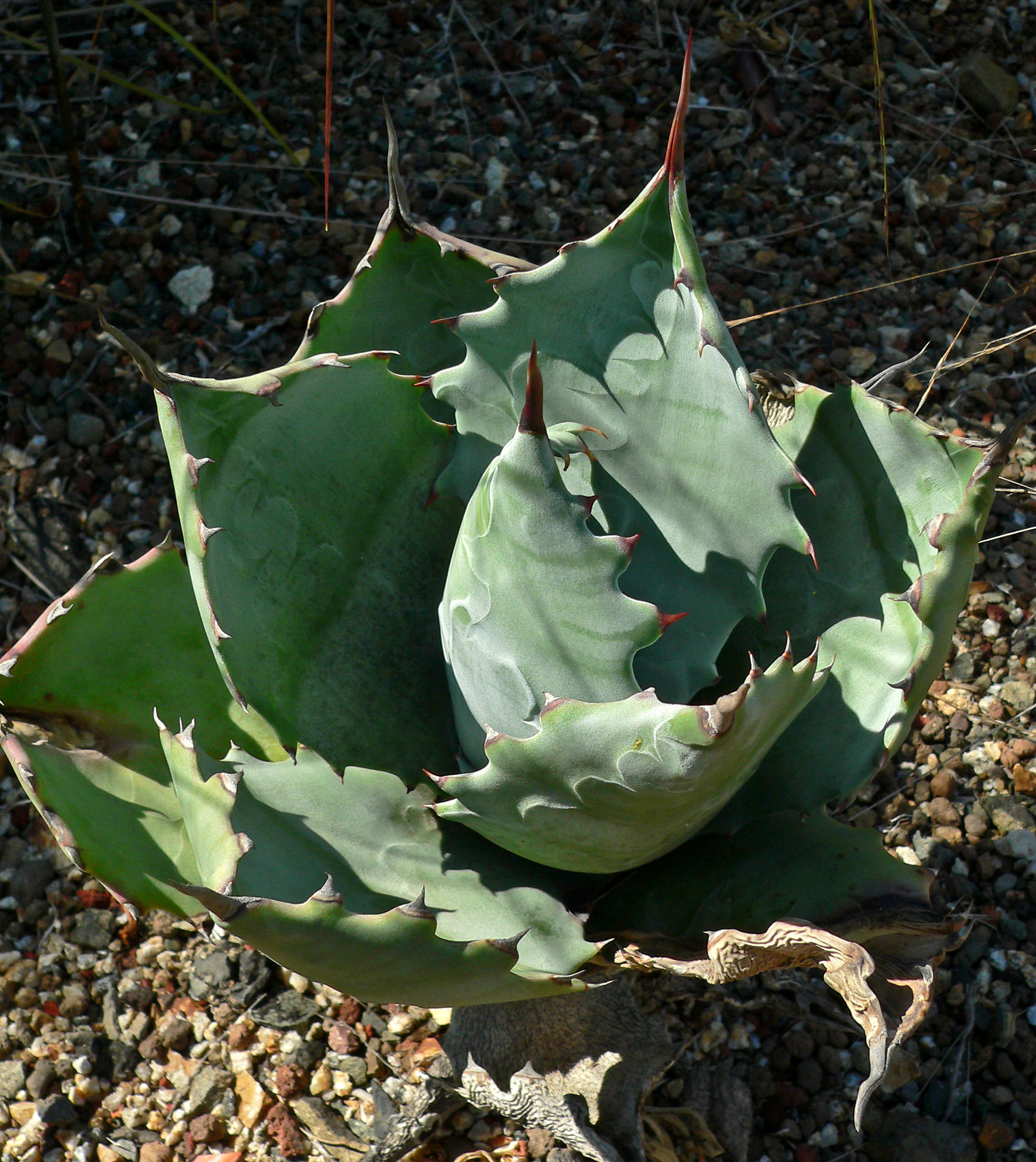
Agave colorata
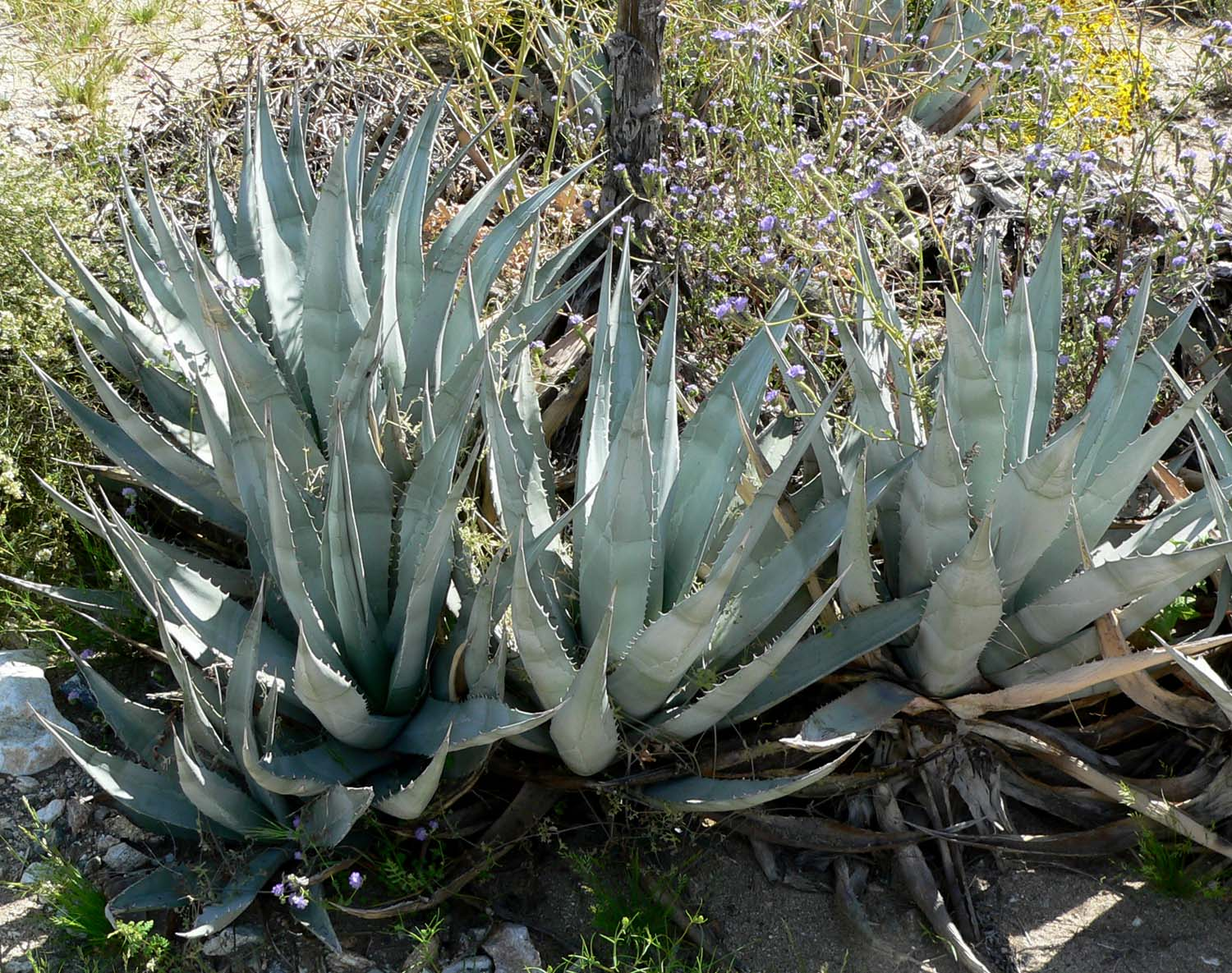
Agave deserti
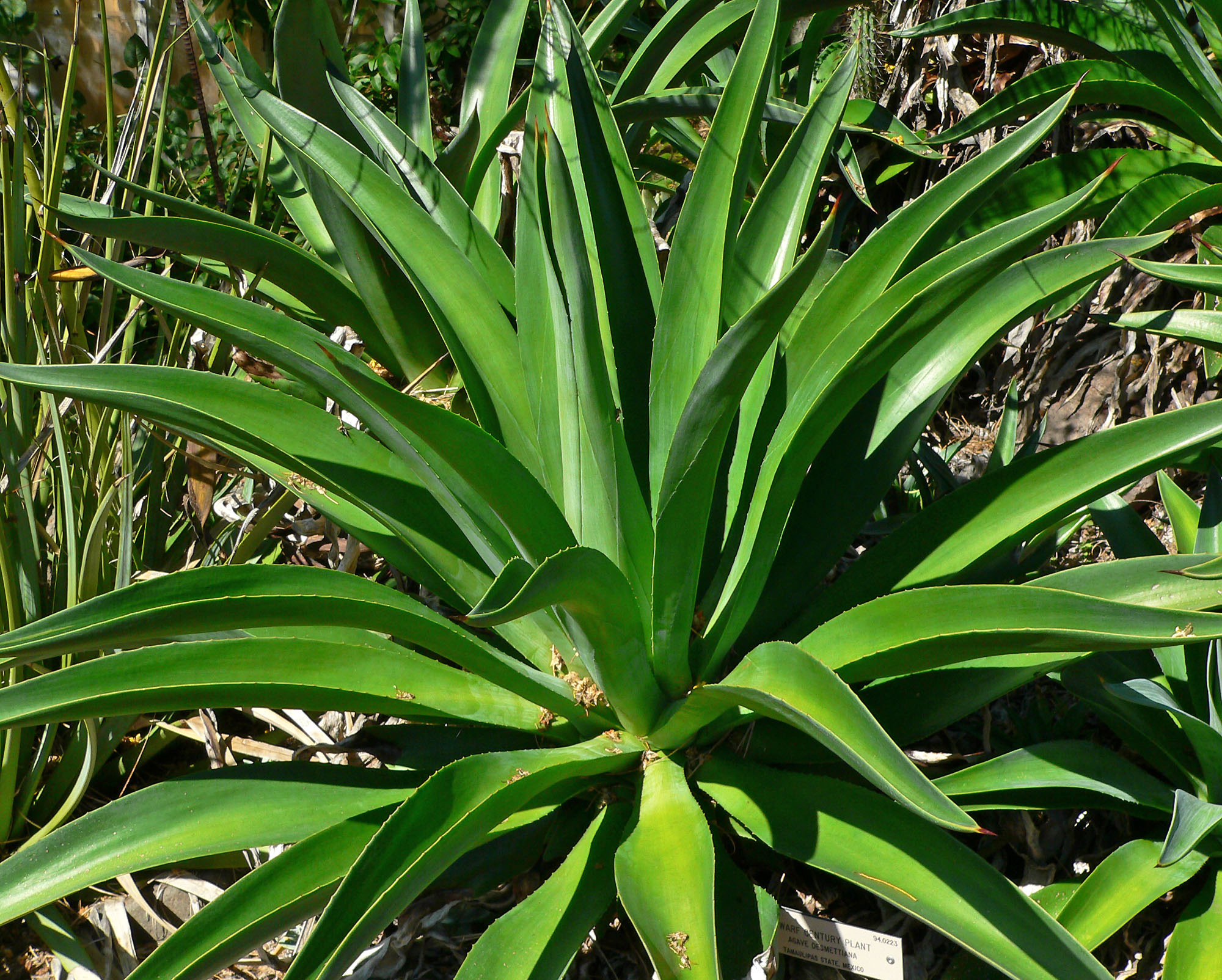
Agave desmettiana
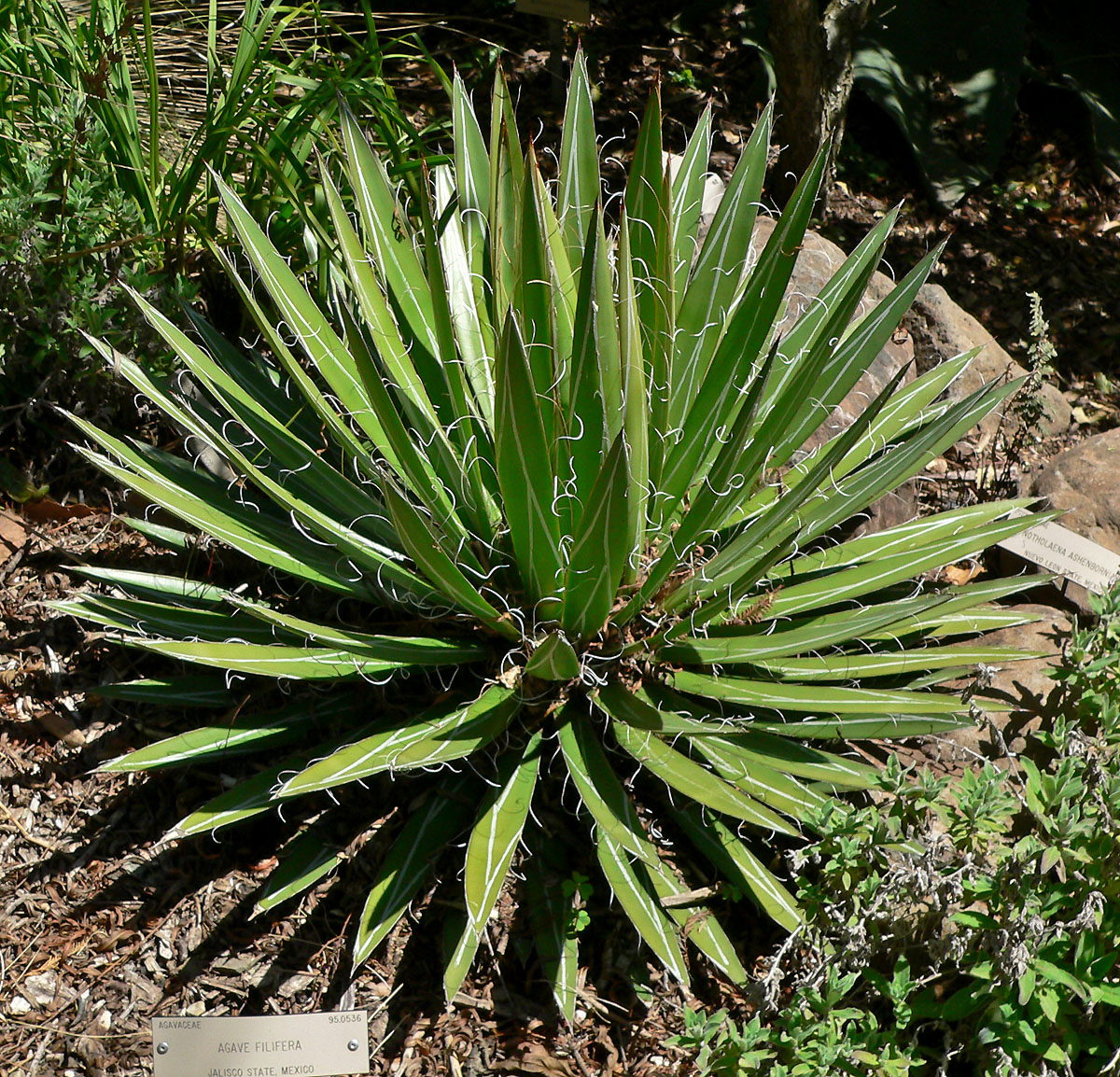
Agave filifera
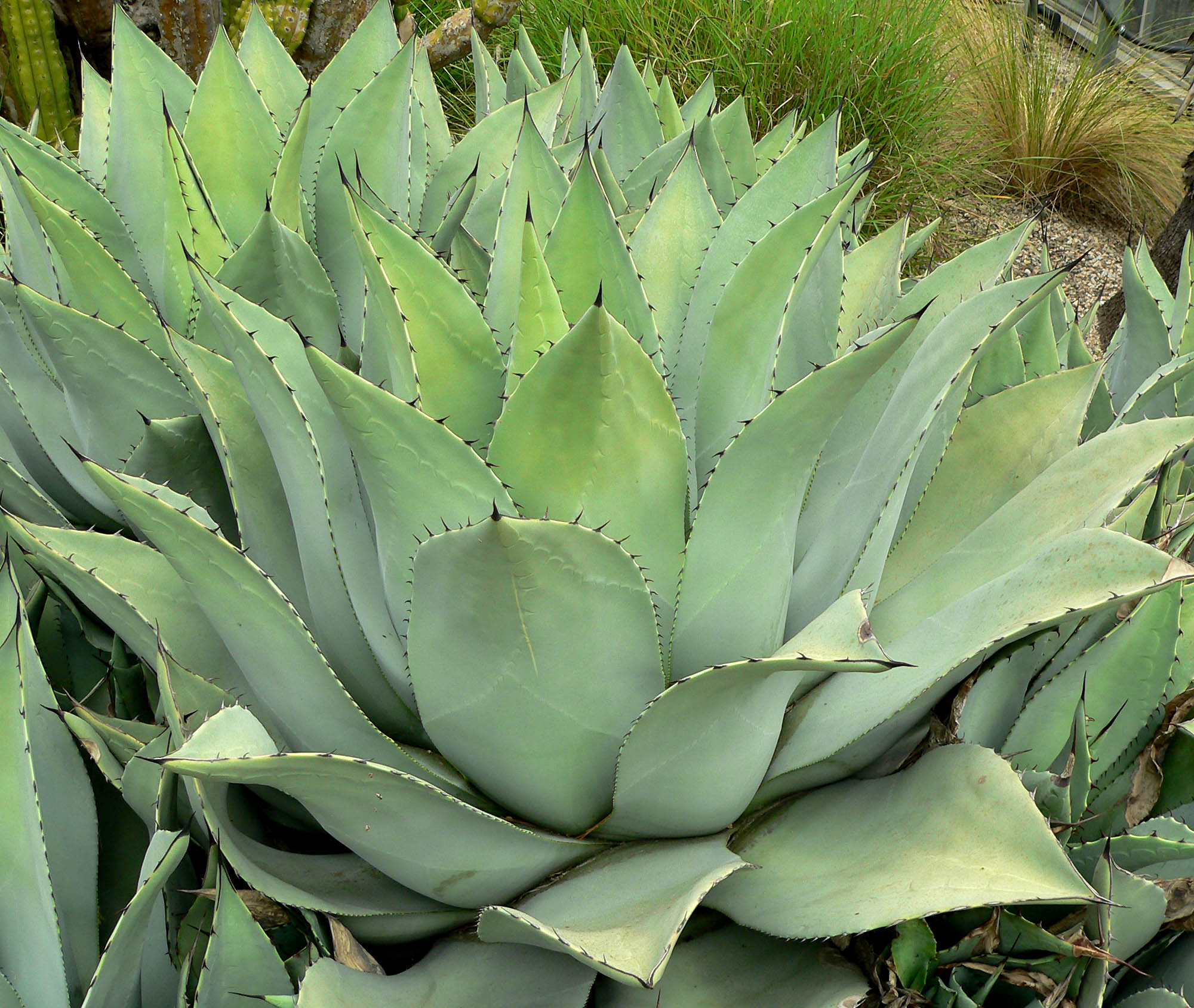
Agave flexispina
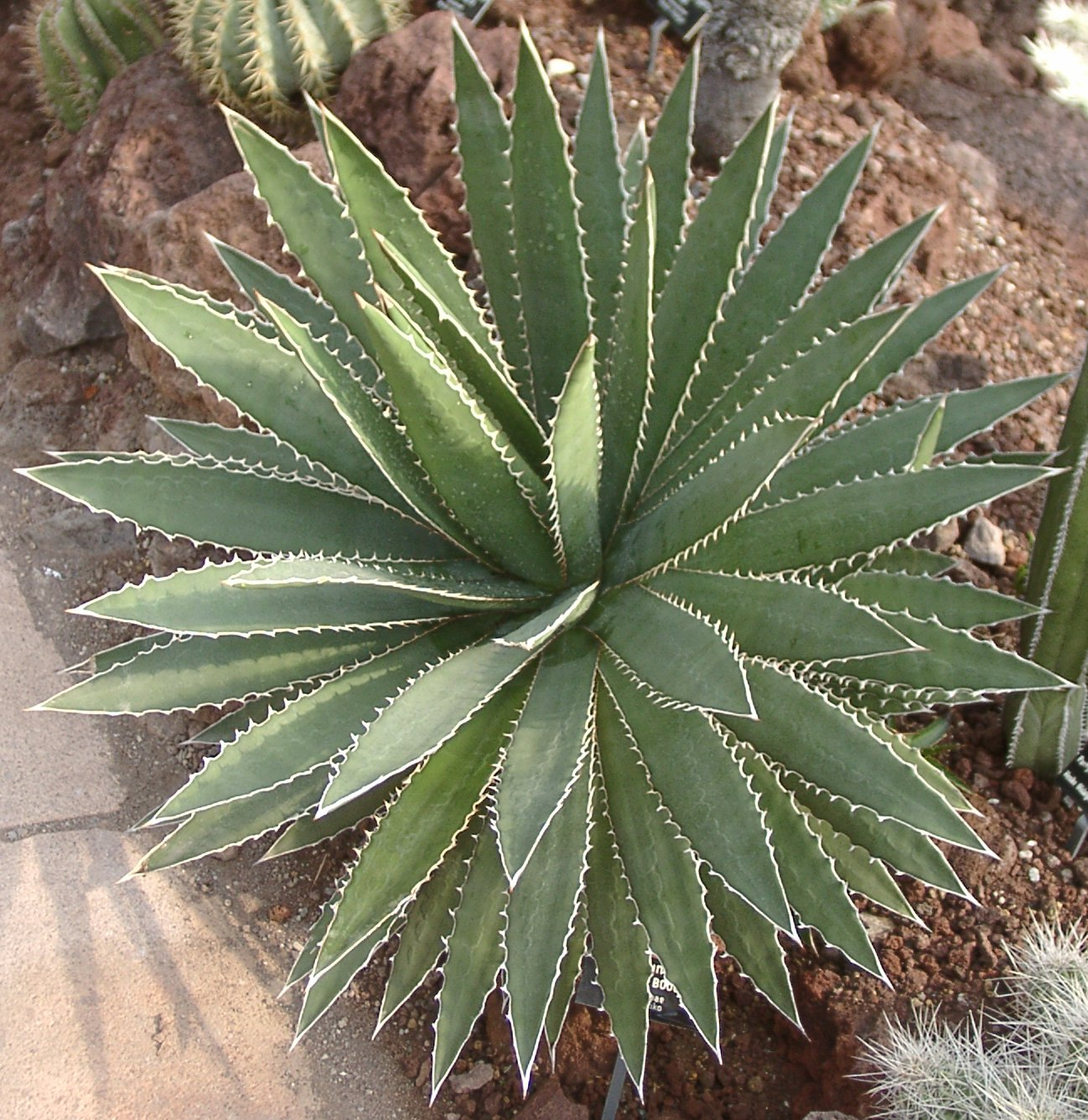
Agave funkiana
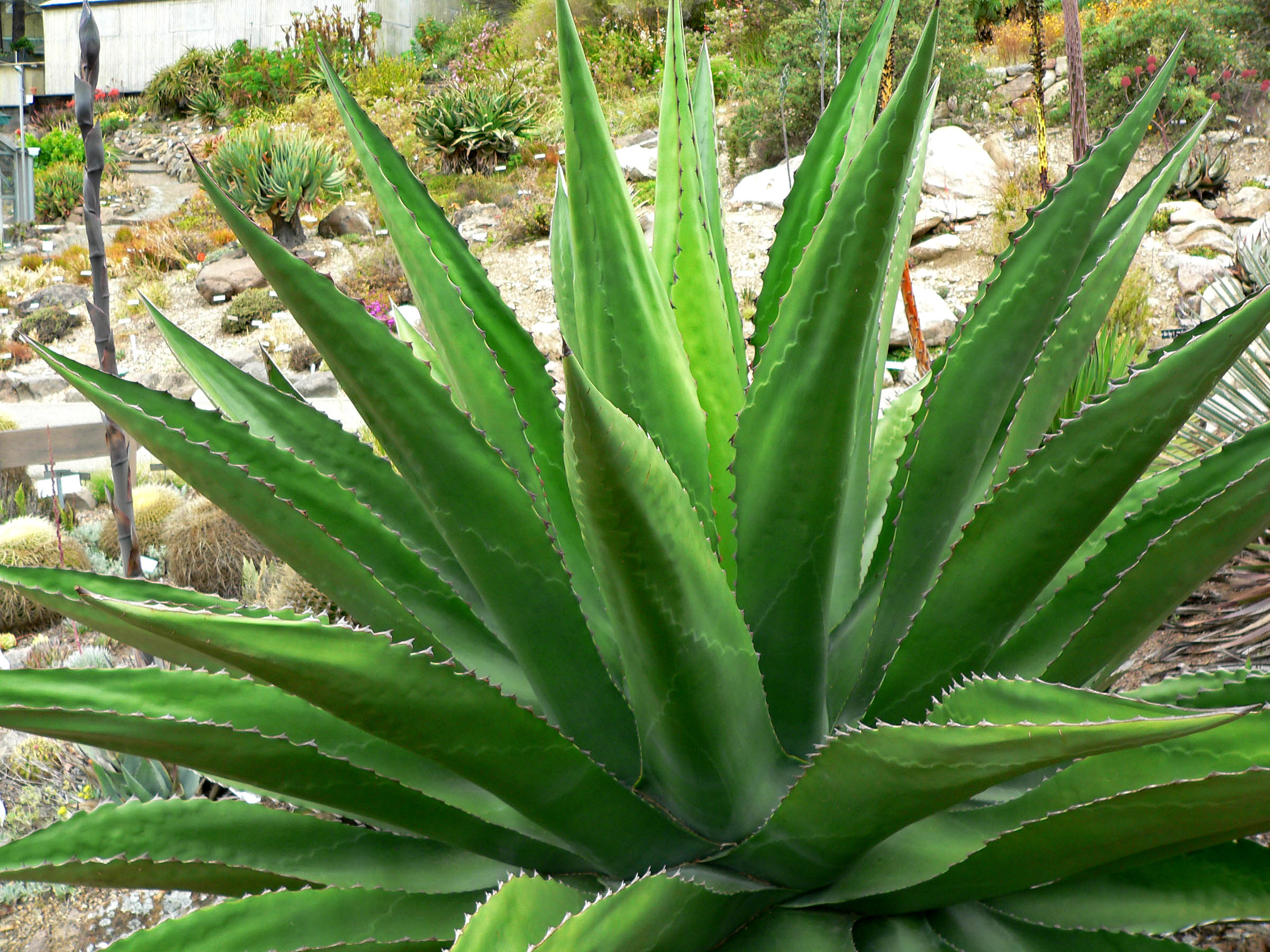
Agave gentryi
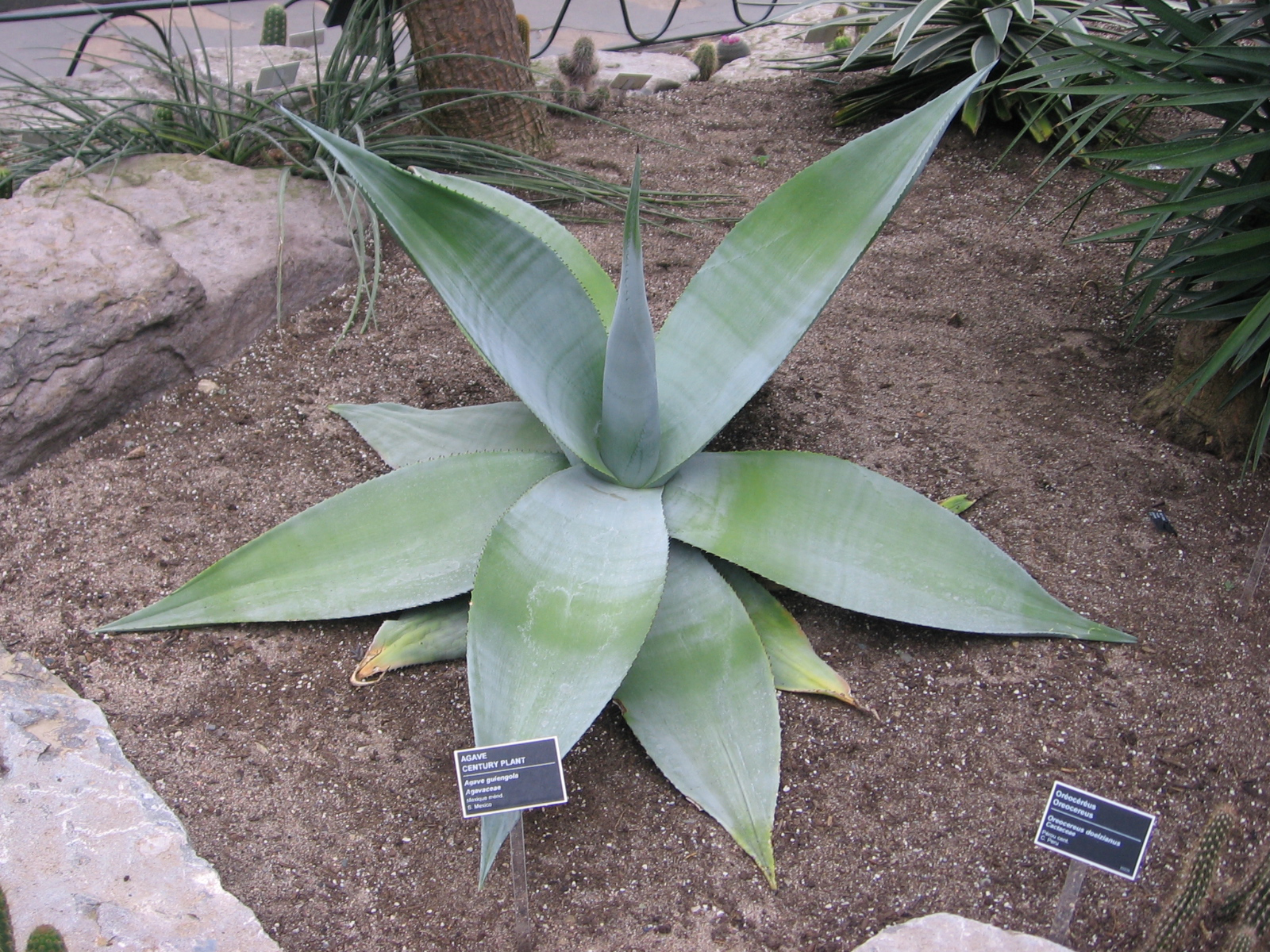
Agave guiengola
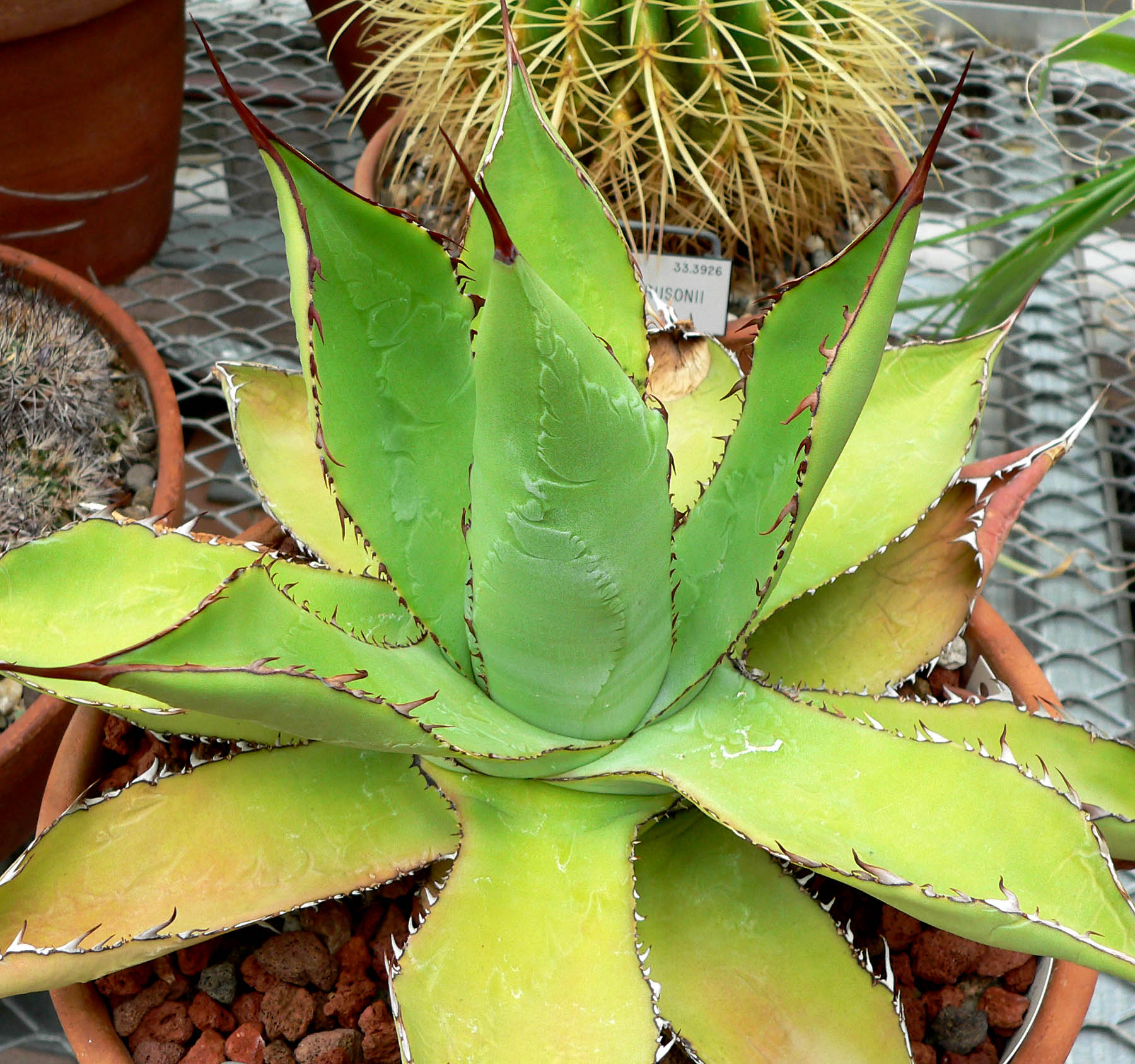
Agave guadalajarana
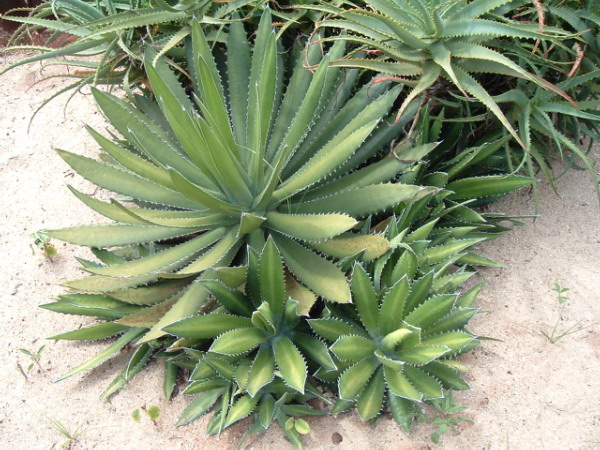
Agave horrida
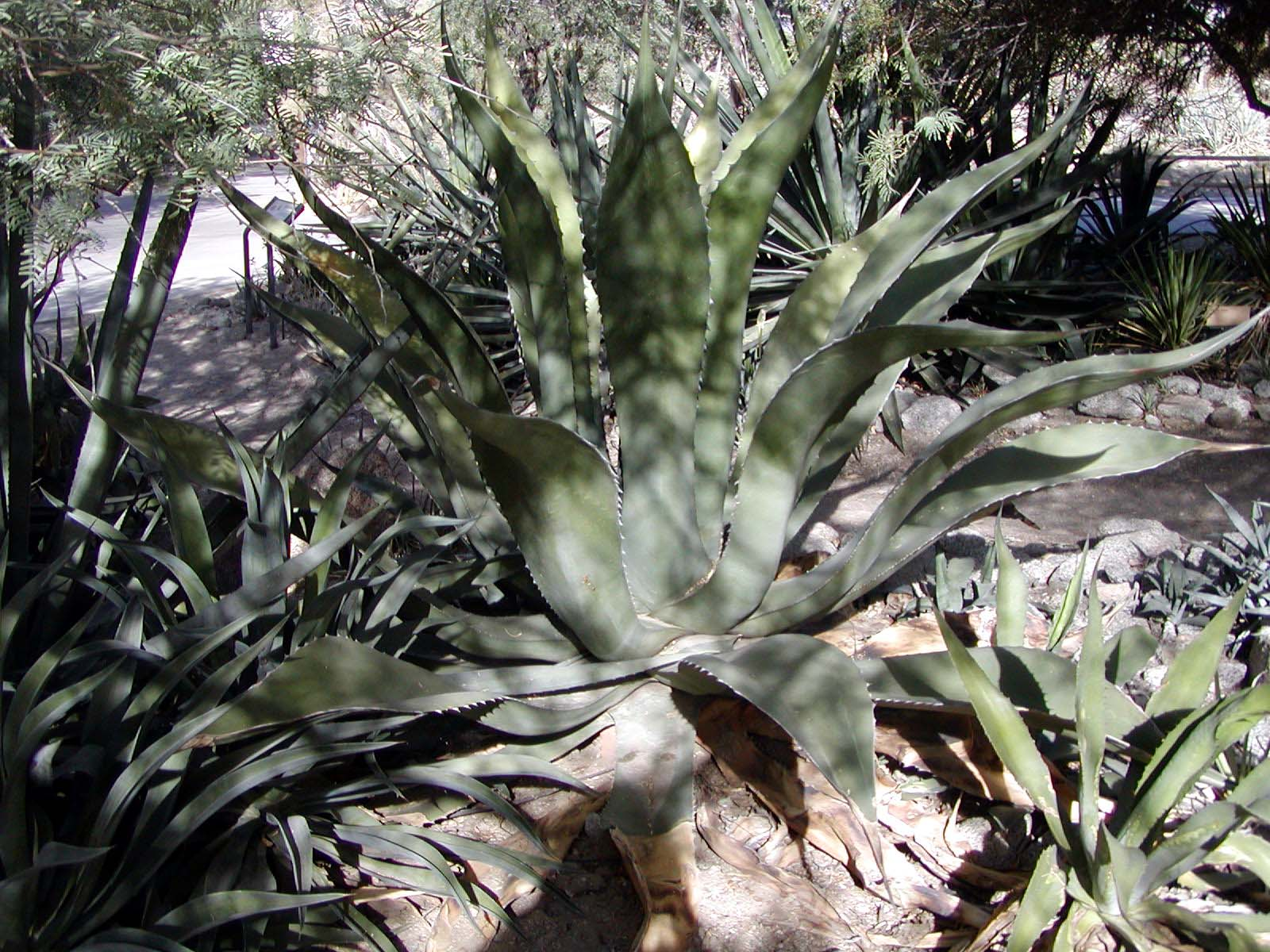
Agave inaequidens
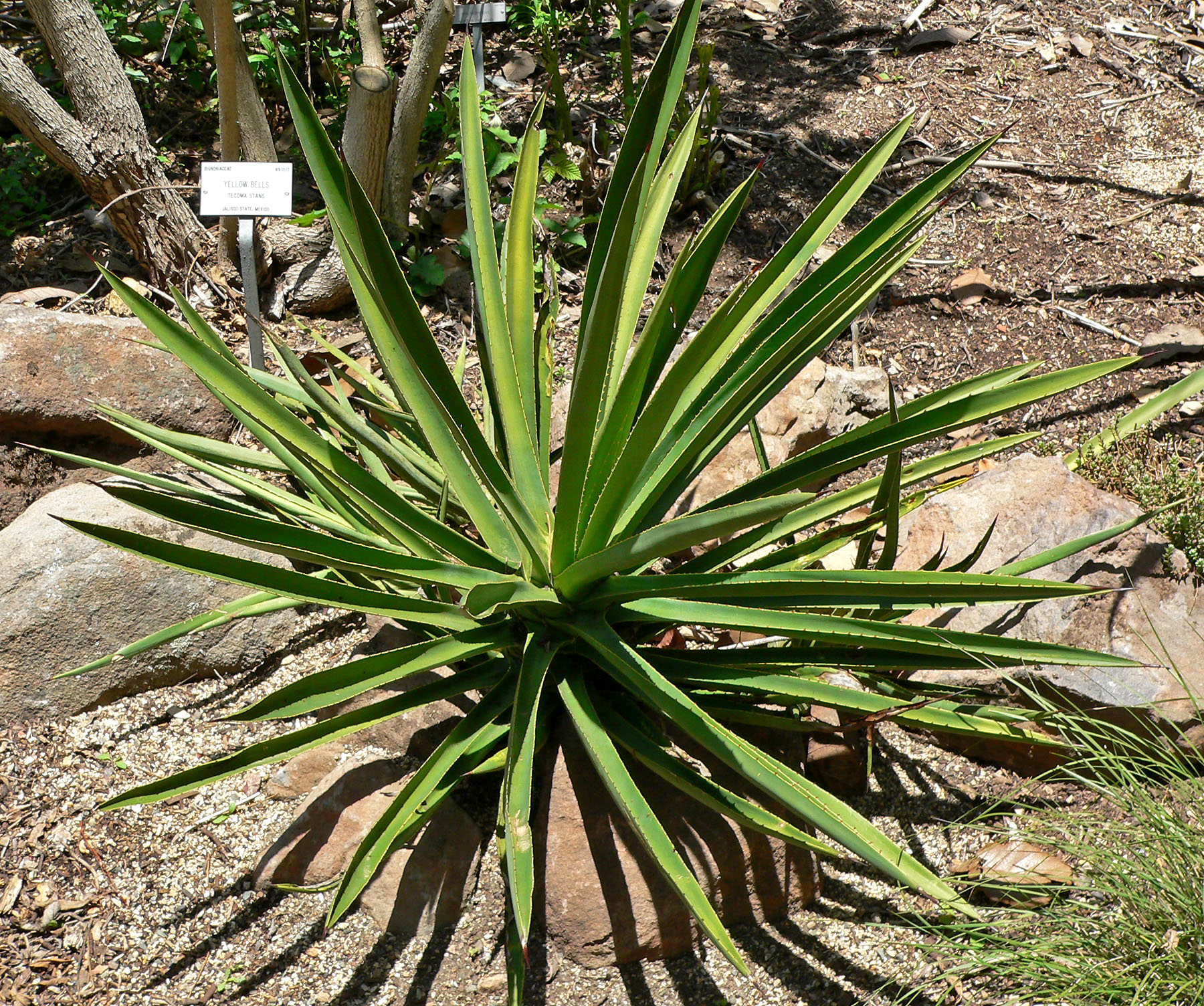
Agave karwinskii
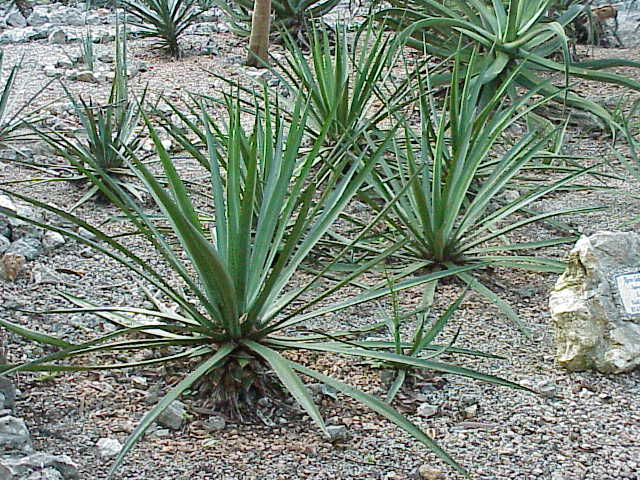
Agave lechuguilla
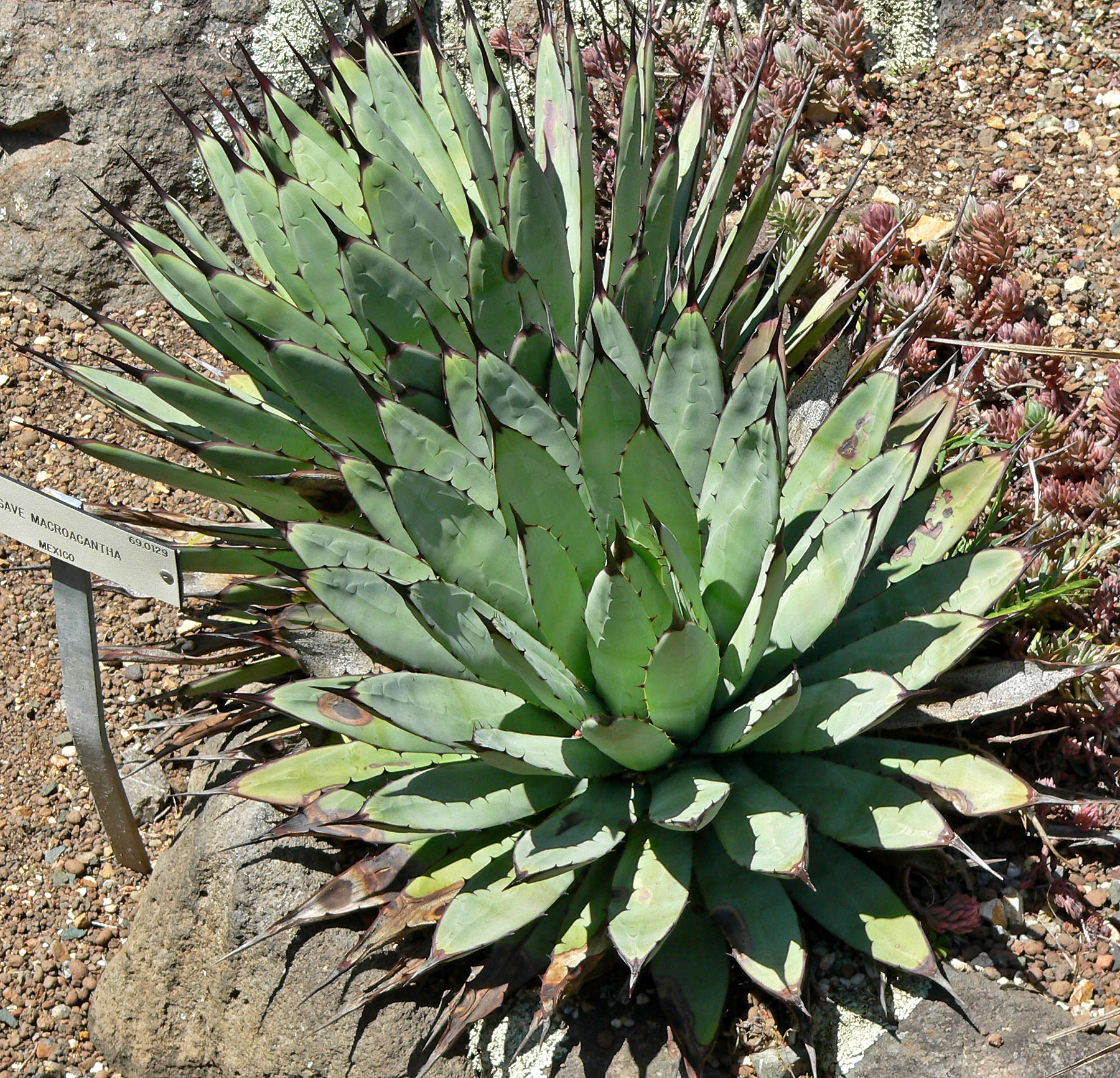
Agave macroacantha
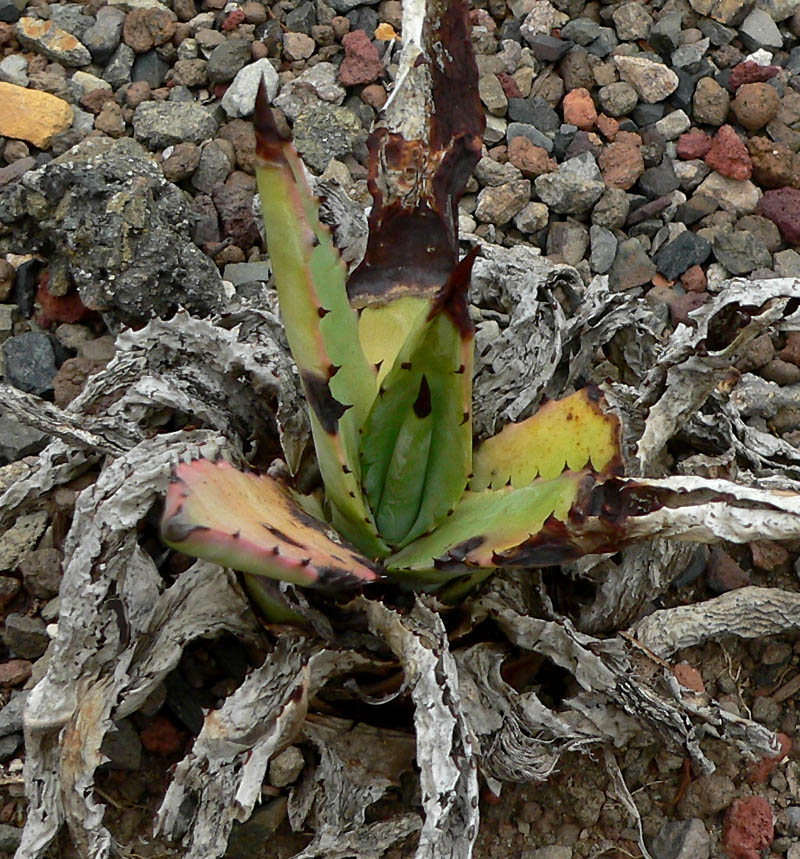
Agave mckelveyana
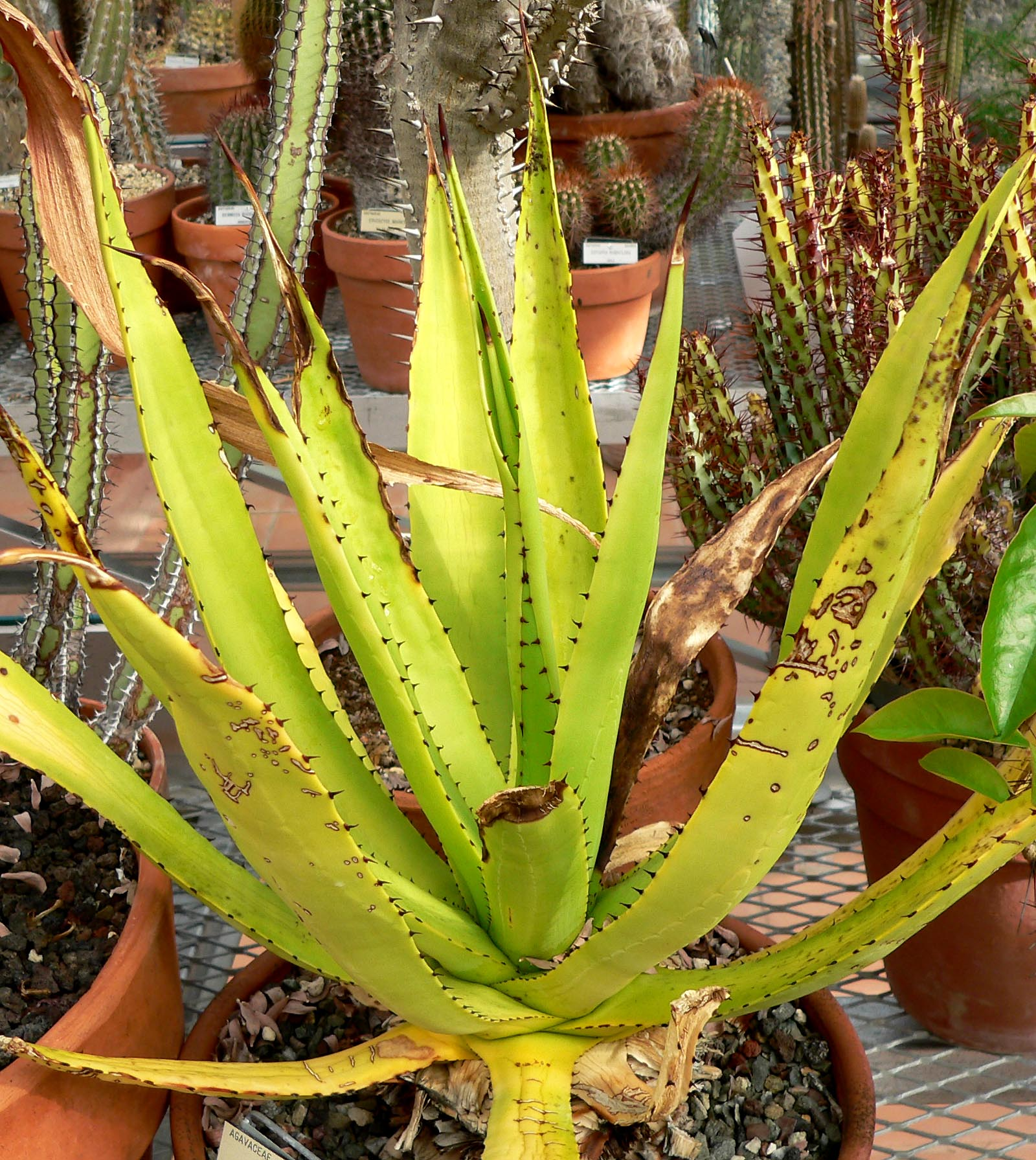
Agave missionum
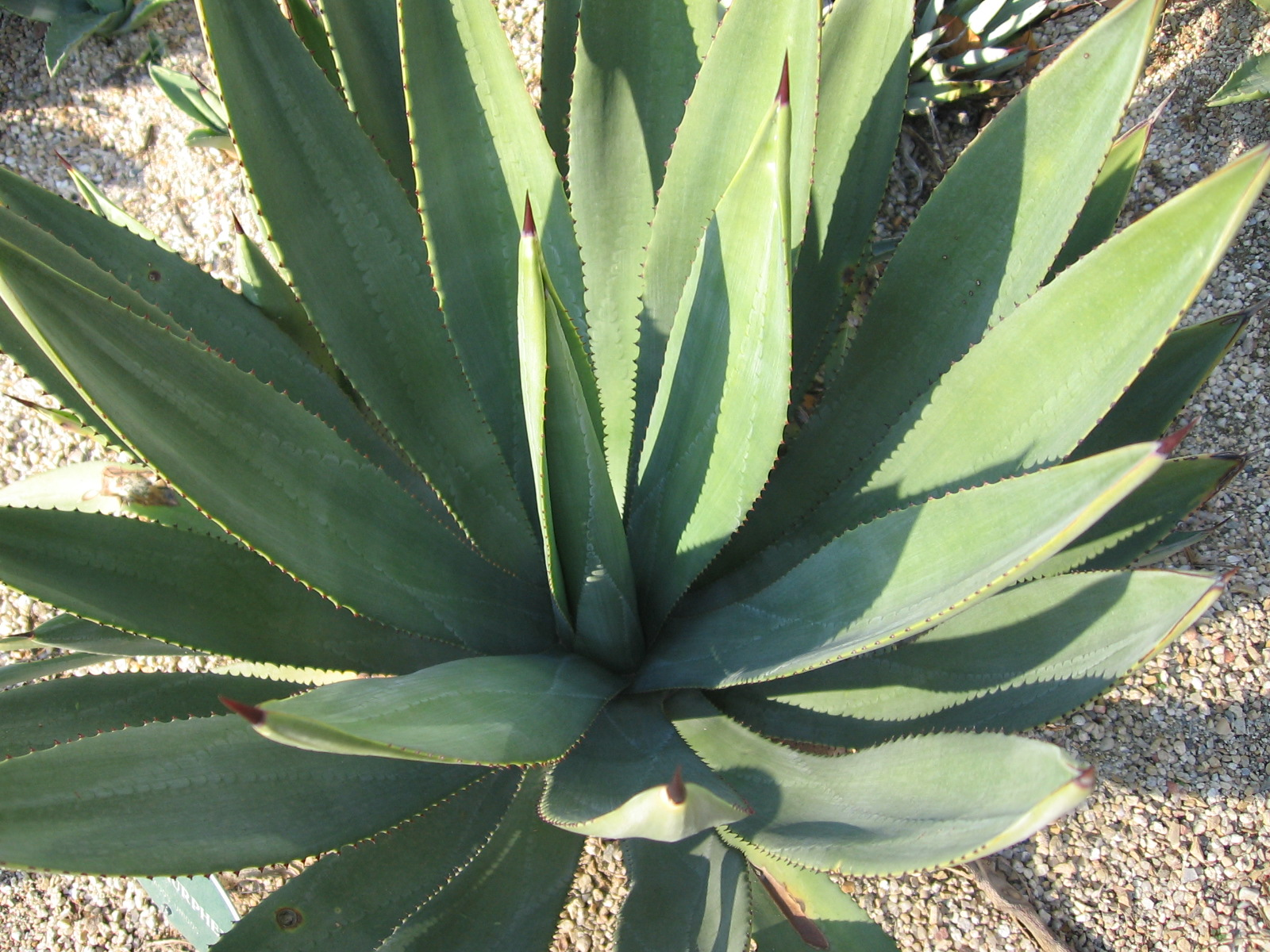
Agave murpheyi
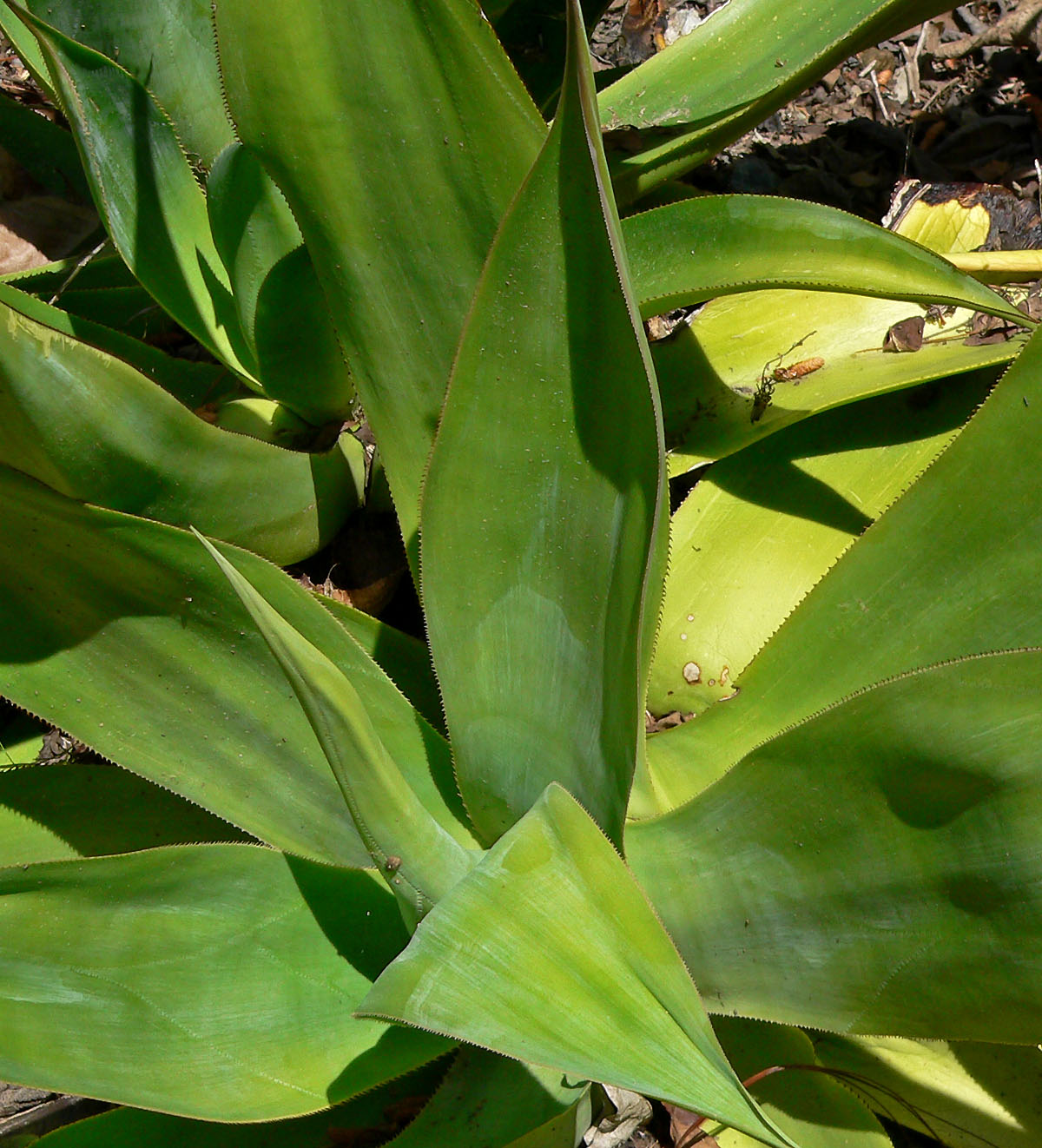
Agave obscura
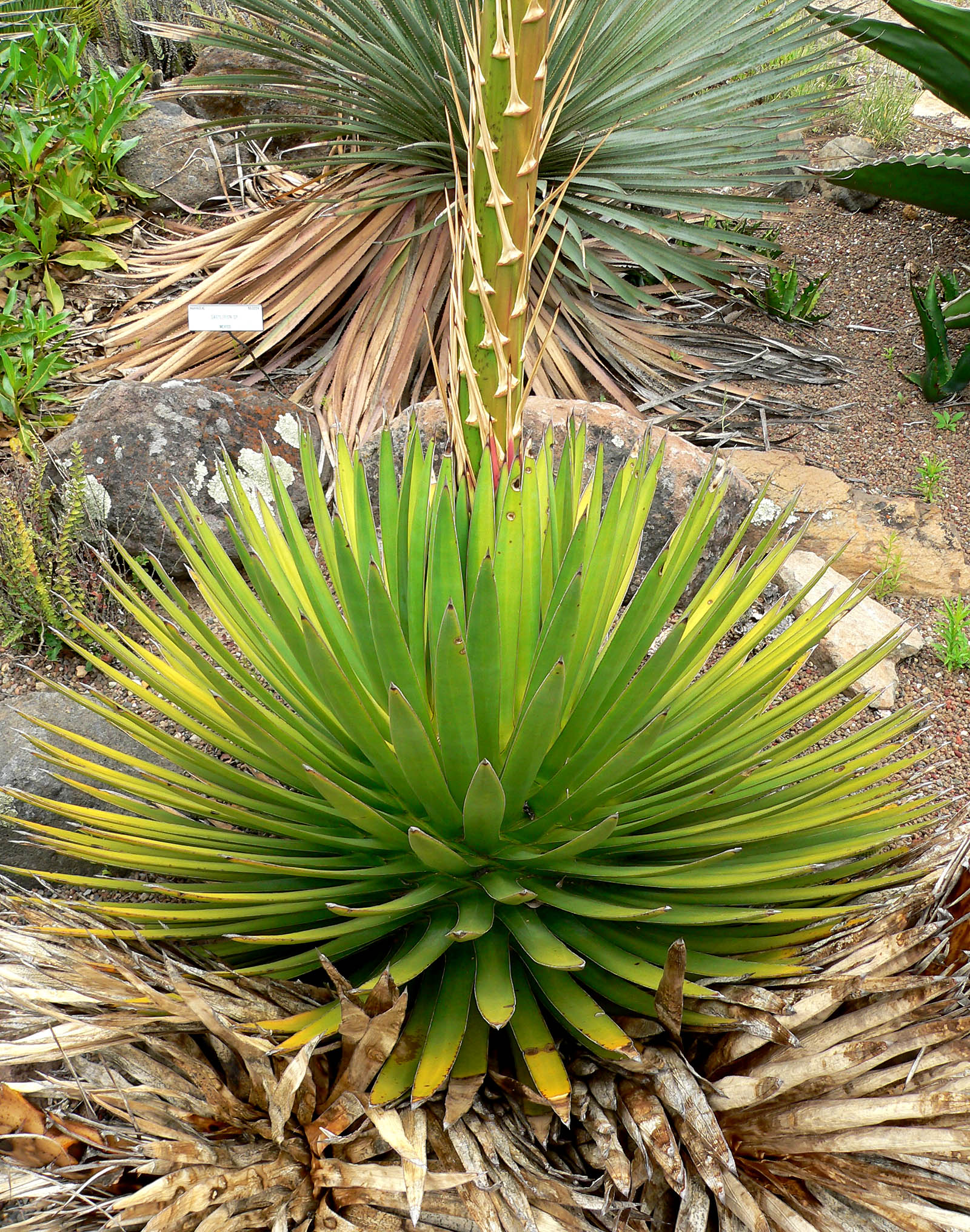
Agave ocahui
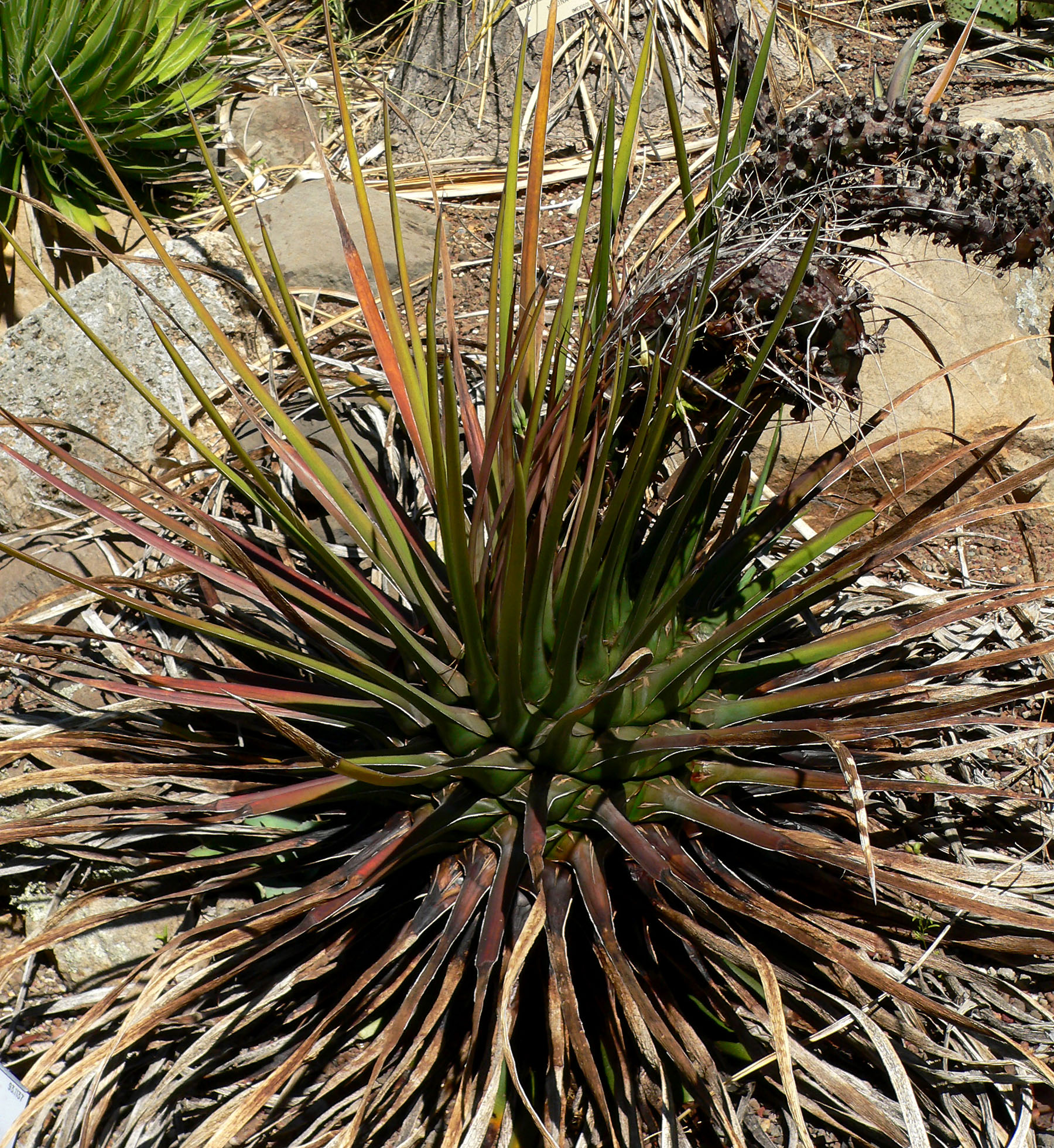
Agave ornithobroma
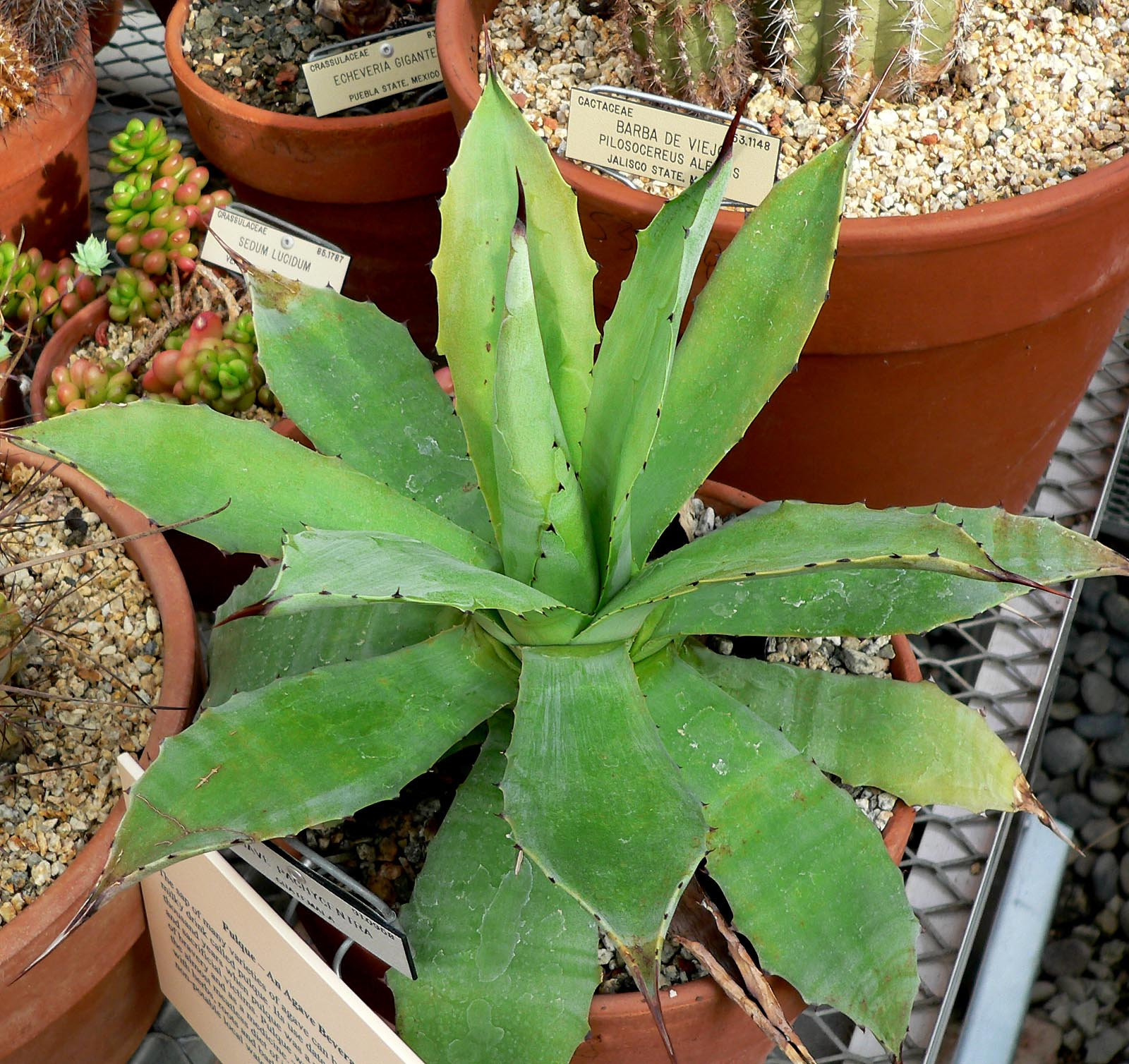
Agave pachycentra
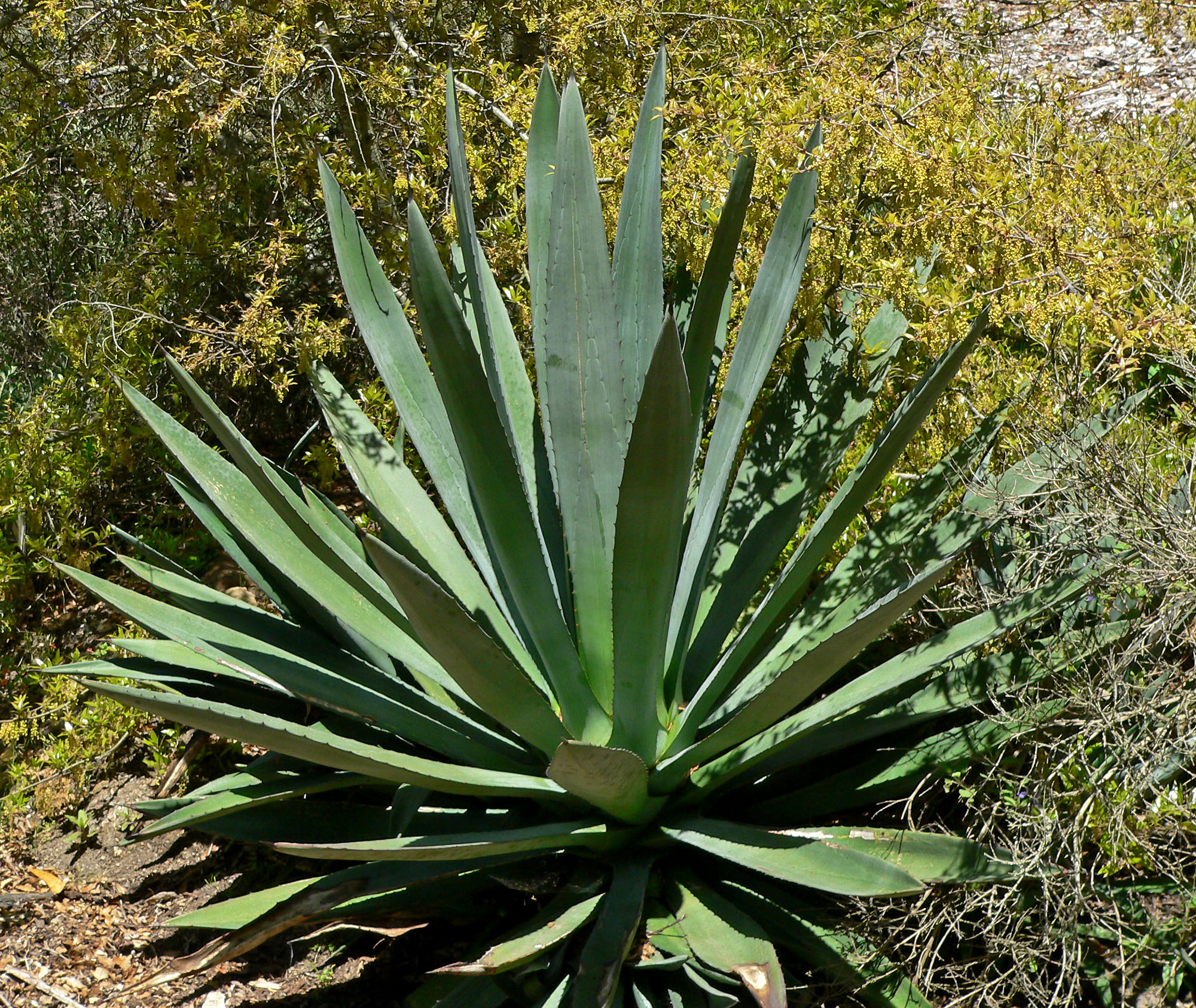
Agave pacifica
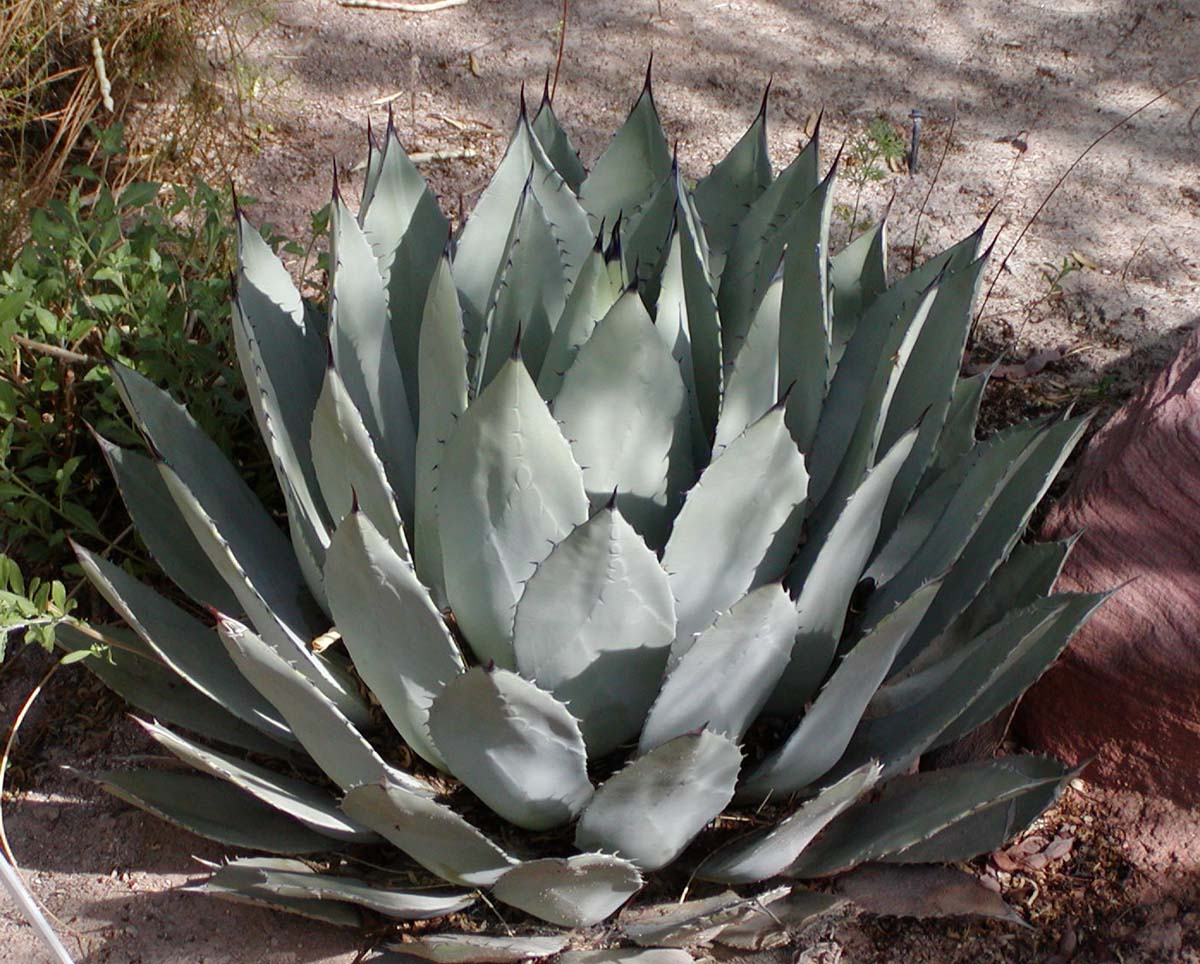
Agave palmeri
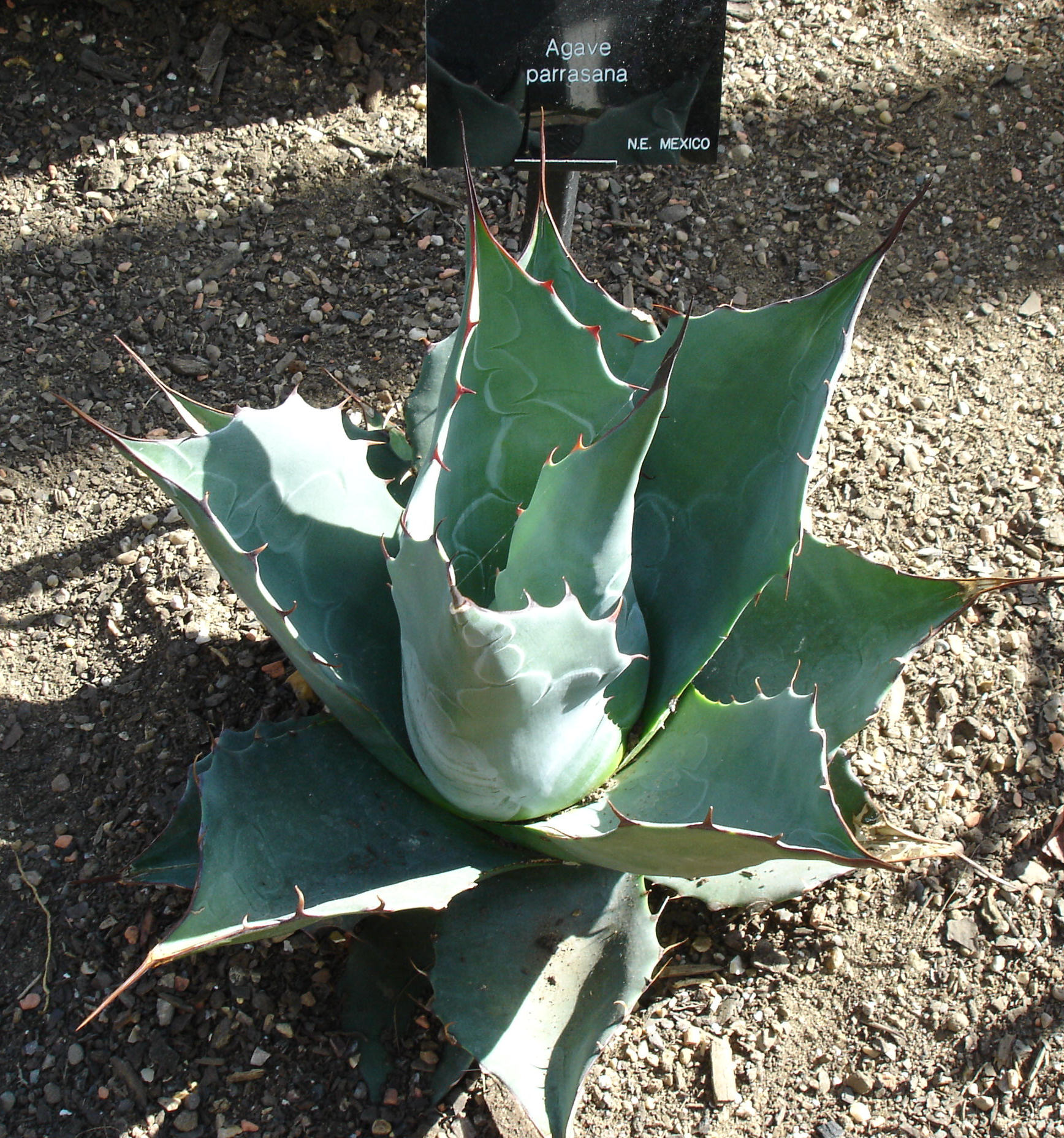
Agave parrasana
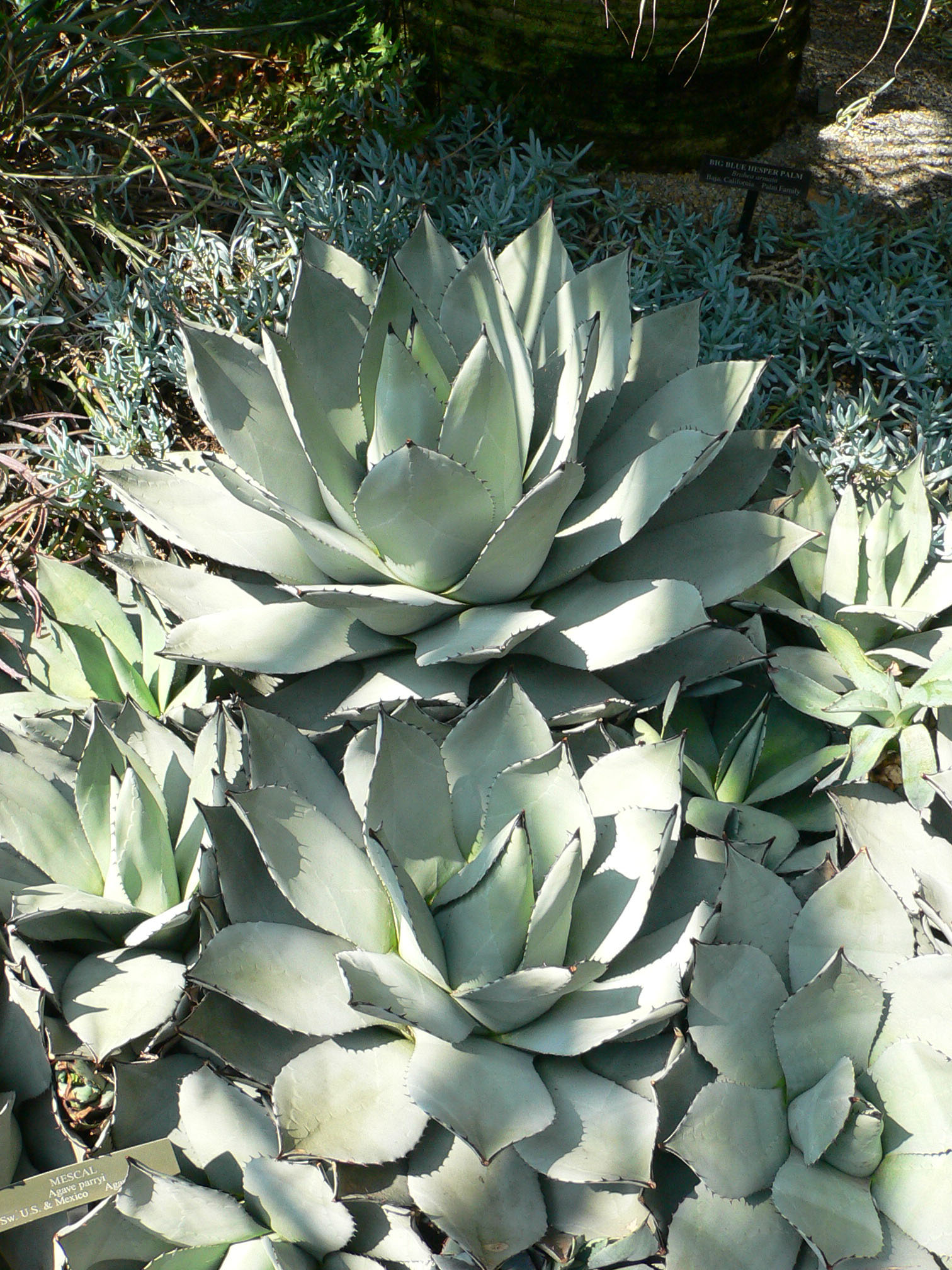
Agave parryi
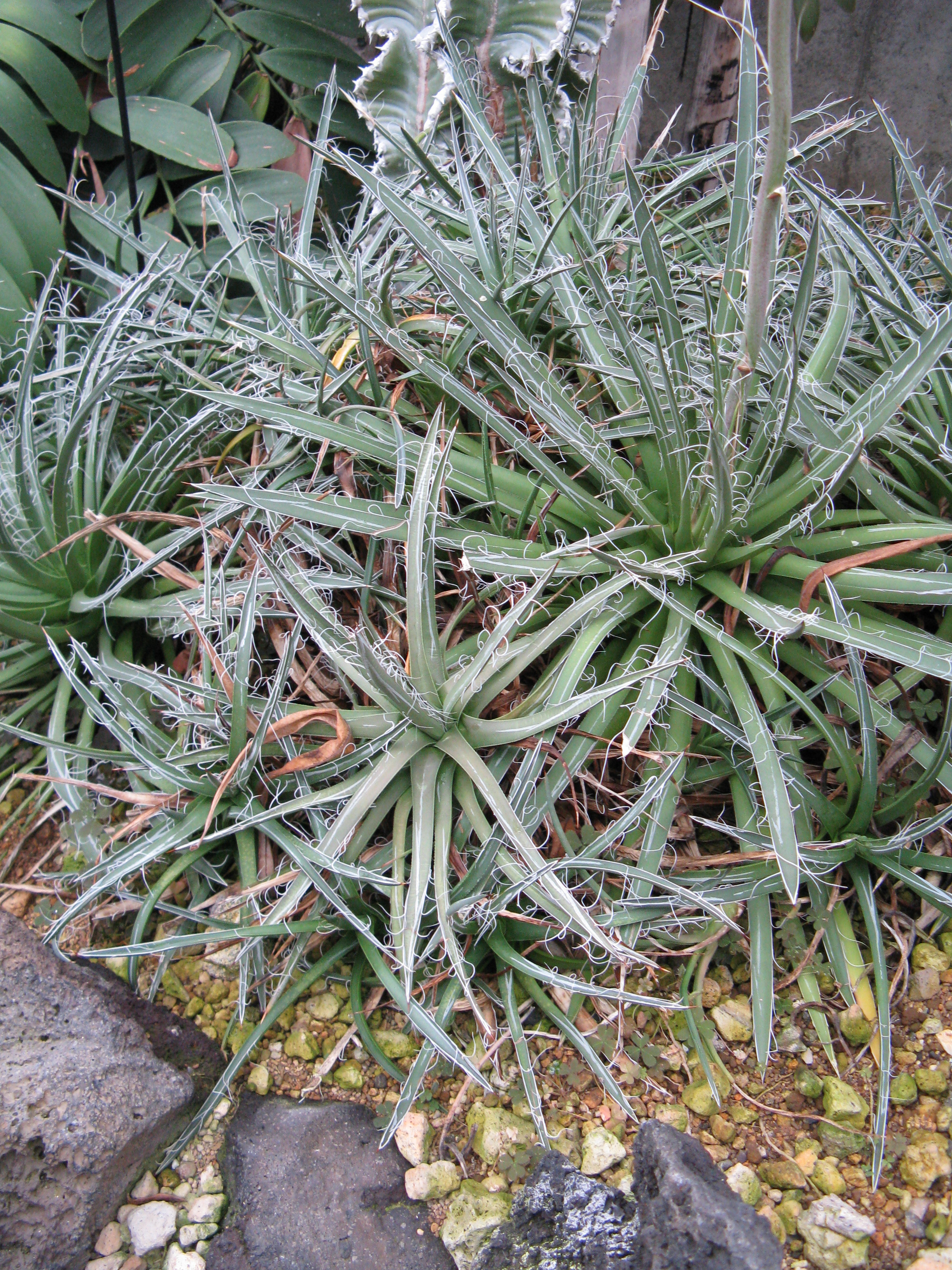
Agave parviflora
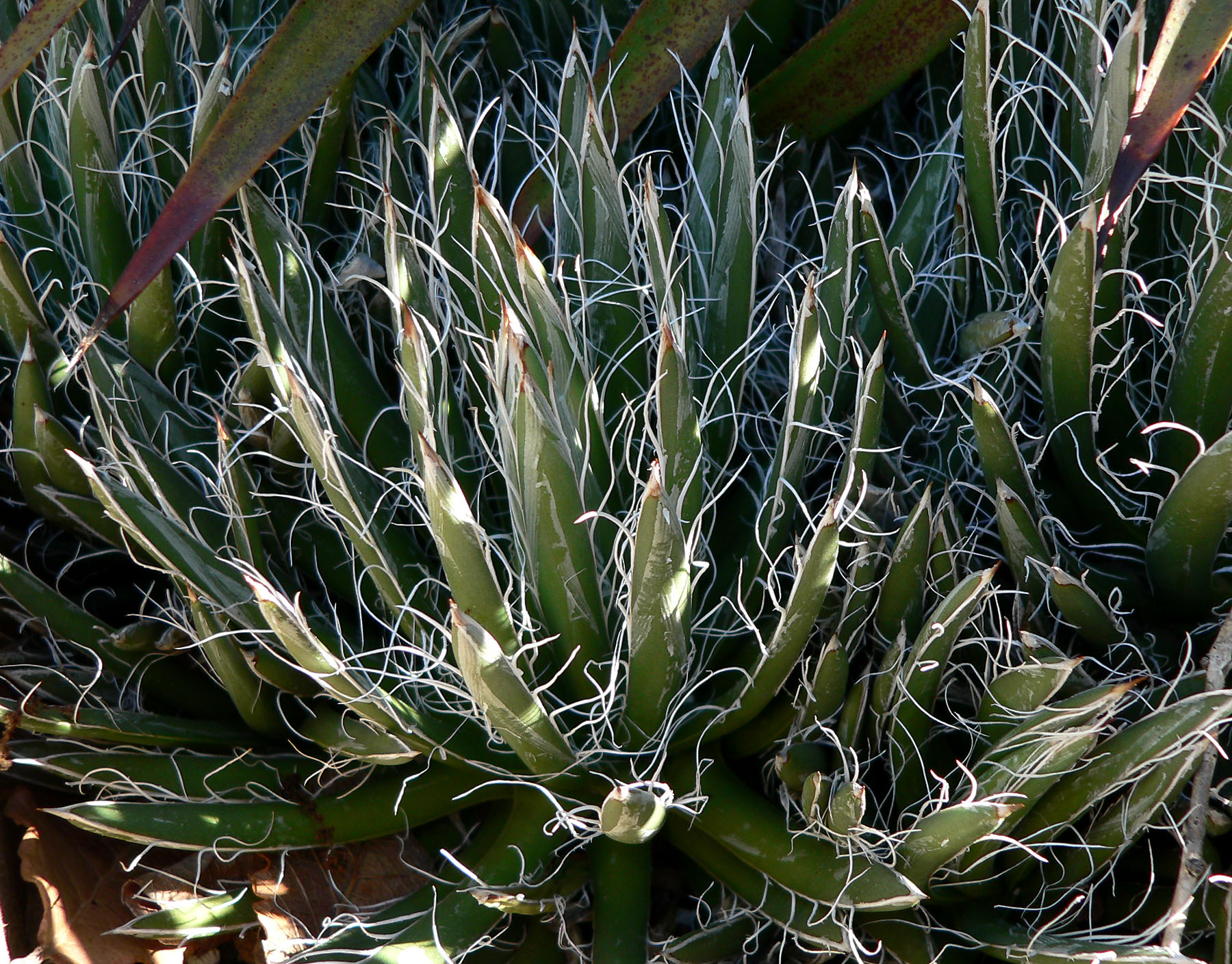
Agave polianthiflora
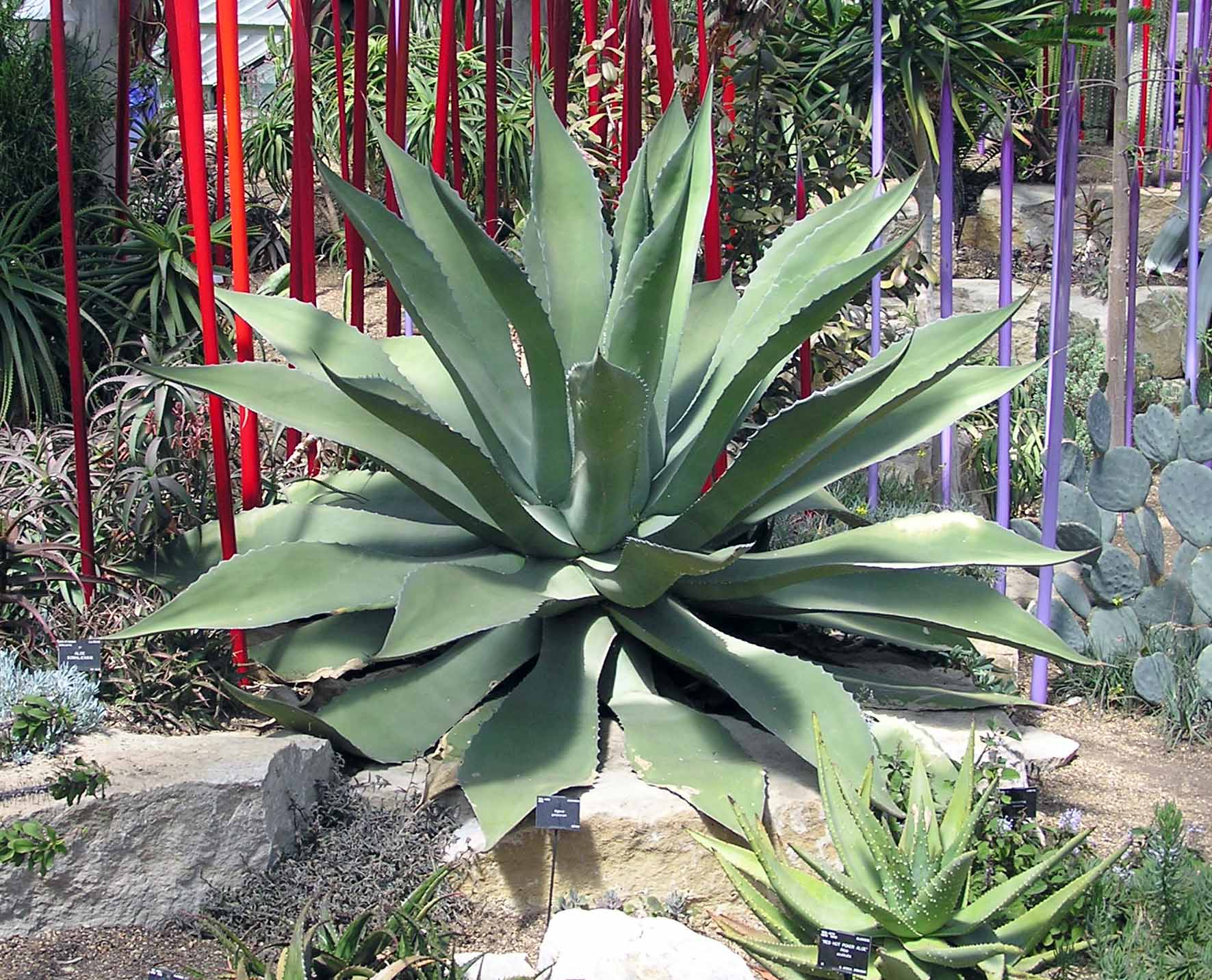
Agave potatorum
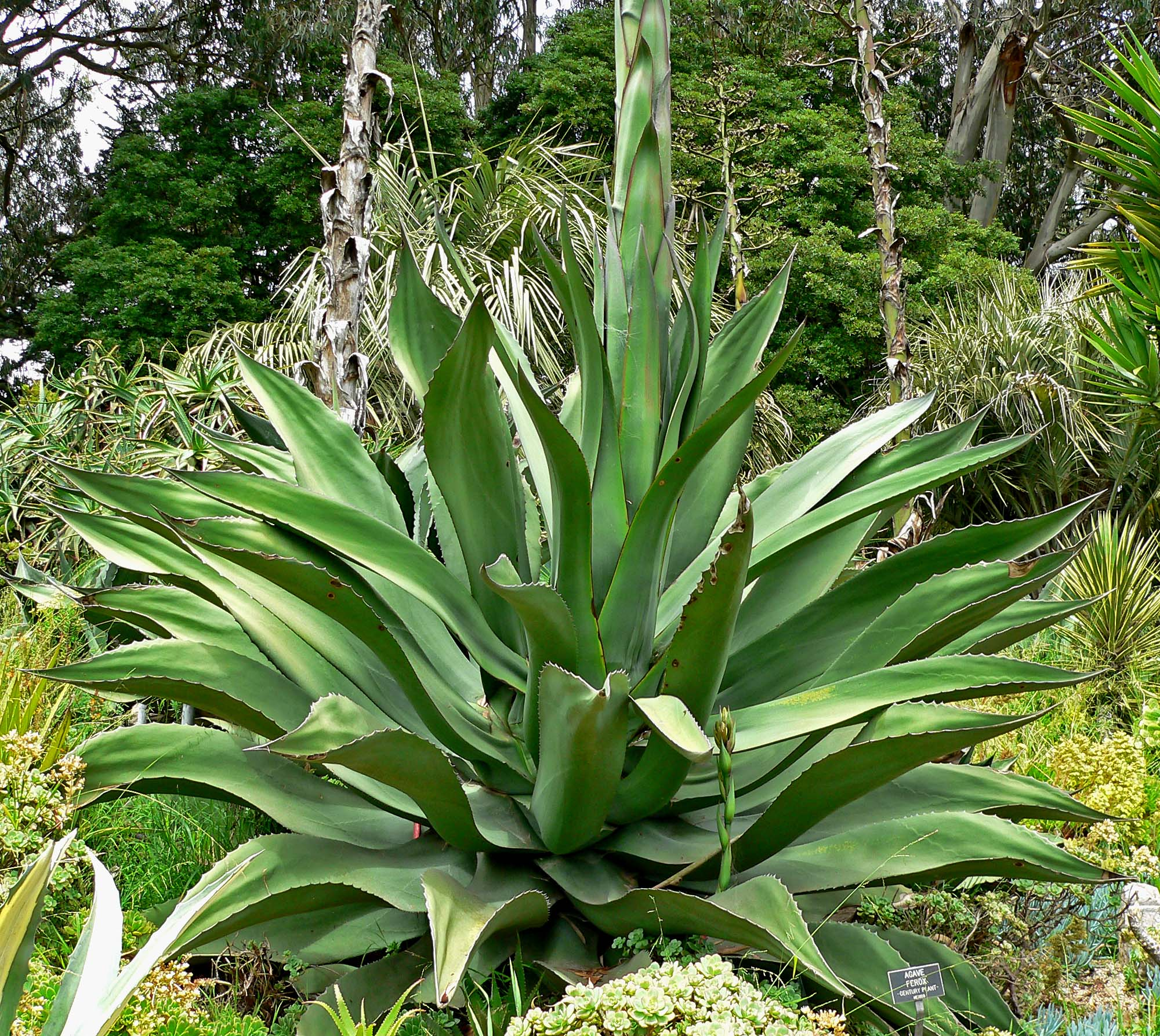
Agave salmiana
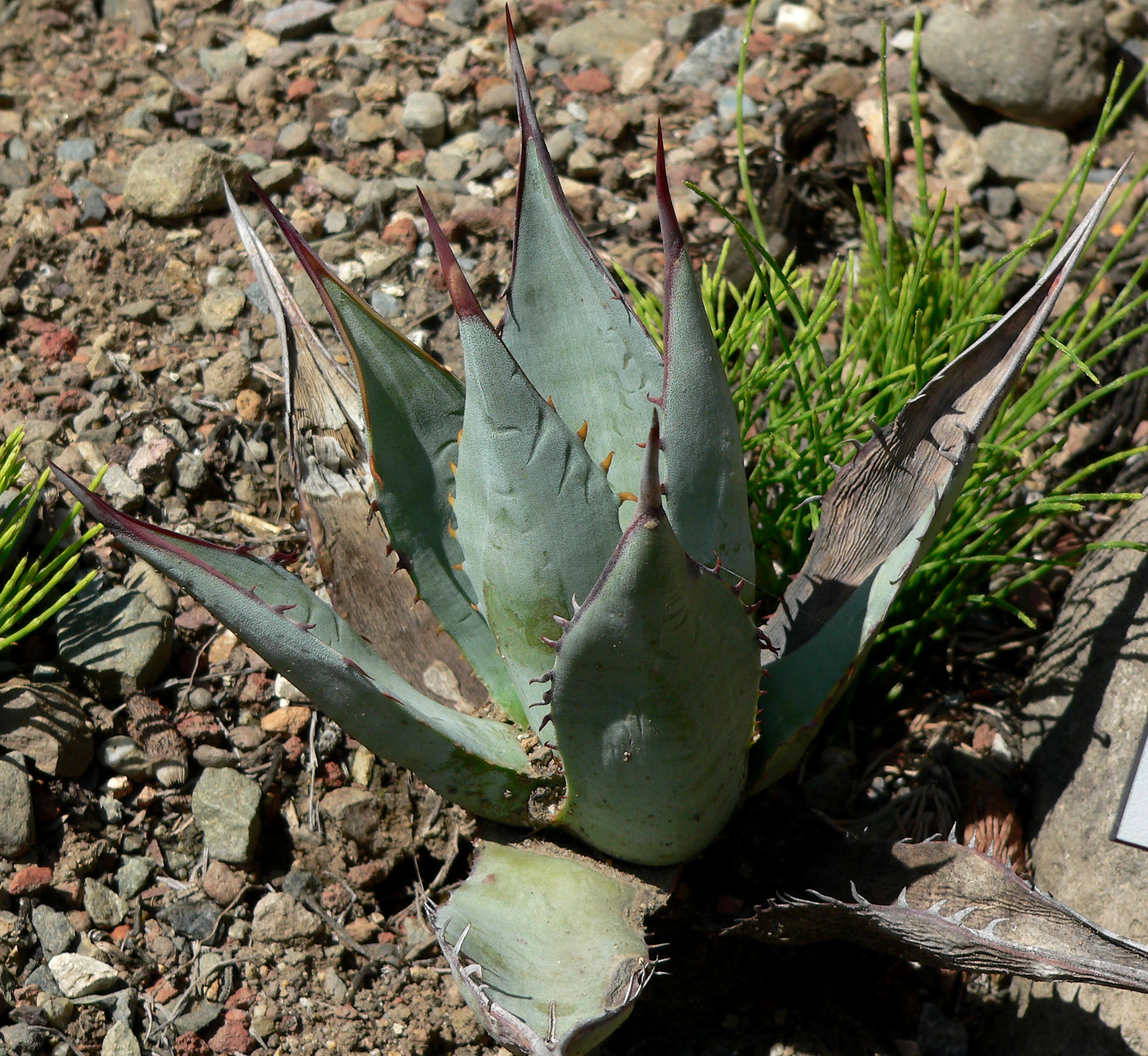
Agave sebastiana
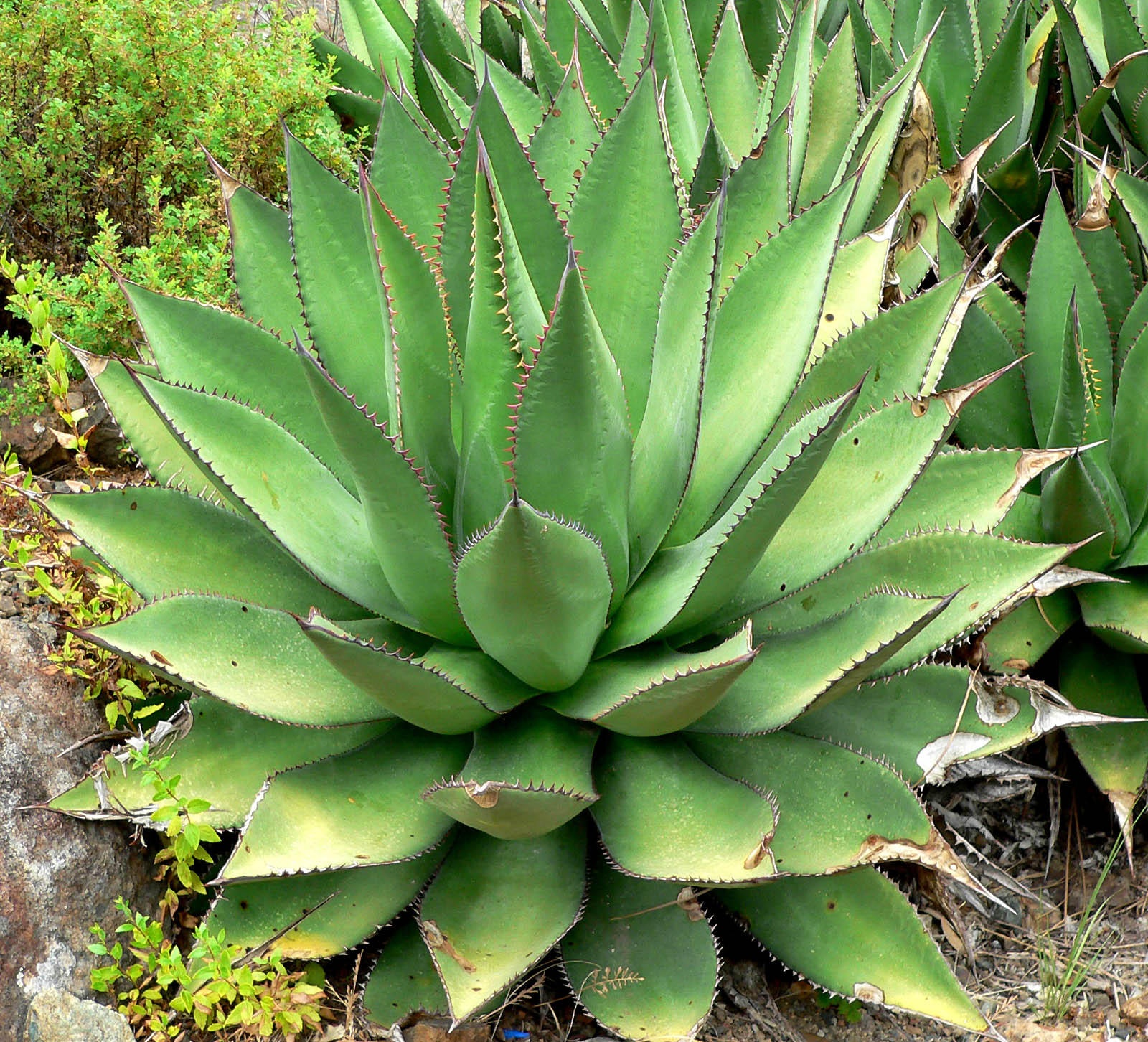
Agave shawii
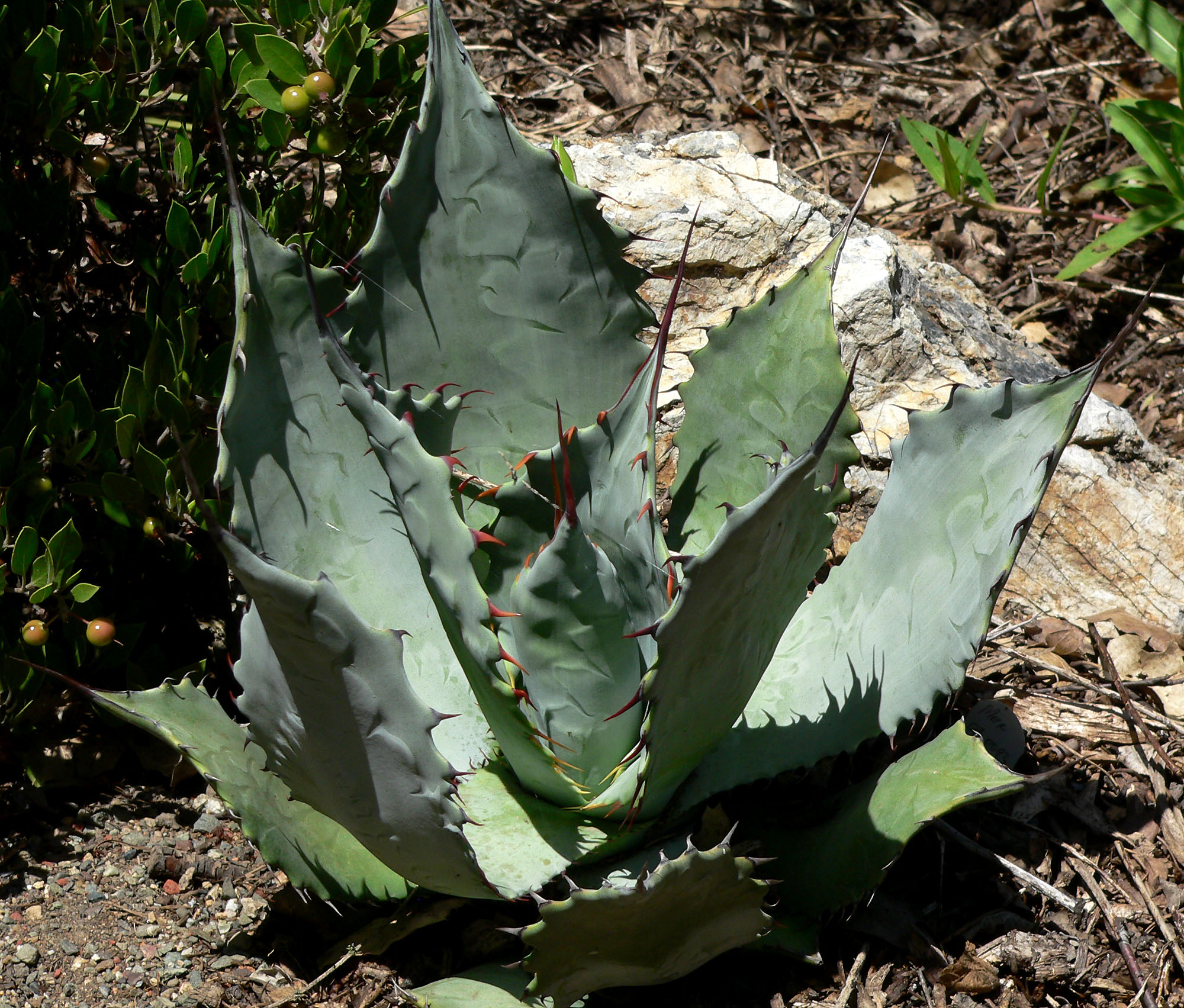
Agave shrevei
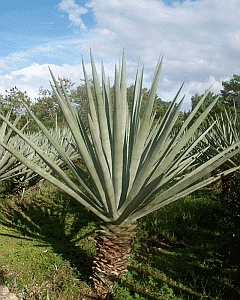
Agave sisalana
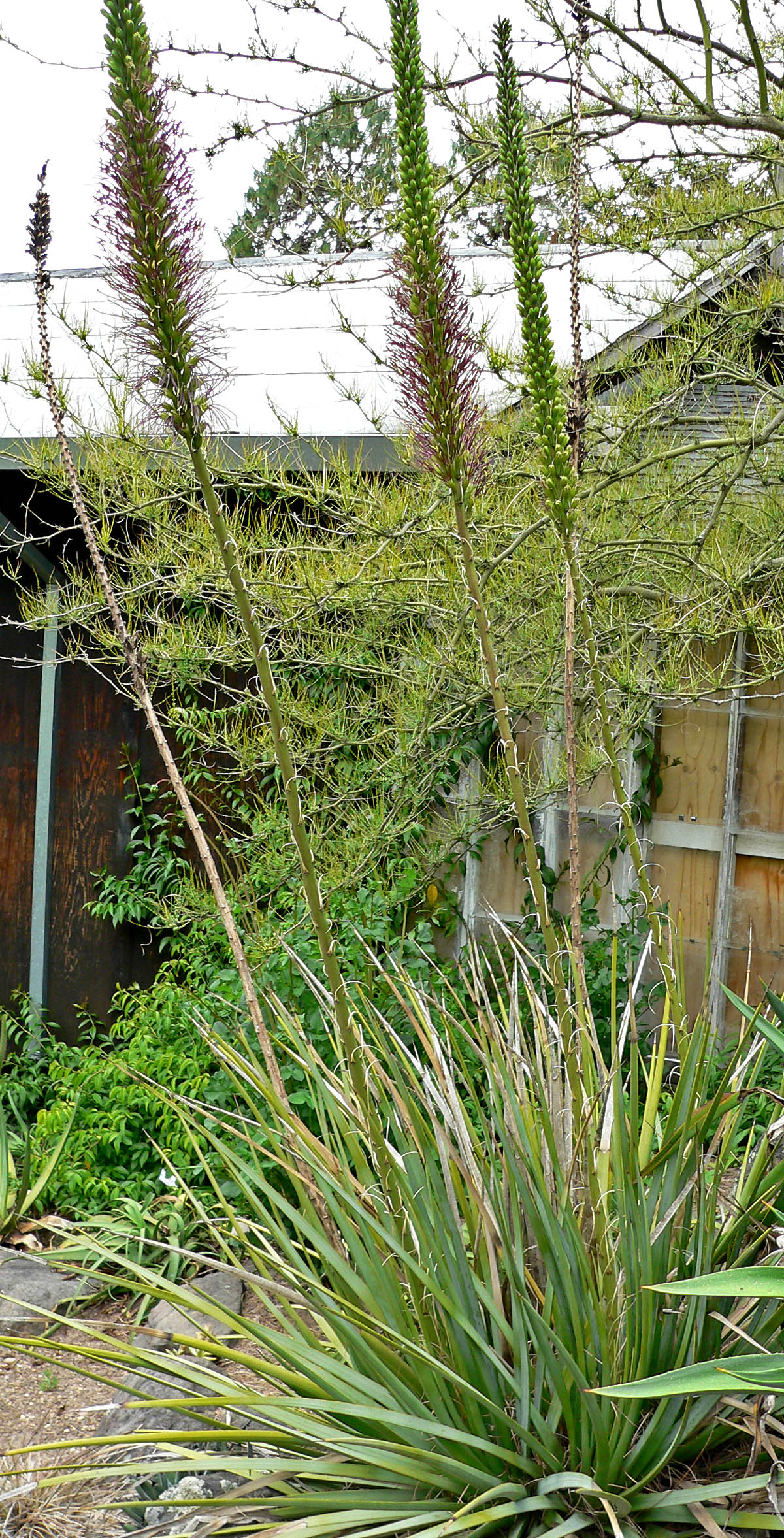
Agave striata
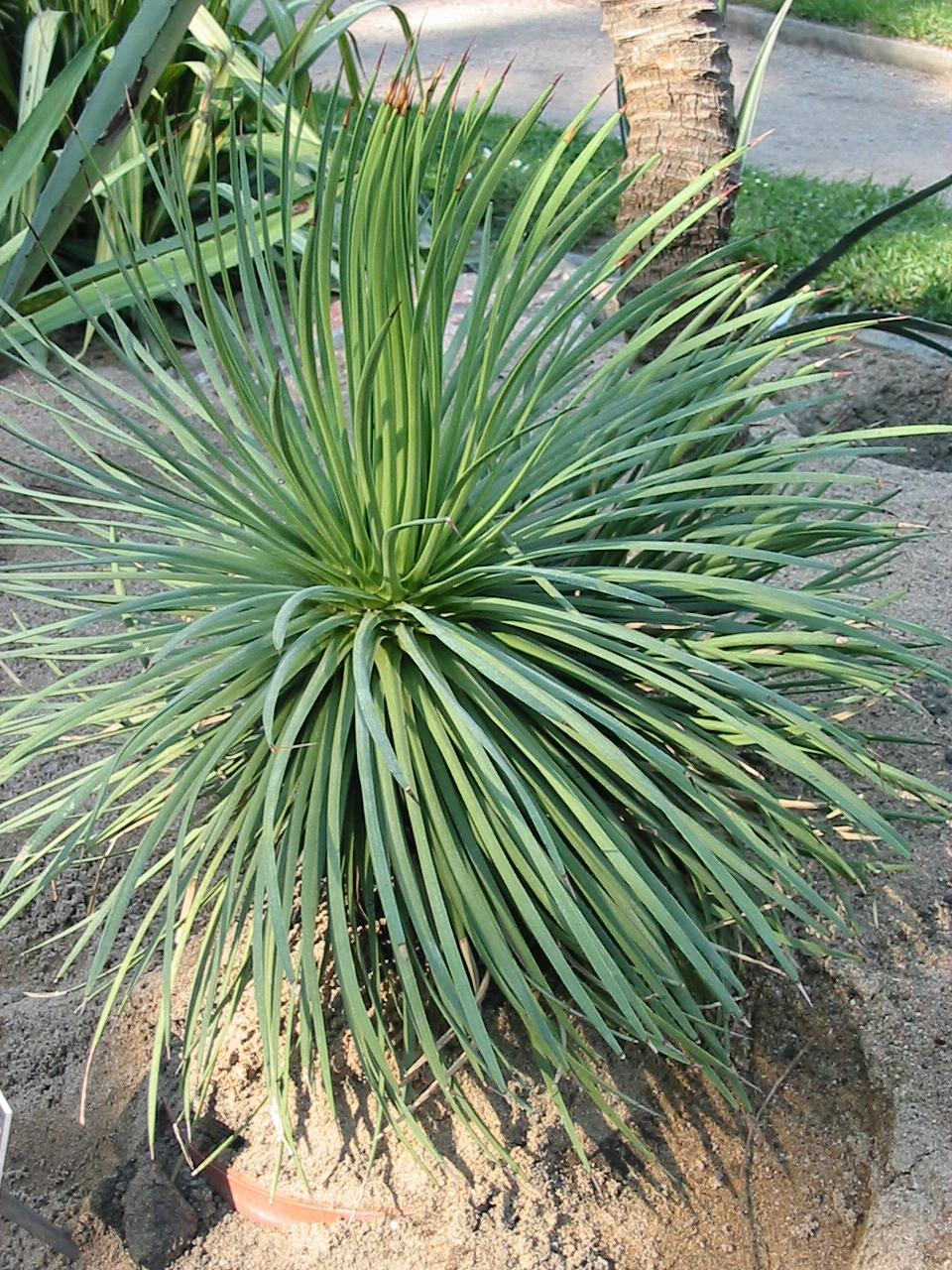
Agave stricta
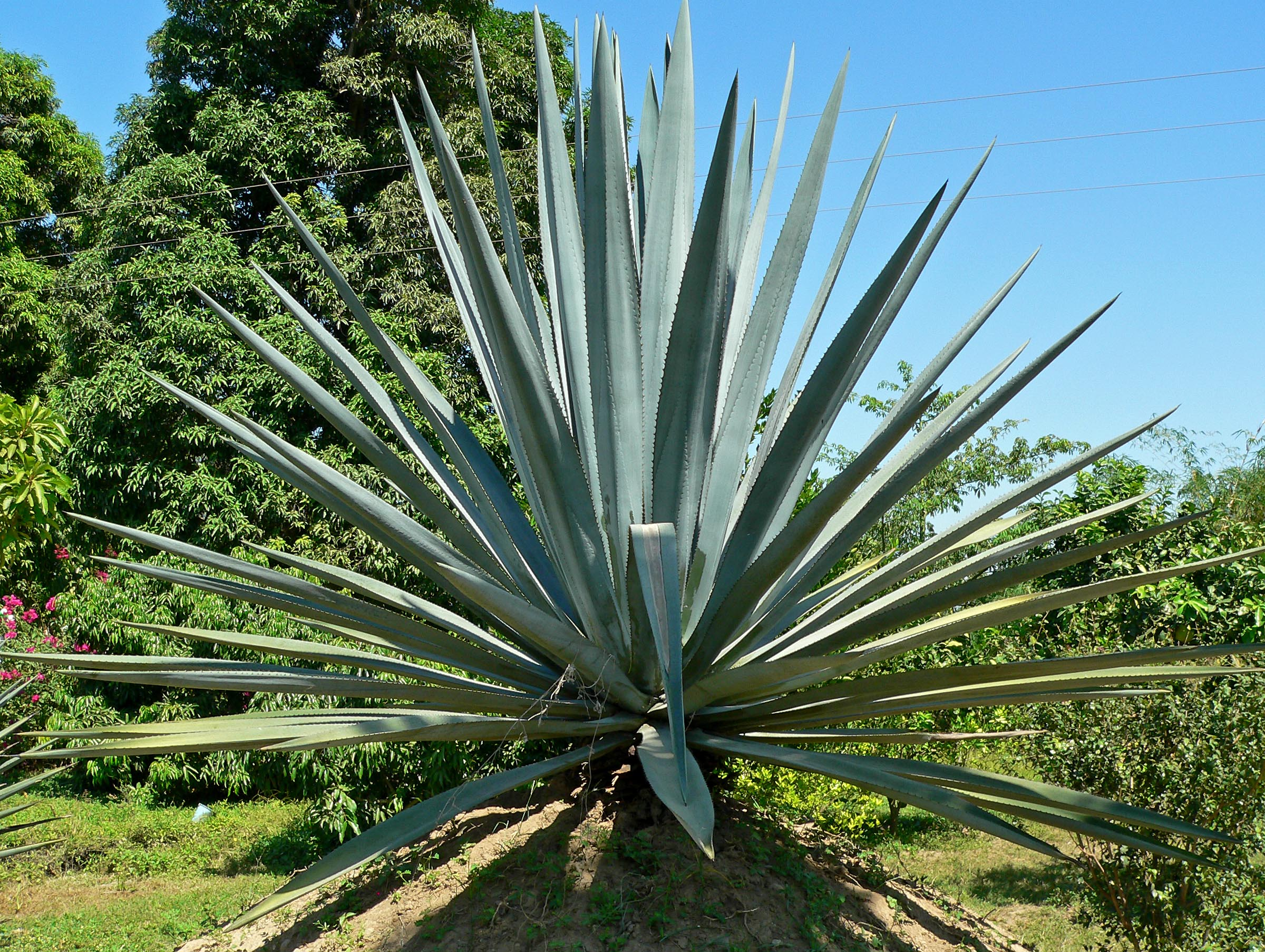
Agave tequilana
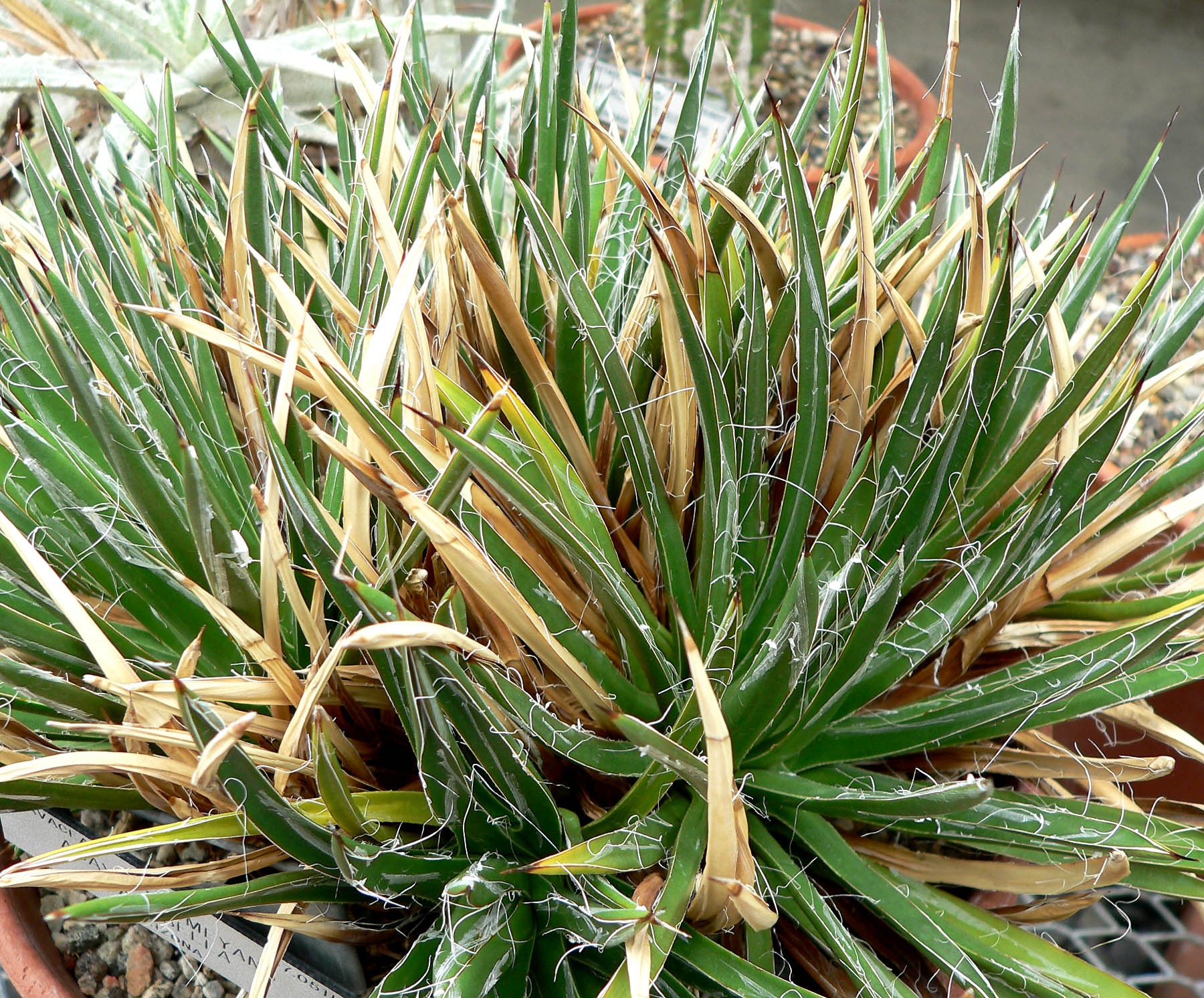
Agave toumeyana
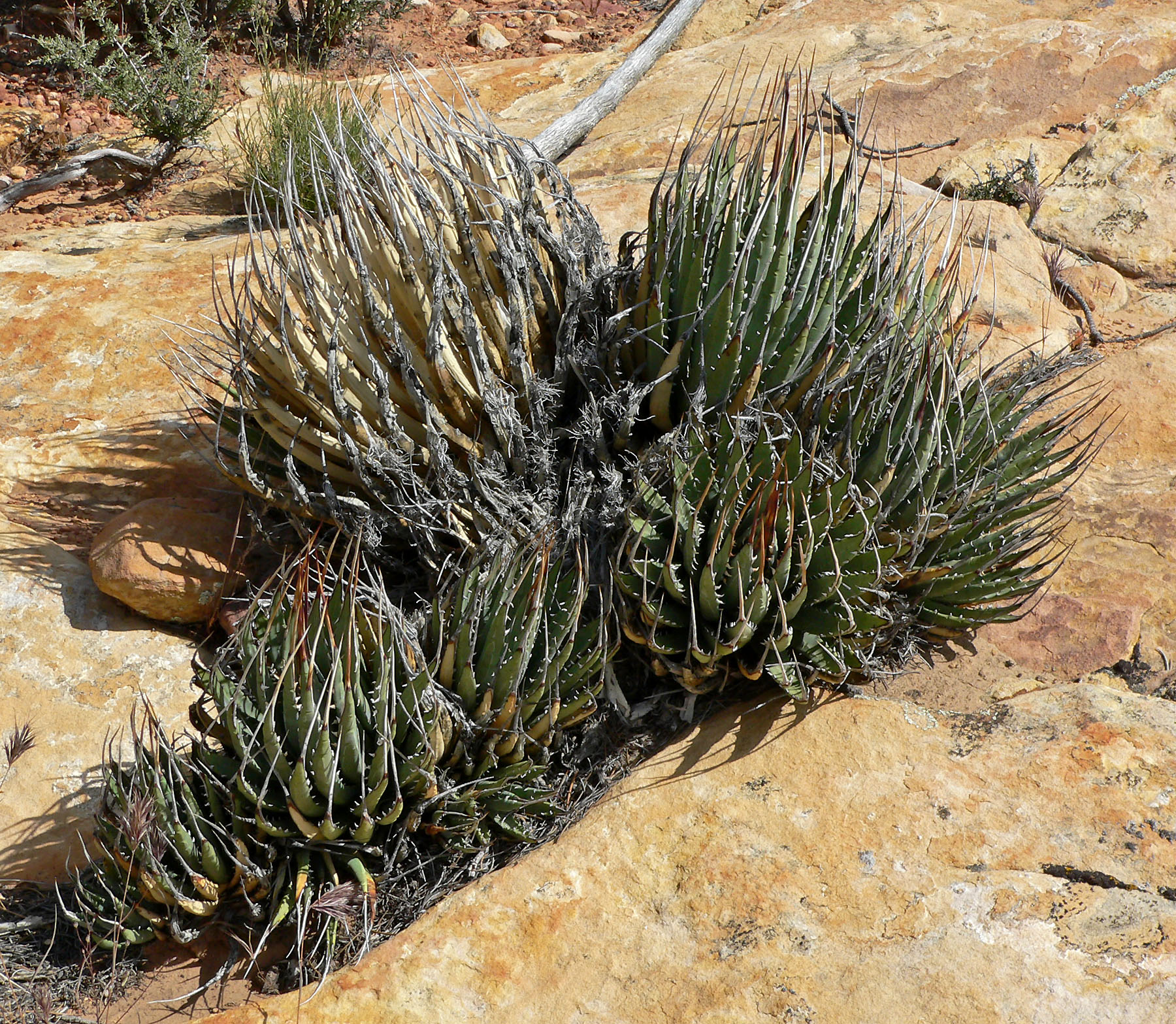
Agave utahensis
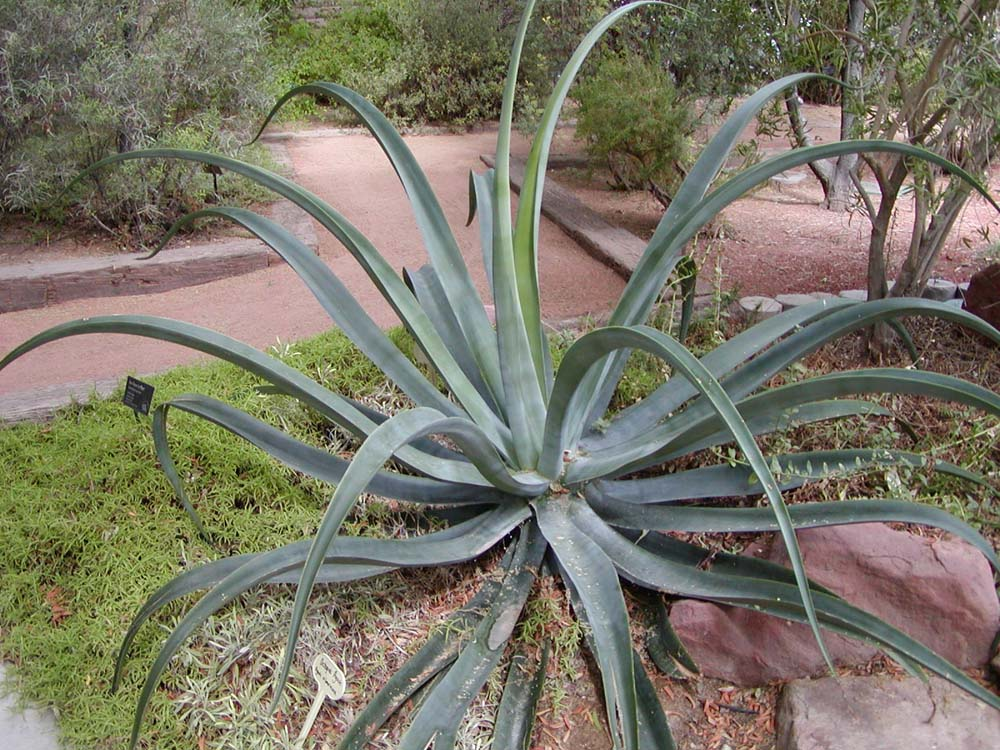
Agave vilmoriniana
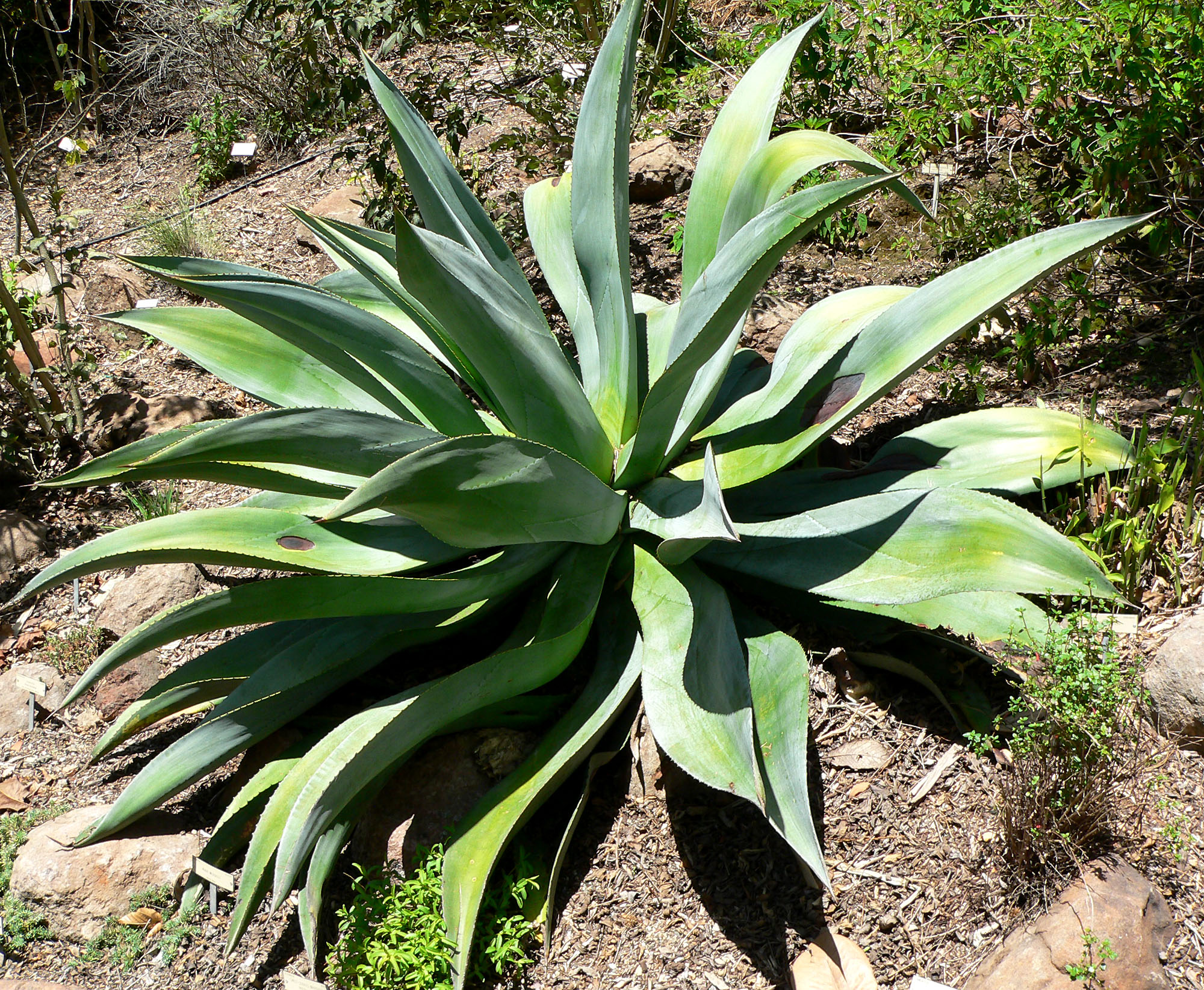
Agave wercklei
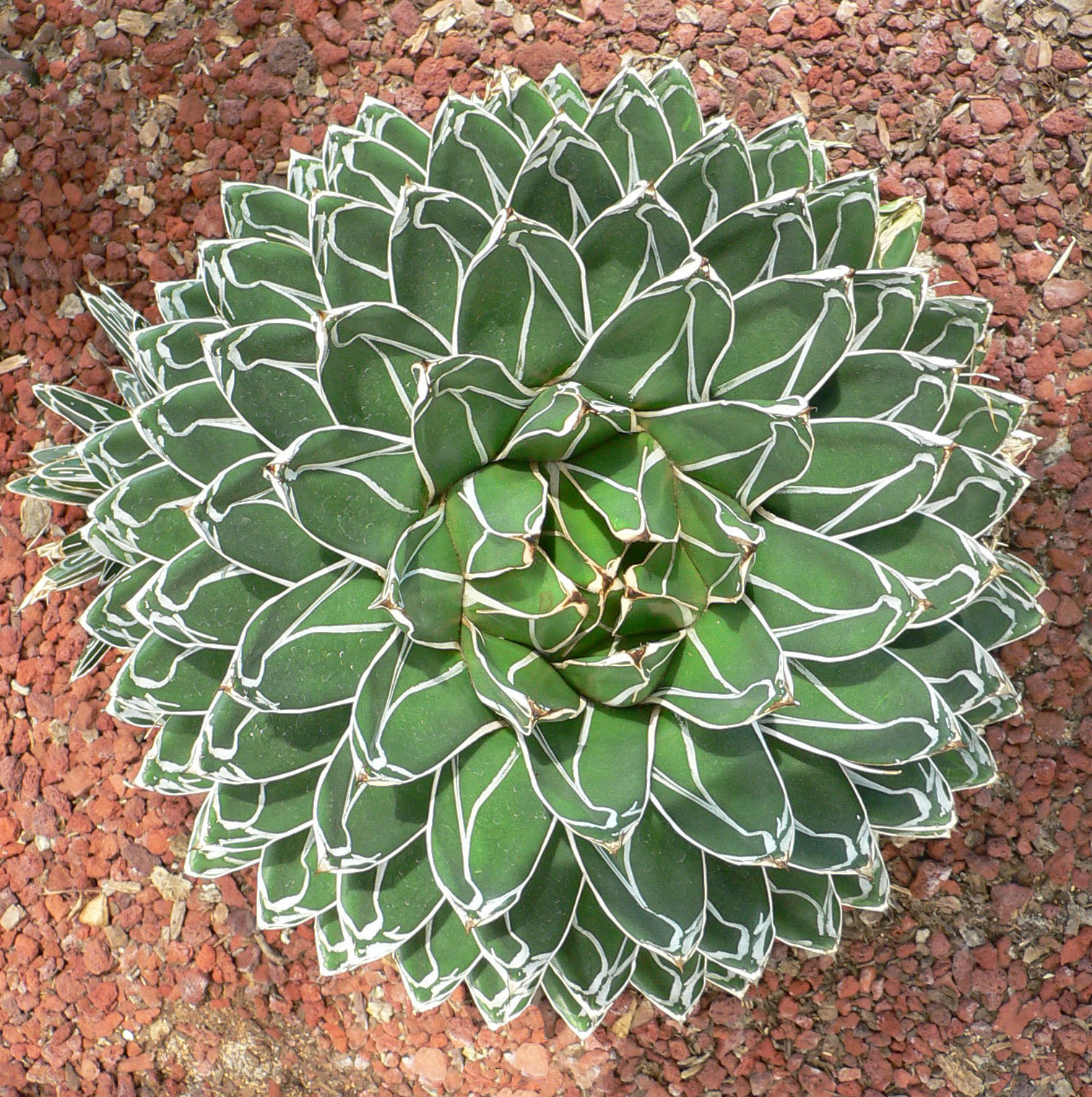
Agave victoriae-reginae
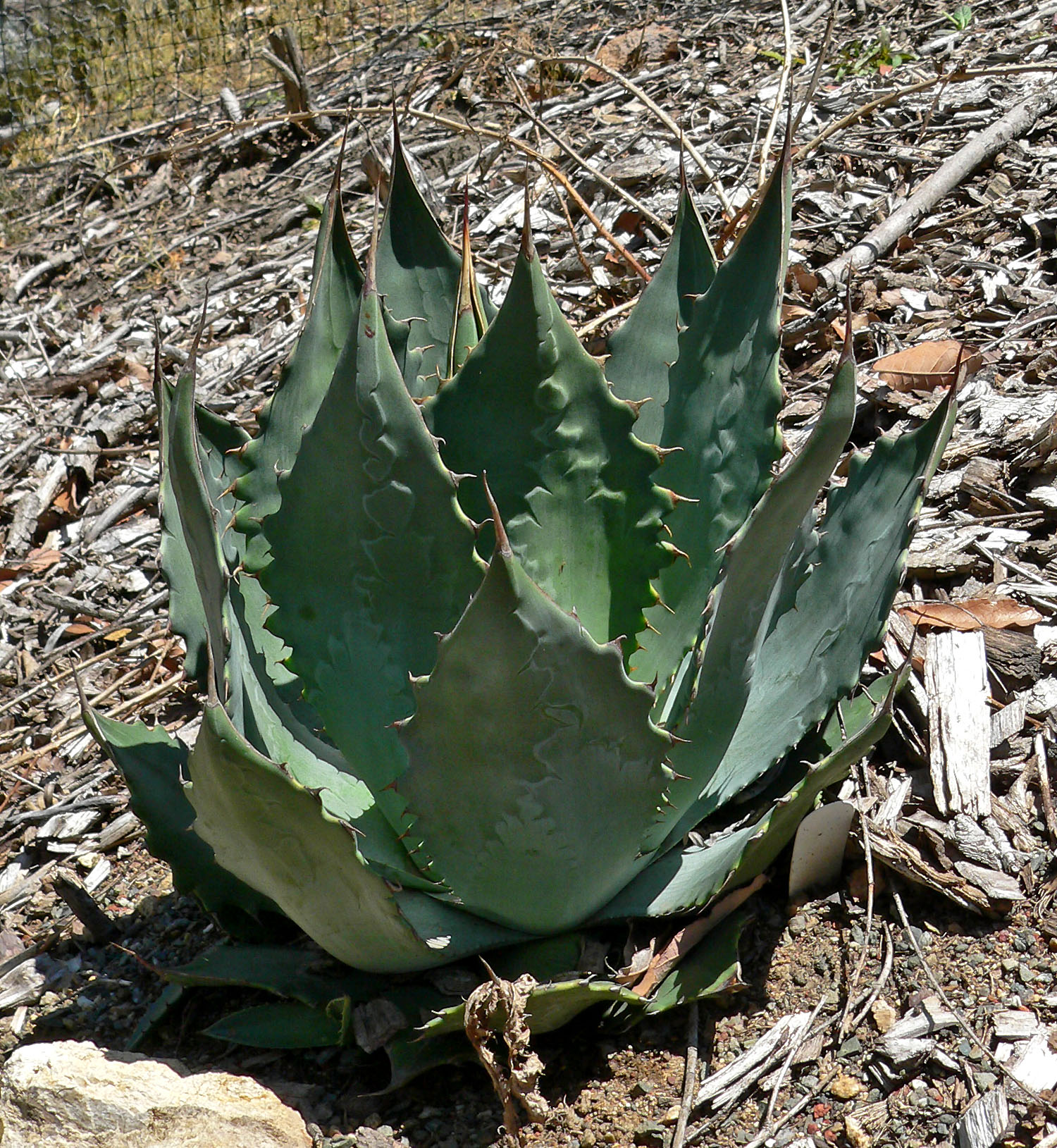
Agave wocomahi
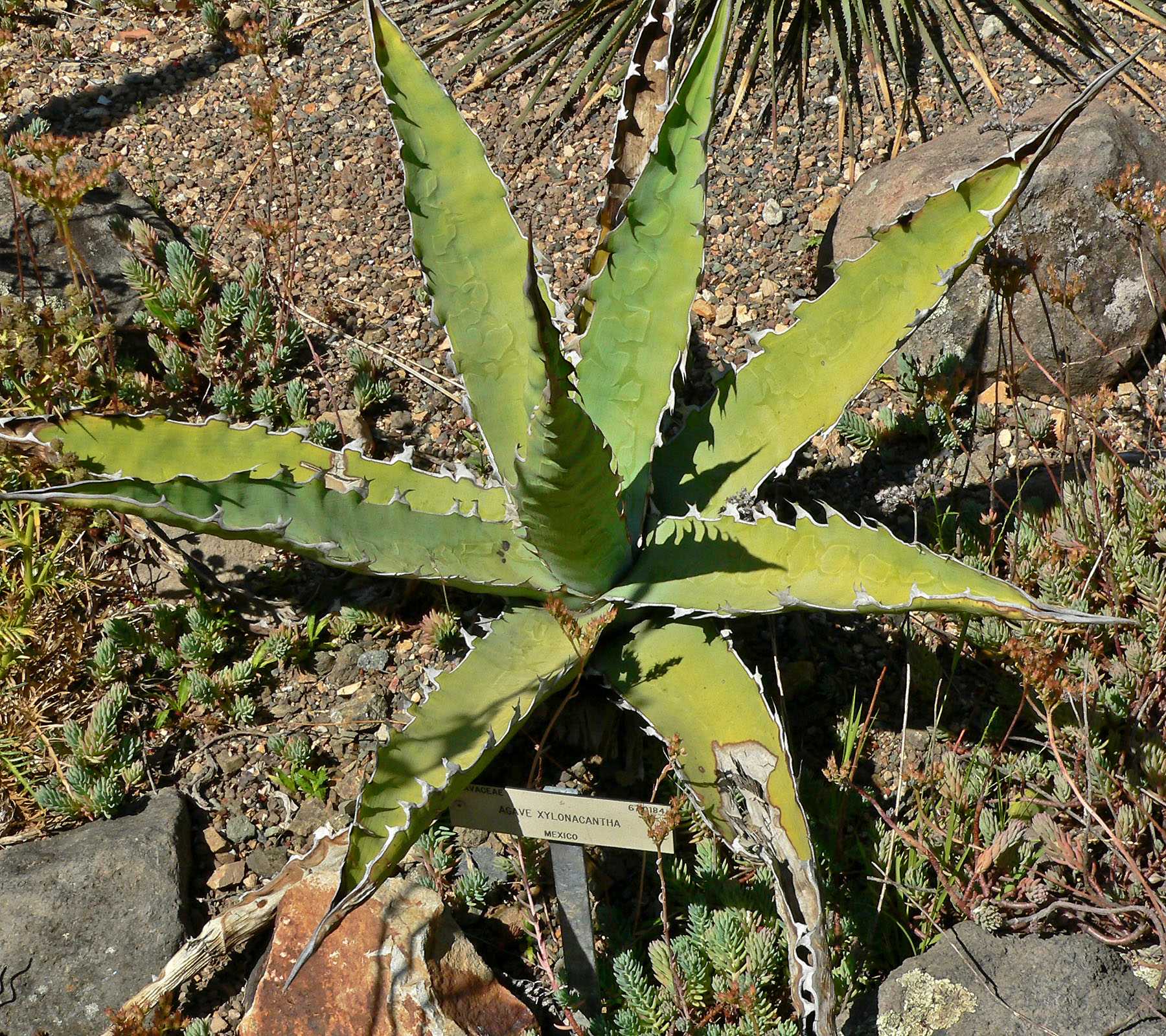
Agave xylonacantha
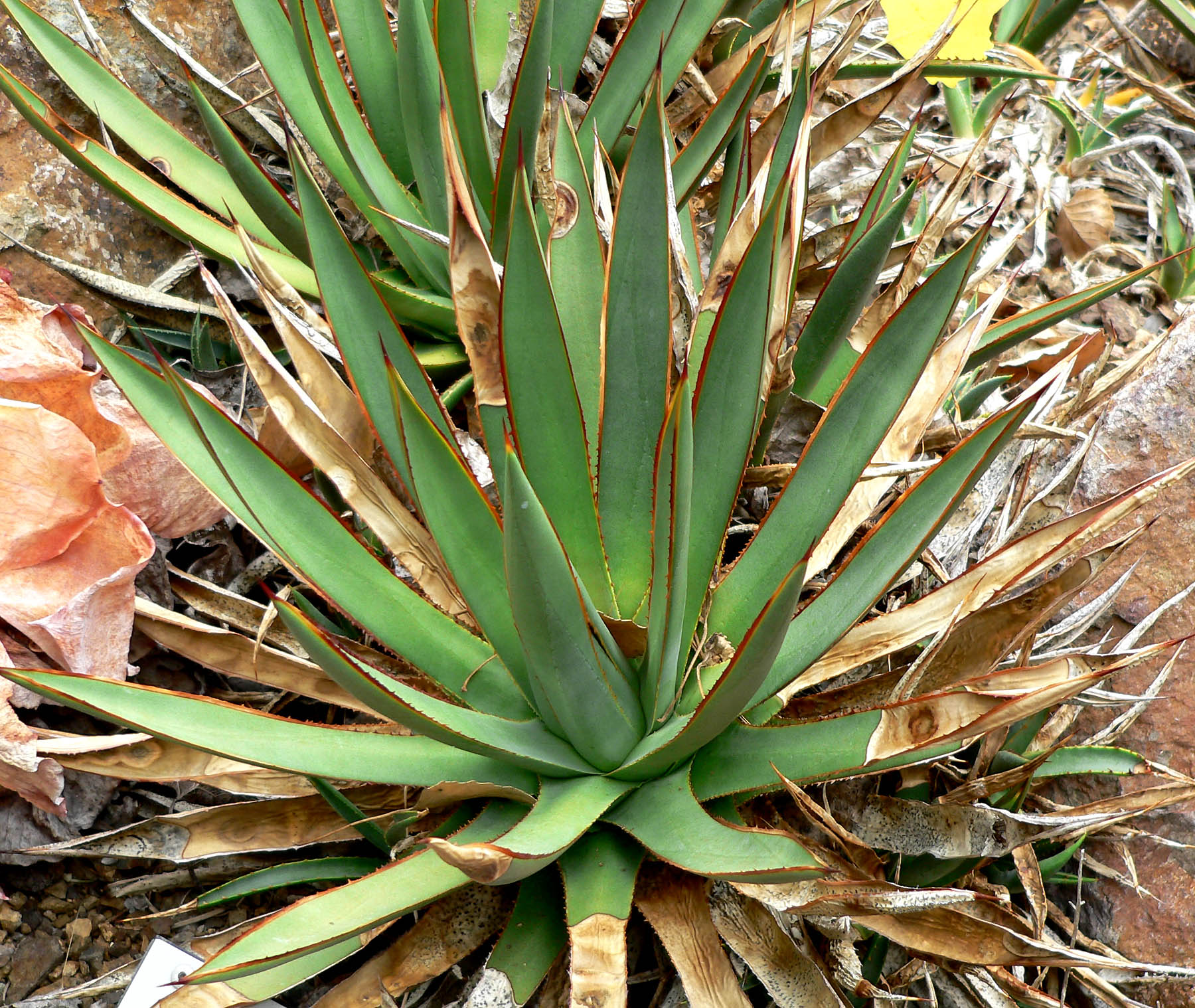
Agave ×arizonica